# Умершие в апреле 2024 года
Это список известных людей, соответствующих установленным критериям значимости (см. Википедия:Критерии значимости персоналий), умерших в апреле 2024 года.
Причина смерти указывается лишь в исключительных случаях (убийство, самоубийство, гибель в результате военных действий, смертная казнь, ДТП или несчастные случаи). В остальных случаях — не указывается.

## 30 апреля

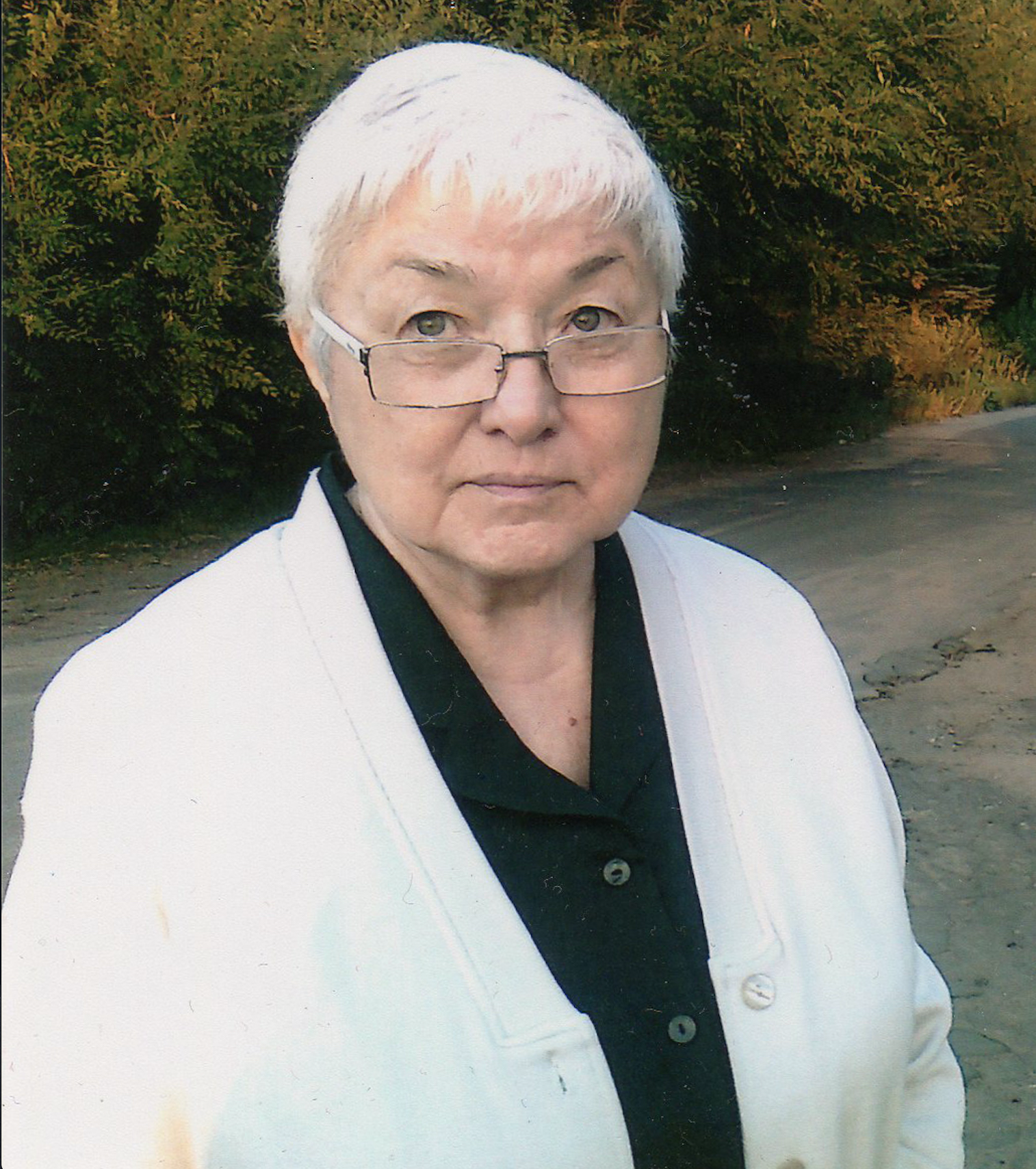
Элеонора Маклакова

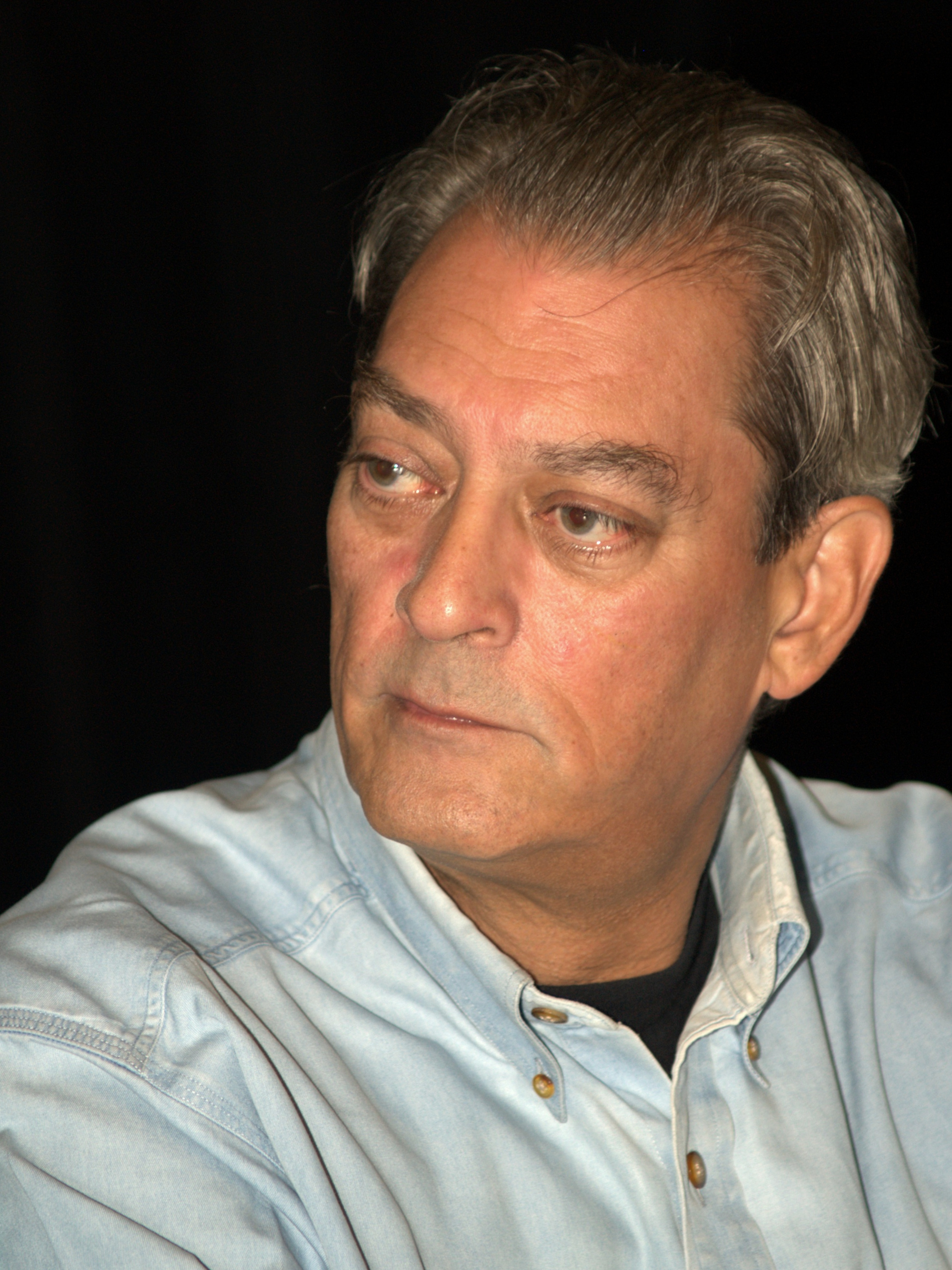
Пол Остер

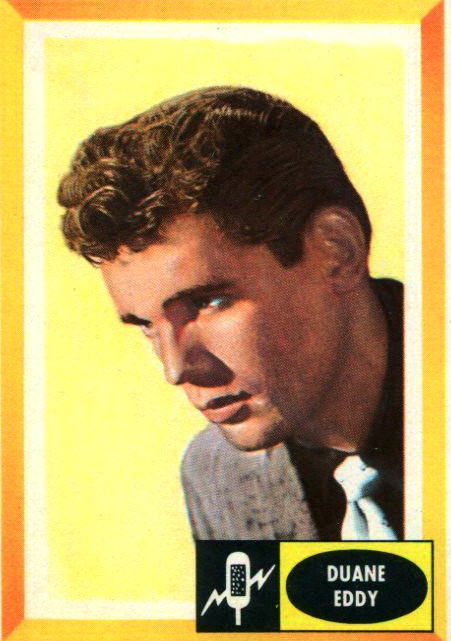
Дуэйн Эдди

- Дзардини, Фабрицио[итал.] (57) — итальянский лыжник, паралимпийский чемпион (2002)[1].
- Илаковац, Ксенофонт[хорв.] (95) — хорватский физик, академик HAZU (1991)[2].
- Лабунец, Михаил Иванович (78) — российский военачальник, генерал-полковник (1998), Герой Российской Федерации (2002)[3].
- Маклакова, Элеонора Петровна (84) — советский и российский художник по костюмам, народный художник Российской Федерации (1997)[4].
- Остер, Пол (77) — американский писатель[5].
- Стефани, Стефано[итал.] (85) — итальянский политик, депутат Парламента (1994—2013)[6].
- Ткачук, Виктор Иванович (77) — советский и российский педагог, народный учитель Российской Федерации (2004)[7].
- Уюньцимг (81) — китайский политик, заместитель председателя ПК ВСНП (2003—2013)[8].
- Чернов, Валерий Иванович (79) — генерал-лейтенант ВС СССР, начальник Ленинградского высшего общевойскового командного училища в 1994—1997 годах[9].
- Эдди, Дуэйн (86) — американский гитарист[10].

## 29 апреля

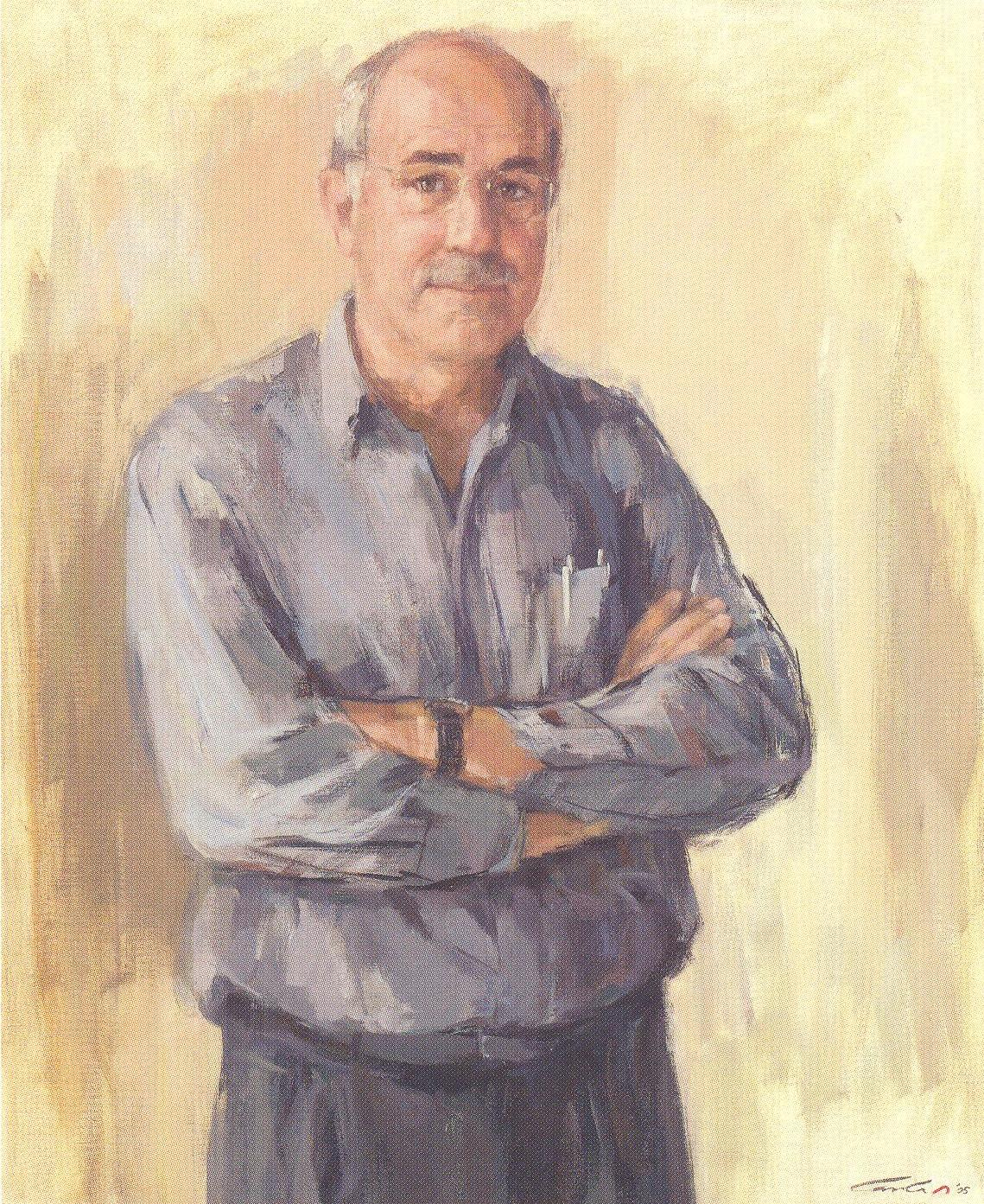
Питер Баас

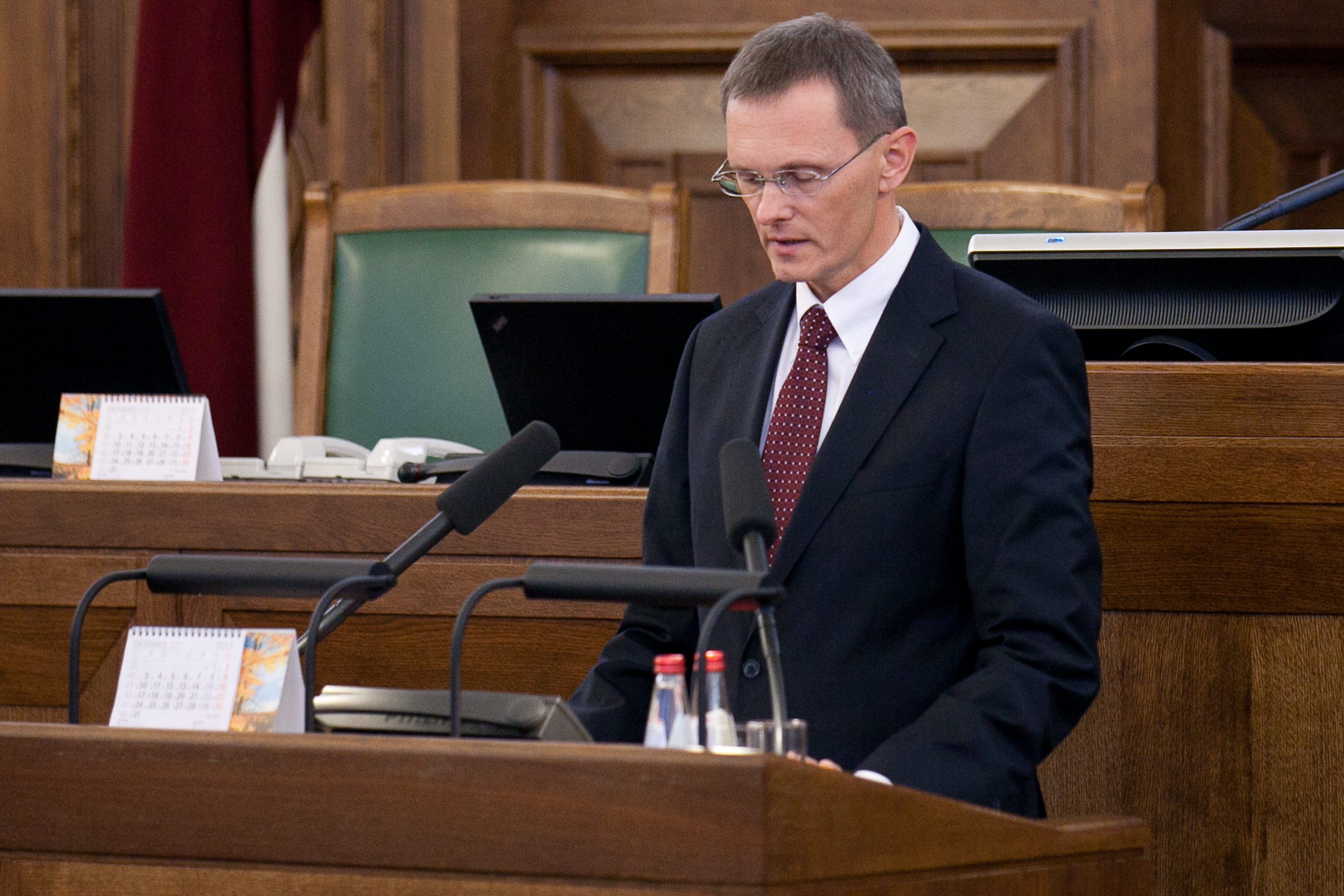
Андрис Вилкс

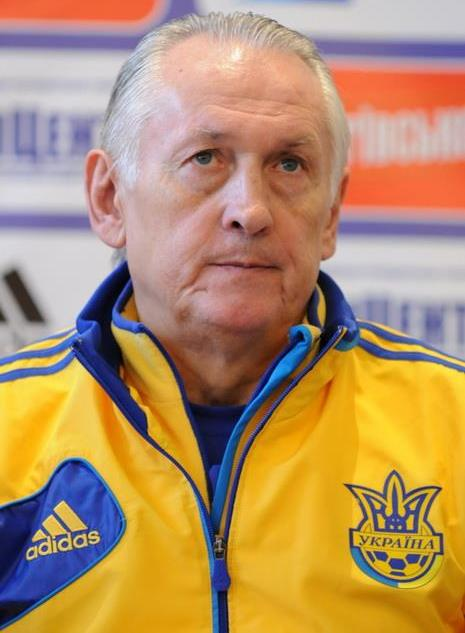
Михаил Фоменко

- Адама, Хаман[фр.] (73/74) — камерунский политик, министр образования (2004—2009)[11].
- Баас, Питер (80) — нидерландский ботаник, член Королевской академии наук и искусств Нидерландов (2000)[12].
- Бистрич, Фарук (66) — боснийский шахматист, гроссмейстер.
- Вайзенбергер, Герхард[нем.] (72) — западногерманский борец вольного стиля, участник Олимпийских игр (1972, 1976), бронзовый призёр чемпионата Европы (1975)[13].
- Вилкс, Андрис (60) — латвийский экономист и политик, министр финансов (2010—2014) (о смерти объявлено в этот день)[14].
- Демец, Питер[нем.] (101) — американский литературовед-германист, член Американской академии искусств и наук (1982)[15].
- Джудичелли, Жан-Пьер[фр.] (81) — французский пятиборец, бронзовый призёр Олимпийских игр (1968) (о смерти объявлено в этот день)[16].
- Зелинская, Зоя Николаевна (94) — советская и российская актриса, народная артистка РСФСР (1991)[17].
- Кольбов, Вальтер[нем.] (80) — немецкий политик, депутат Бундестага (1980—2009)[18].
- Мендоса Бенедетто, Луис (78) — венесуэльский футболист и футбольный тренер[19].
- Прасад, Сриниваса[англ.] (76) — индийский политический деятель, депутат Лок сабхи (1980—1996, 1999—2004, с 2019)[20].
- Рибейру, Сержиу[англ.] (88) — португальский политический деятель, депутат Европейского парламента (1990—1999, 2004—2005)[21].
- Станелл, Эндрю[англ.] (81) — британский политический деятель, член Палаты общин (1997—2015) и Палаты лордов (с 2015)[22].
- Суарес Гонсалес, Фернандо[исп.] (90) — испанский политический деятель, депутат Европейского парламента (1986—1994)[23].
- Тобела, Дингаан (57) — южноафриканский боксёр, чемпион мира по версиям WBO, WBA и WBC[24].
- Фоменко, Михаил Иванович (75) — советский и украинский футболист и футбольный тренер[25].
- Хааг, Ян-Мари[англ.] (90) — американская актриса и режиссер[26].
- Хашба, Мери Мушниевна (87) — советский и абхазский музыковед и историк музыки, член-корреспондент Академии наук Абхазии (2008)[27].
- Шахнович, Александр Романович (93) — советский и российский невролог[28].

## 28 апреля

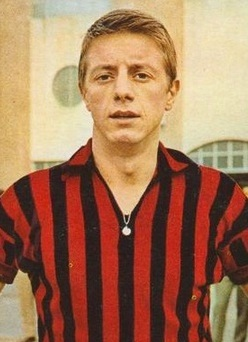
Джильберто Нолетти

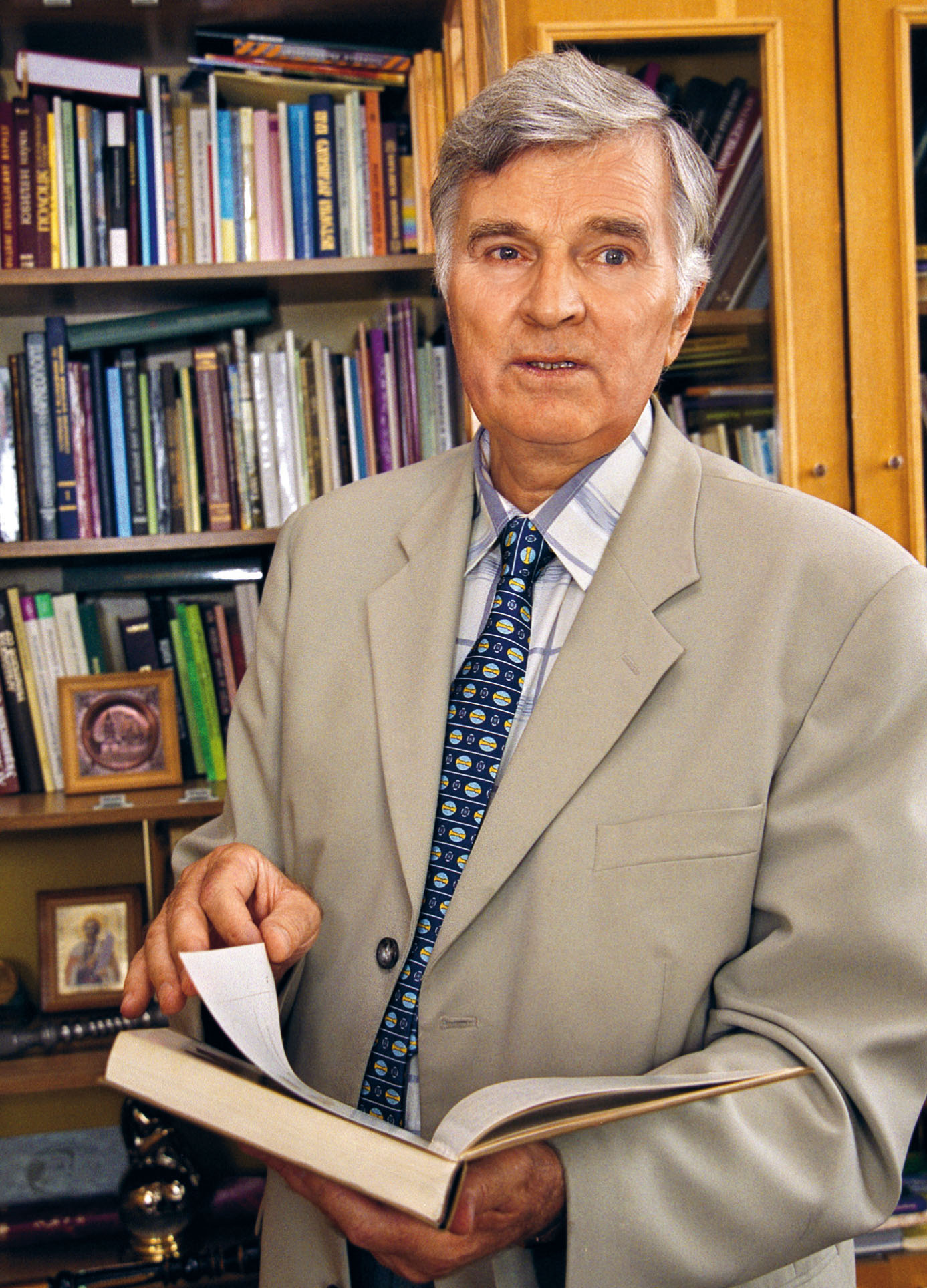
Пётр Толочко

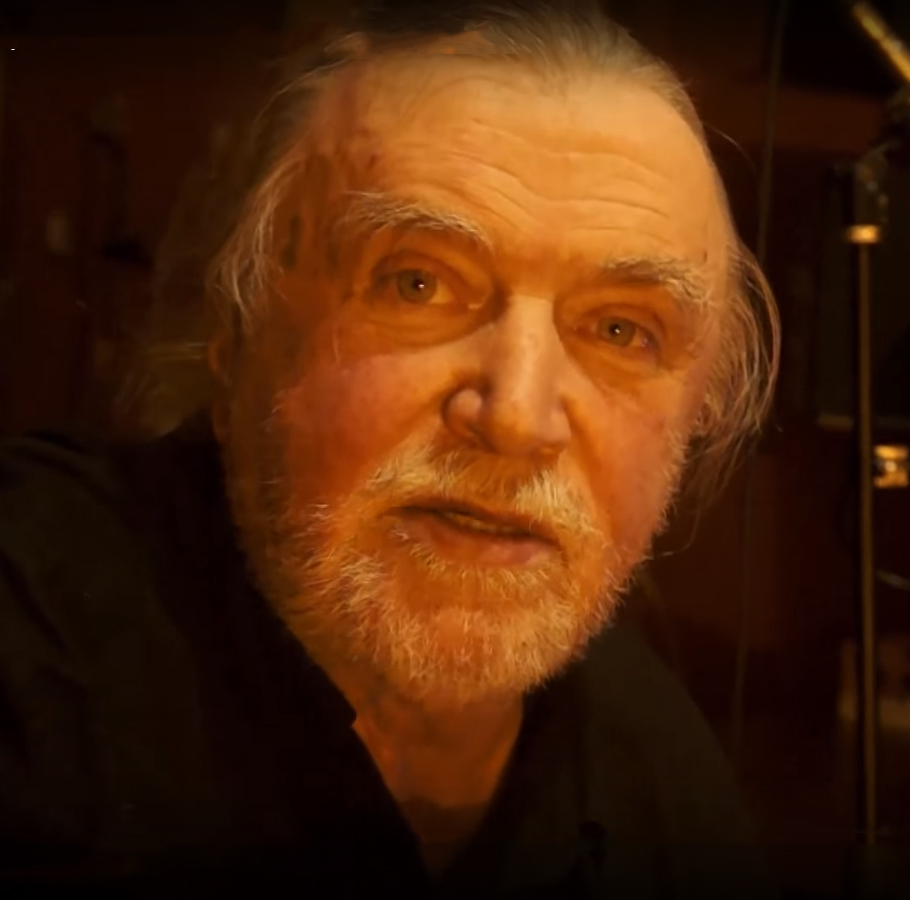
Андрей Тропилло

- Акулинин, Анатолий Иванович (72) — деятель войск радиоэлектронной борьбы СССР и Российской Федерации, генерал-майор, почётный радист России (2002)[29].
- Биндер, Хайнц[нем.] (81) — австрийский футболист, игрок национальной сборной[30].
- Ван Хуэйлинь[кит.] (85) — китайский физикохимик, член Китайской академии наук (1997)[31].
- Елпатова, Наталья Сергеевна (80) — советская и российская актриса, заслуженная артистка Российской Федерации (2001)[32].
- Маккарди, Брайан[англ.] (59) — шотландский актёр[33].
- Мондзолевский, Георгий Григорьевич (90) — советский волейболист, олимпийский чемпион (1964, 1968)[34].
- Нолетти, Джильберто (82) — итальянский футболист, участник Олимпийских игр (1960)[35].
- Норман, Зак[англ.] (83) — американский киноактёр и продюсер[36].
- О’Салливан, Винсент[англ.] (86) — новозеландский писатель[37].
- Толочко, Пётр Петрович (86) — советский и украинский историк и археолог, директор Института археологии АН УССР / НАН Украины (1987—2016), академик АН УССР / НАН Украины (1990), иностранный член РАН (2011)[38].
- Тропилло, Андрей Владимирович (73) — советский и российский звукорежиссёр, музыкальный продюсер, рок-музыкант, основатель лейбла «АнТроп»[39].

## 27 апреля

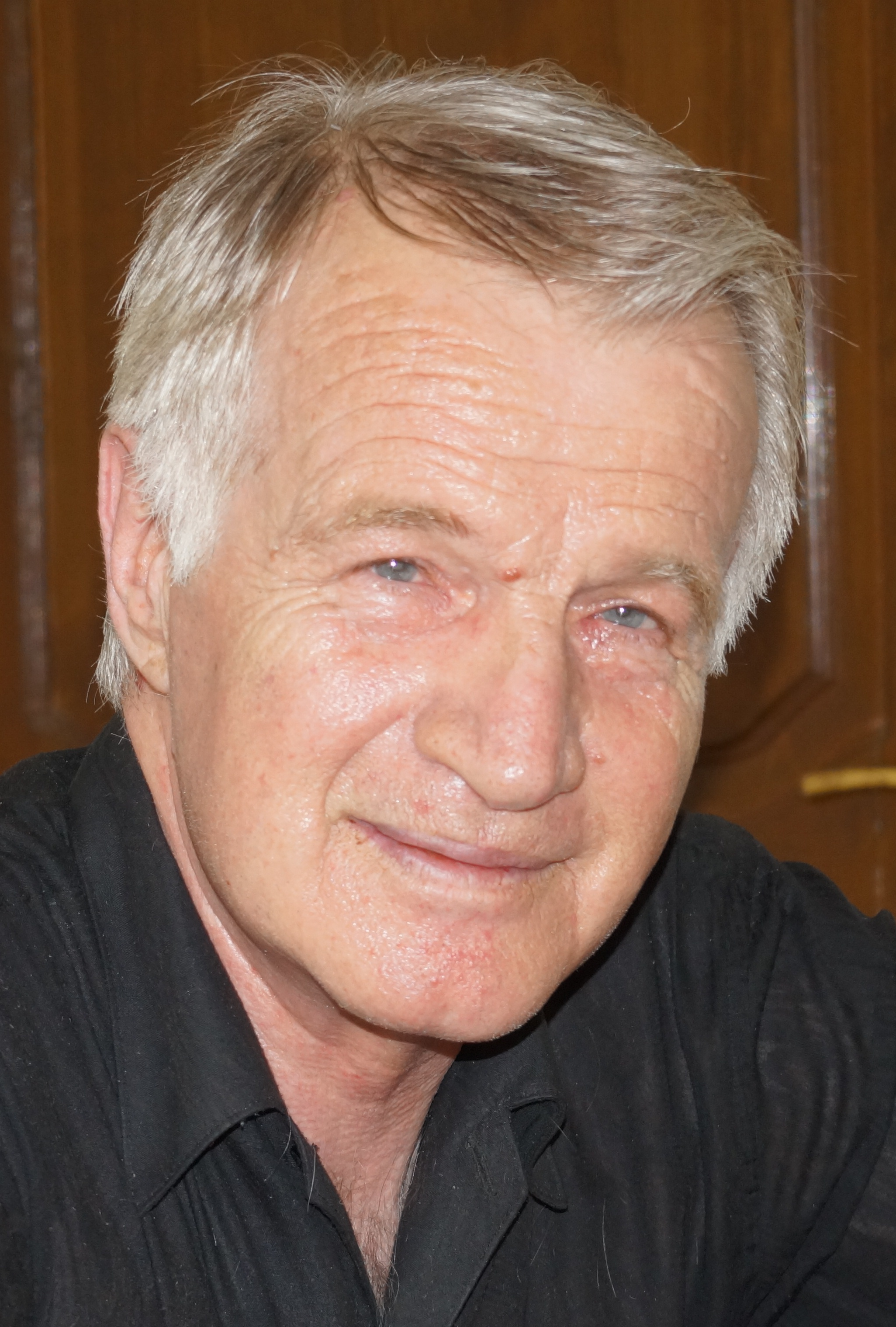
Георгий Игнатченко

- Барсага, Эльпидио[англ.] (74) — филиппинский политический деятель, депутат Палаты представителей (2007—2016, с 2019)[40].
- Дадашев, Ильгар Агабабаш оглы (62) — азербайджанский юрист, судья Верховного суда (с 2010 года); самоубийство[41].
- Де Гер, Баудевейн[нидерл.] (68) — нидерландский футболист[42].
- Игнатченко, Георгий Игоревич (76) — советский и украинский музыковед, заслуженный деятель искусств Украины (1996), ректор Харьковского института искусств (1991—2003)[43].
- Квачек, Роберт[чеш.] (91) — чешский историк[44].
- Кордюм, Елизавета Львовна (91) — советский и украинский биолог, член-корреспондент НАН Украины (2000)[45].
- Кох, Борис Геннадьевич (82) — советский футболист[46].
- Купер, Джером[англ.] (87) — американский дипломат, посол на Ямайке (1994—1997)[47].
- Мария Фелисиана[порт.] (77) — бразильская певица[48].
- Мюзи, Жан[фр.] (76) — французский музыкант, композитор и аранжировщик[49].
- Пинурбо, Джоко[индон.] (61) — индонезийский поэт[50].
- Рубашевский, Владимир Григорьевич (93) — советский композитор, заслуженный деятель искусств РСФСР (1990), муж М. Я. Лукач (о смерти объявлено в этот день)[51].
- Сэнсом, Кристофер Джон (71) — английский писатель[52].
- Уэллер, Чарли[нем.] (72) — немецкий актёр, музыкант, писатель, продюсер и сценарист[53].
- Ферлан, Жан-Пьер[фр.] (89) — канадский певец и автор песен[54].
- Чан Иньфу[кит.] (92) — китайский геолог, член Китайской академии наук (1991)[55].

## 26 апреля

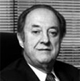
Серхио де Кастро

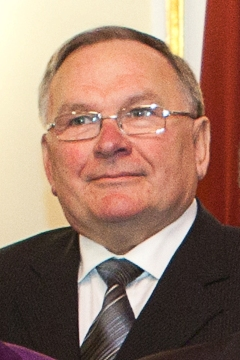
Альфред Чепанис

- Андерсон, Леонарду[порт.] (51) — бразильский эстрадный певец[56].
- Джордж, Робин[англ.] (68) — британский рок-гитарист, певец и продюсер[57].
- Зоис, Костис[греч.] (93) — греческий режиссёр, сценарист и продюсер[58].
- Ингэм, Питер (83) — австралийский католический прелат, епископ Вуллонгонга (2001—2017)[59].
- Кастро, Серхио де (94) — чилийский экономист, министр экономики (1975—1976) и финансов (1976—1982)[60].
- Кацура, Юми[яп.] (94) — японский модельер[61].
- Келлауэй, Ренна[англ.] (92) — британская пианистка[62].
- Лебедев, Николай Иванович (98) — советский и российский историк, ректор МГИМО (1974—1985)[63].
- Мосблех, Фолькер[нем.] (69) — немецкий политический деятель, депутат Бундестага (2015—2017)[64].
- Рико Манрике, Франсиско[исп.] (81) — испанский литературовед, член Королевской академии испанского языка (1986)[65].
- Санта Крус, Жозе[порт.] (95) — бразильский актёр[66].
- Сун Ву Ван[кор.] (76) — южнокорейский режиссёр[67].
- Уэбб, Грэм[англ.] (88) — австралийский телеведущий[68].
- Чепанис, Альфред Казимирович (80) — латвийский политический деятель, председатель Сейма (1996—1998)[69].
- Станкус, Артур Альбертасович (28) — украинский военнослужащий, солдат, участник российско-украинской войны, Герой Украины (2024, посмертно); погиб в бою.

## 25 апреля

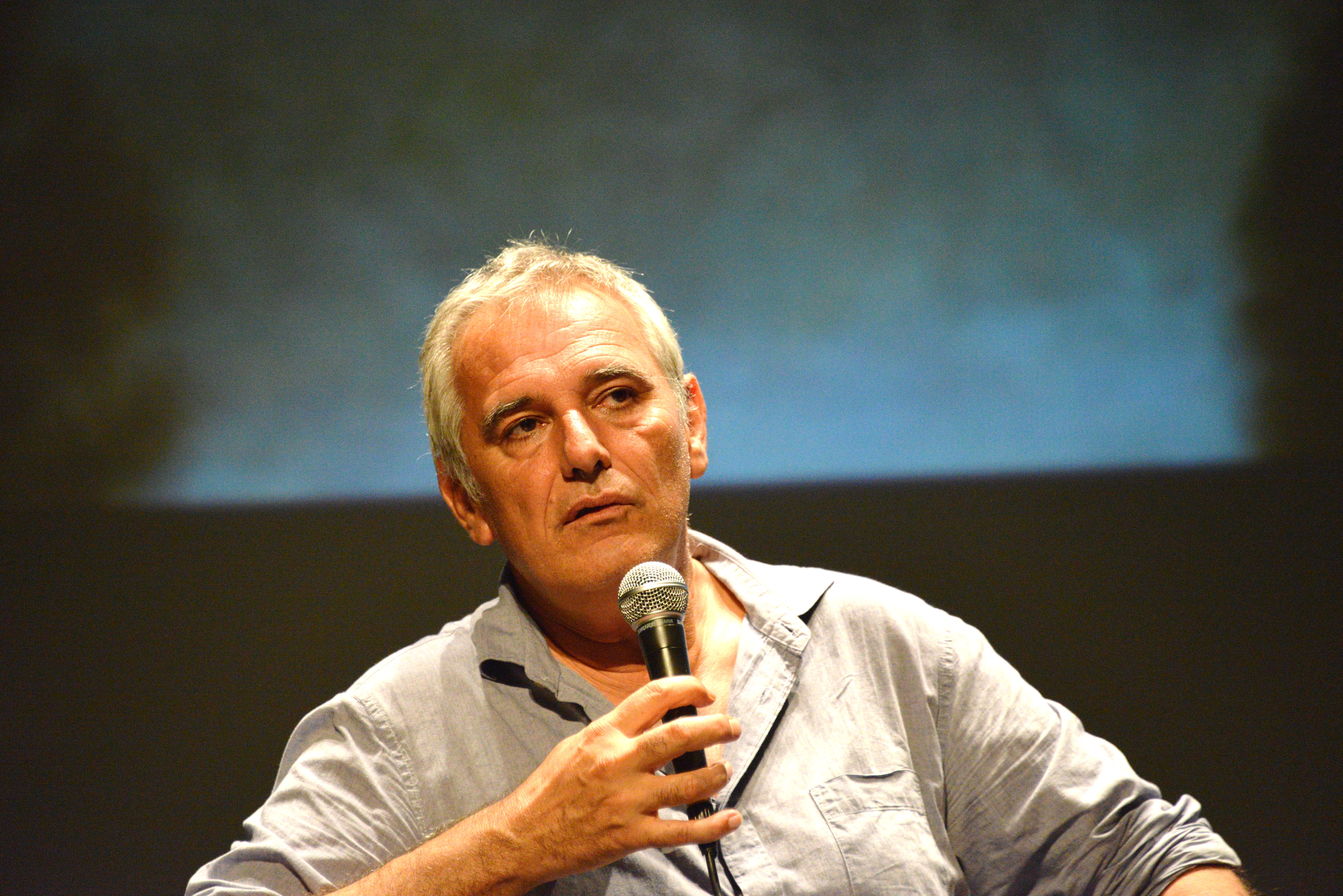
Лоран Канте

- Адамс, Марла[англ.] (85) — американская актриса[70].
- Андраш, Ференц[венг.] (81) — венгерский режиссёр[71].
- Езе, Айогу[англ.] (65) — нигерийский политический деятель, сенатор (2007—2015)[72].
- Канте, Лоран (63) — французский кинорежиссёр[73].
- Кобозев, Михаил Семёнович (70) — советский и российский партийный и государственный деятель, первый секретарь Нижнетагильского горкома КПСС (1990—1991)[74].
- Корхонен, Кайса[фин.] (82) — финская актриса, певица и режиссёр[75].
- Лихаль, Роберт[нем.] (91) — австрийский политический деятель, член Национального совета (1979—1987, 1990—1994), министр обороны (1987—1990)[76].
- Милдрен, Джон[англ.] (91) — австралийский политический деятель, депутат Парламента (1980—1990)[77].
- Решетников, Василий Васильевич (73) — российский актёр, народный артист Российской Федерации (2002)[78].
- Селигман, Джордж[англ.] (96) — американский математик[79].
- Сулейманова, Эльмира Теймур кызы (86) — азербайджанский химик и защитница прав женщин, омбудсмен (2002—2019)[80].
- Чакон, Марек[пол.] (60) — польский футболист[81].

## 24 апреля

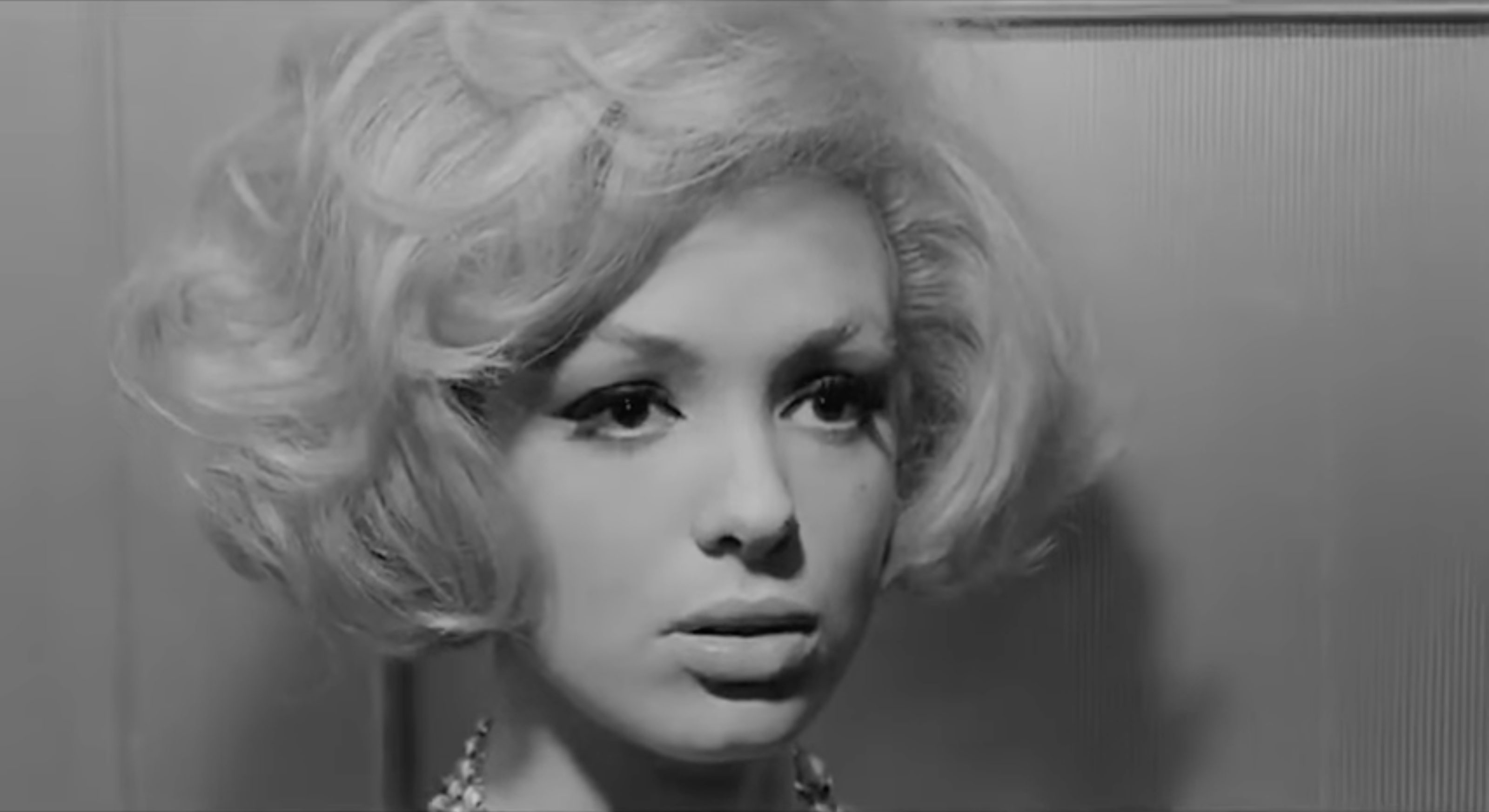
Маргарет Ли

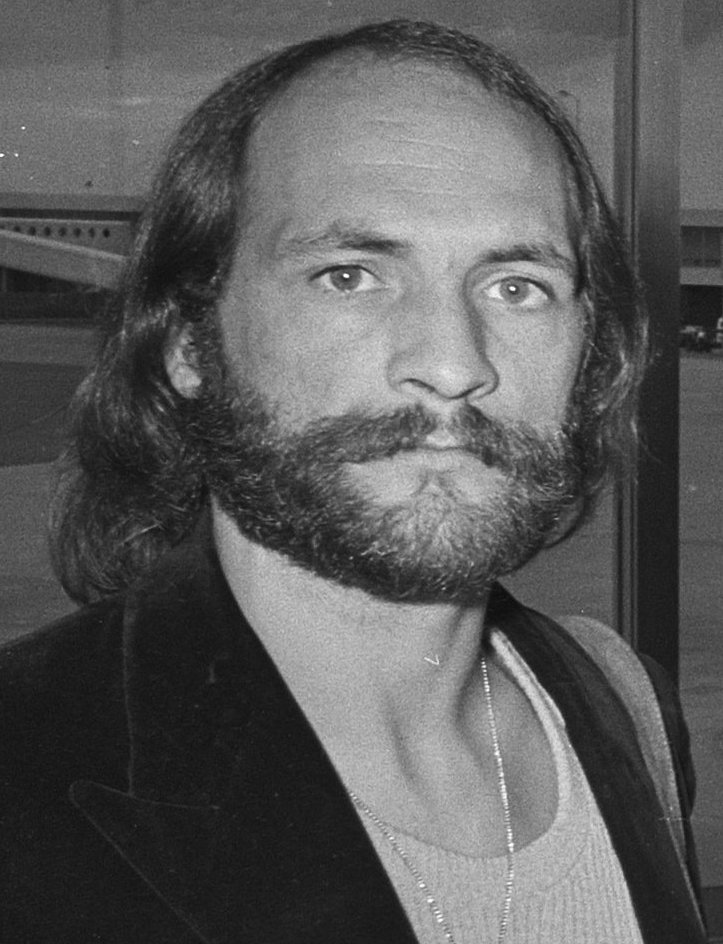
Майк Пиндер

- Анцане, Банюта (82) — советский и латвийский художник, график, иллюстратор[82].
- Башмаков, Виктор Яковлевич (82) — советский и российский педагог, народный учитель Российской Федерации (2002)[83].
- Ищук, Леонид Николаевич (73) — советский и украинский футболист и тренер[84].
- Коул, Боб[англ.] (90) — канадский спортивный журналист[85].
- Лейш, Фридрих[нем.] (55) — австрийский статистик[86].
- Ли, Маргарет (80) — итальянская и британская киноактриса[87].
- Миронова, Дагмара Сергеевна (82) — советский и российский политический и общественный деятель, народный депутат СССР (1989—1991)[88].
- Миттереггер, Рудольф[англ.] (79) — австрийский шоссейный велогонщик, участник Олимпийских игр (1972, 1976)[89].
- Николаев, Аркадий Юрьевич (87) — советский футболист и хоккеист[90].
- Оганесян, Николай Оганесович (93) — советский и армянский востоковед-арабист, член-корреспондент НАН Армении (2006)[91].
- Пейн, Дональд[англ.] (65) — американский политический деятель, член Палаты представителей (с 2012)[92].
- Петерсен, Дональд[англ.] (97) — американский бизнесмен, генеральный директор «Ford Motors Company» (1985—1990)[93].
- Пиндер, Майк (82) — британский музыкант и автор песен, сооснователь рок-группы The Moody Blues[94].
- Сагисаг, Рене[англ.] (84) — филиппинский политический деятель, сенатор (1987—1992)[95].
- Судибьо, Моорьяти[индон.] (96) — индонезийская политическая деятельница, вице-спикер Народного консультативного конгресса (2004—2009)[96].
- Шюллер, Вольфганг[нем.] (66) — немецкий футболист[97].

## 23 апреля

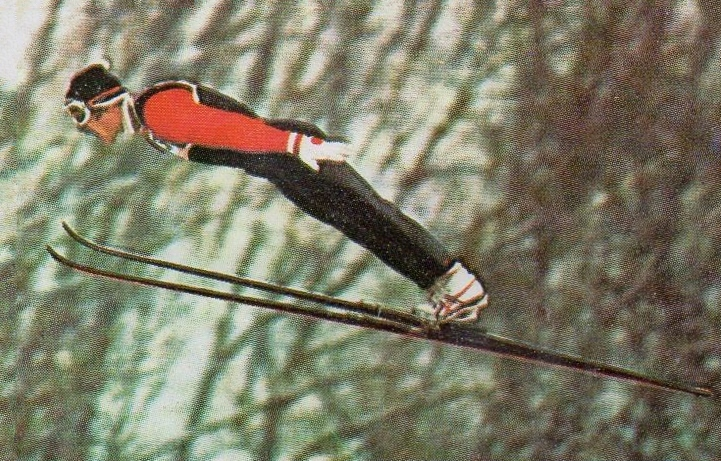
Юкио Касая

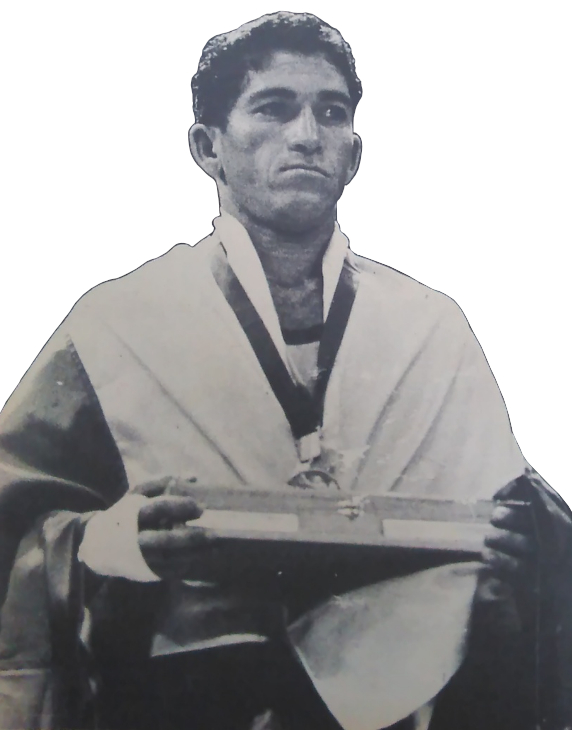
Франсиско Родригес

- Адигве, Зулу[англ.] (?) — нигерийский актёр и певец[98].
- Бейкер, Том (88) — валлийский футболист, игрок национальной сборной[99].
- Вендлер, Хелен[англ.] (90) — американский литературный критик[100].
- Джонсон, Сью[англ.] (76) — британский психолог, одна из создательниц Эмоционально-фокусированной терапии[101].
- Евстатиева-Бёлчева, Мариана[болг.] (84) — болгарский кино- и телевизионный режиссёр[102].
- Карпушенко, Елена Львовна (62) — российский тренер по художественной гимнастике, заслуженный тренер России (1996)[103].
- Картер, Терри[англ.] (95) — американский актёр[104].
- Касая, Юкио (80) — японский прыгун на лыжах с трамплина, олимпийский чемпион (1972)[105].
- Кейн, Роберт[англ.] — американский философ[106].
- Куммер, Самуэль[нем.] (56) — немецкий органист[107].
- Леонова, Галина Ниссоновна (78) — советская и российская писательница и литературовед, дочь Ниссона Зелеранского[108].
- Макварела, Мурунва[англ.] (51) — южноафриканский политик, мэр Цване (2023)[109].
- Маркванд, Дэвид[англ.] (89) — британский политик, член Парламента (1966—1977)[110].
- Ро Чжэ Бон[кор.] (88) — южнокорейский политический деятель, премьер-министр (1990—1991)[111].
- Опря, Флорин[англ.] (76) — румынский футболист[112].
- Рашмер, Аллан[англ.] (80) — британский стайер, участник Олимпийских игр (1968)[113].
- Родригес, Франсиско (78) — венесуэльский боксёр, олимпийский чемпион (1968)[114].
- Филд, Фрэнк, барон Филд из Биркенхеда[англ.] (81) — британский политик, член Парламента (1979—2019), член Палаты лордов (с 2020 года)[115].
- Чан, Рэй[англ.] (56) — американский художник-постановщик, лауреат премии Гильдии художников-постановщиков США (2015, 2020)[116].
- Чедвик, Эд[англ.] (90) — канадский хоккеист и хоккейный функционер[117].
- Яросик, Анджей (79) — польский футболист, олимпийский чемпион (1972)[118].

## 22 апреля
- Брейхова, Гана[чеш.] (77) — чешская актриса[119].

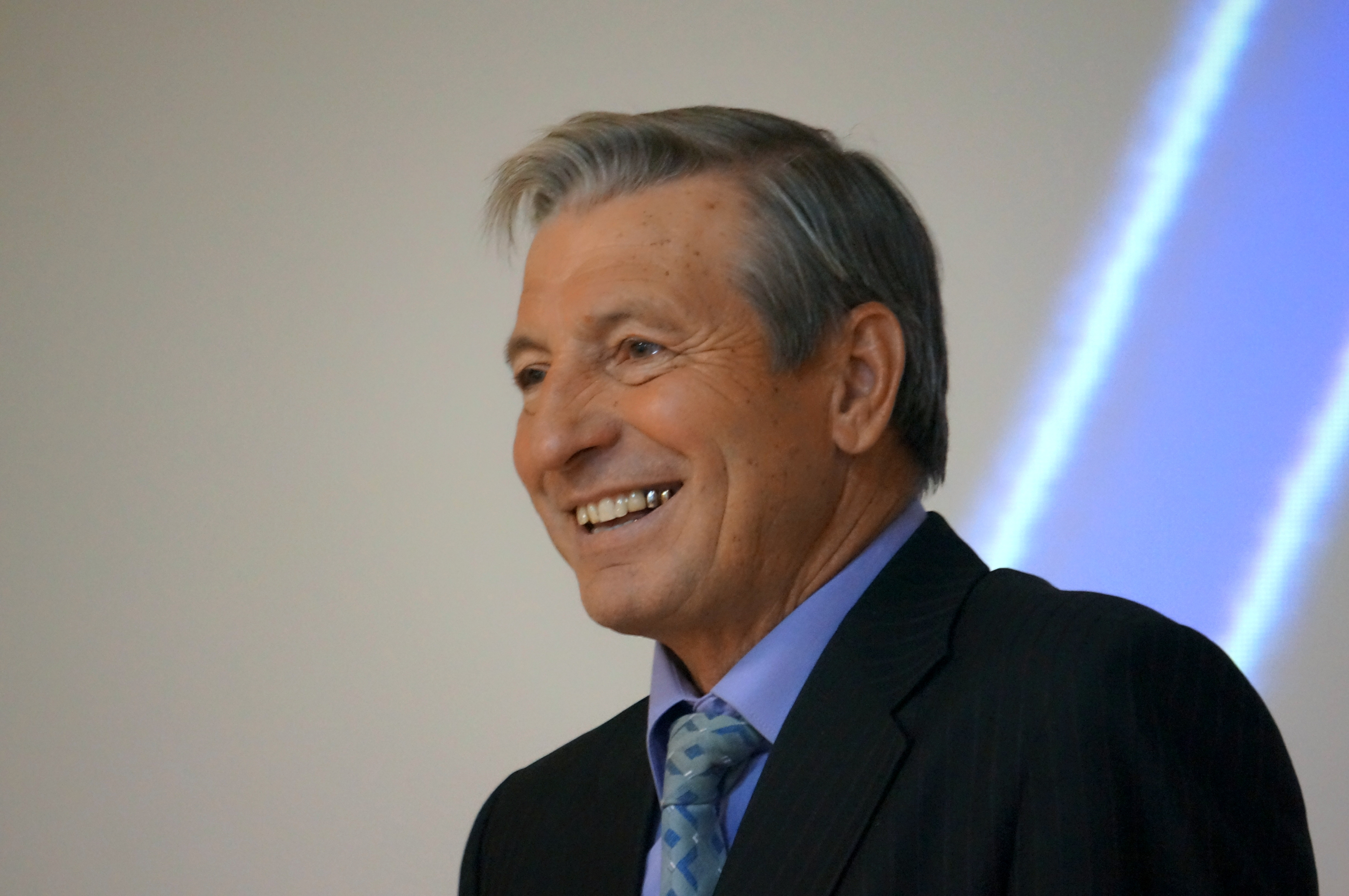
Иван Душарин

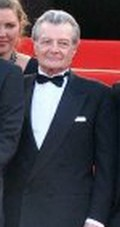
Филипп Лоденбак

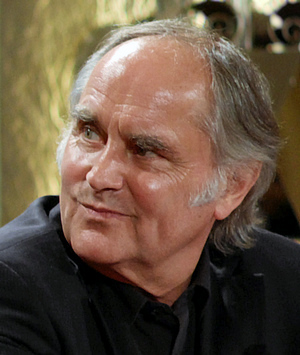
Михаэль Ферхёвен

- Грунь, Душан[словац.] (81) — словацкий эстрадный певец[120].
- Дробышев, Юрий Александрович (68) — российский математик и педагог, ректор КГПУ (2004—2010)[121].
- Дураи (84) — индийский кинорежиссёр[122].
- Душарин, Иван Трофимович (76) — советский и российский альпинист и тренер[123].
- Коломиец, Оксана Леонидовна (78) — советский и российский учёный в области клеточной биологии и цитогенетики мейоза[124].
- Лоденбаш, Филипп (88) — французский актёр[125].
- Старонь, Лешек[пол.] (86) — польский режиссёр, сценарист, актёр[126].
- Терентьев, Алексей Григорьевич (88) — советский и российский математик, заслуженный деятель науки Российской Федерации (2008)[127].
- Тобин, Брайан[англ.] (93) — австралийский теннисист и спортивный функционер, президент Международной федерации тенниса (1991—1999)[128].
- Уильямс, Сесил[англ.] (94) — американский пастор и ЛГБТ-активист[129].
- Ферхёвен, Михаэль (85) — немецкий кинорежиссёр и сценарист[130].
- Хёрли, Чарли[англ.] (87) — ирландский футболист[131].

## 21 апреля

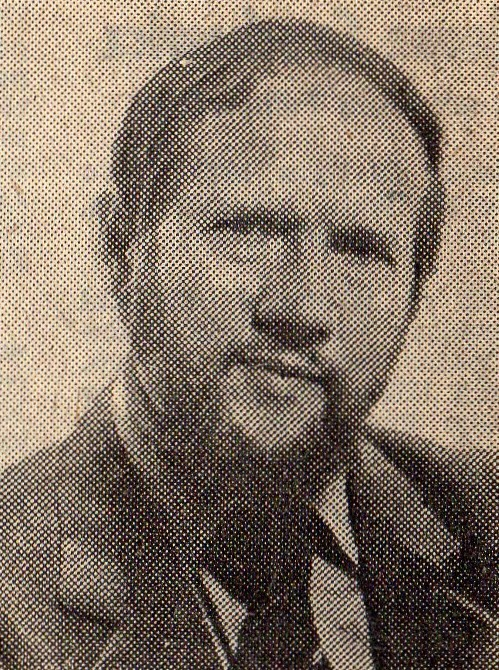
Хиероним Кубяк

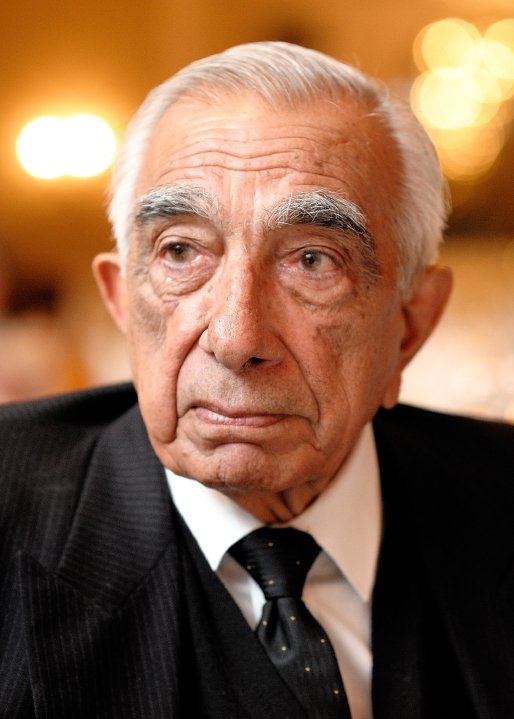
Роэдад Хан

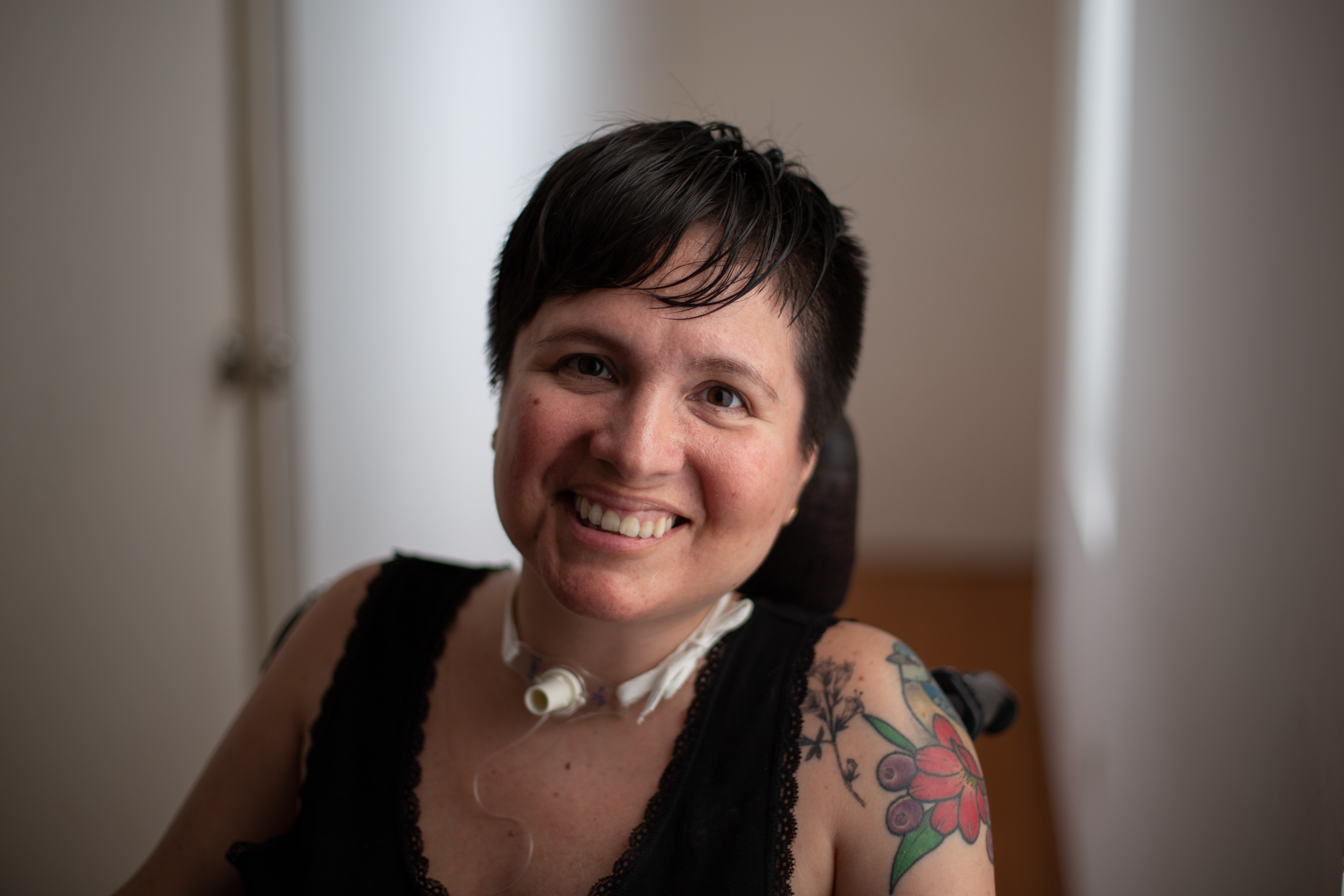
Ана Эстрада

- Артс, Жан-Мари[фр.] (72) — бельгийский гитарист[132].
- Бахна, Ян Милослав[словац.] (80) — словацкий архитектор[133].
- Богданян, Ара Грачикович[арм.] (80) — российский скрипач и музыкальный педагог, заслуженный деятель искусств Российской Федерации (2006)[134].
- Габитов, Исмагил Ахмадуллович (84) — советский и российский партийный и государственный деятель, народный депутат РСФСР / России (1990—1993)[135].
- Колесник, Степан Павлович (92) — советский и украинский журналист[136].
- Кубяк, Хиероним (89) — польский социолог, филолог-славист и партийный деятель, член Политбюро ЦК ПОРП (1981—1986)[137].
- Левин, Хаим (87) — израильский футболист[138].
- Местмеккер, Эрнст-Иоахим[нем.] (97) — немецкий юрист, директор Общества Макса Планка (1984—1990)[139].
- Ромеро, Чен[англ.] (82) — американский певец, автор песен и гитарист (Hippy Hippy Shake)[140].
- Ротенберг, Джером[англ.] (92) — американский поэт и переводчик[141].
- Хан, Роэдад (100) — пакистанский государственный деятель, министр промышленности и производства (1958—1969), внутренних дел (1978—1990), отчётности (1990—1993)[142].
- Хемминг, Ингрид Фудзико (91) — японская пианистка[143].
- Хогарт, Робин М.[англ.] (81) — британский и американский психолог[144].
- Эстрада, Ана (47) — перуанский психолог и активистка в поддержку эвтаназии; эвтаназия[145].
- Яхич, Джевад[босн.] (75) — боснийский филолог, специалист по боснийскому языку, академик Академии наук и искусств Боснии и Герцеговины[146].
- KODA[англ.] (45) — ганский певец в жанре госпел[147].

## 20 апреля

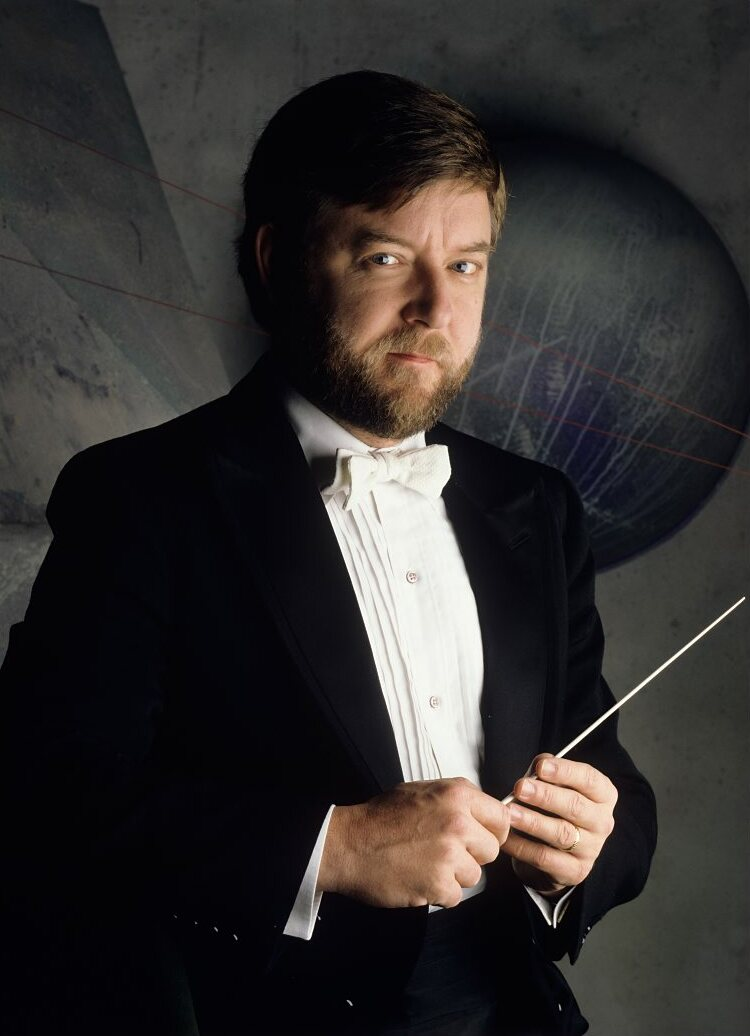
Эндрю Дэвис

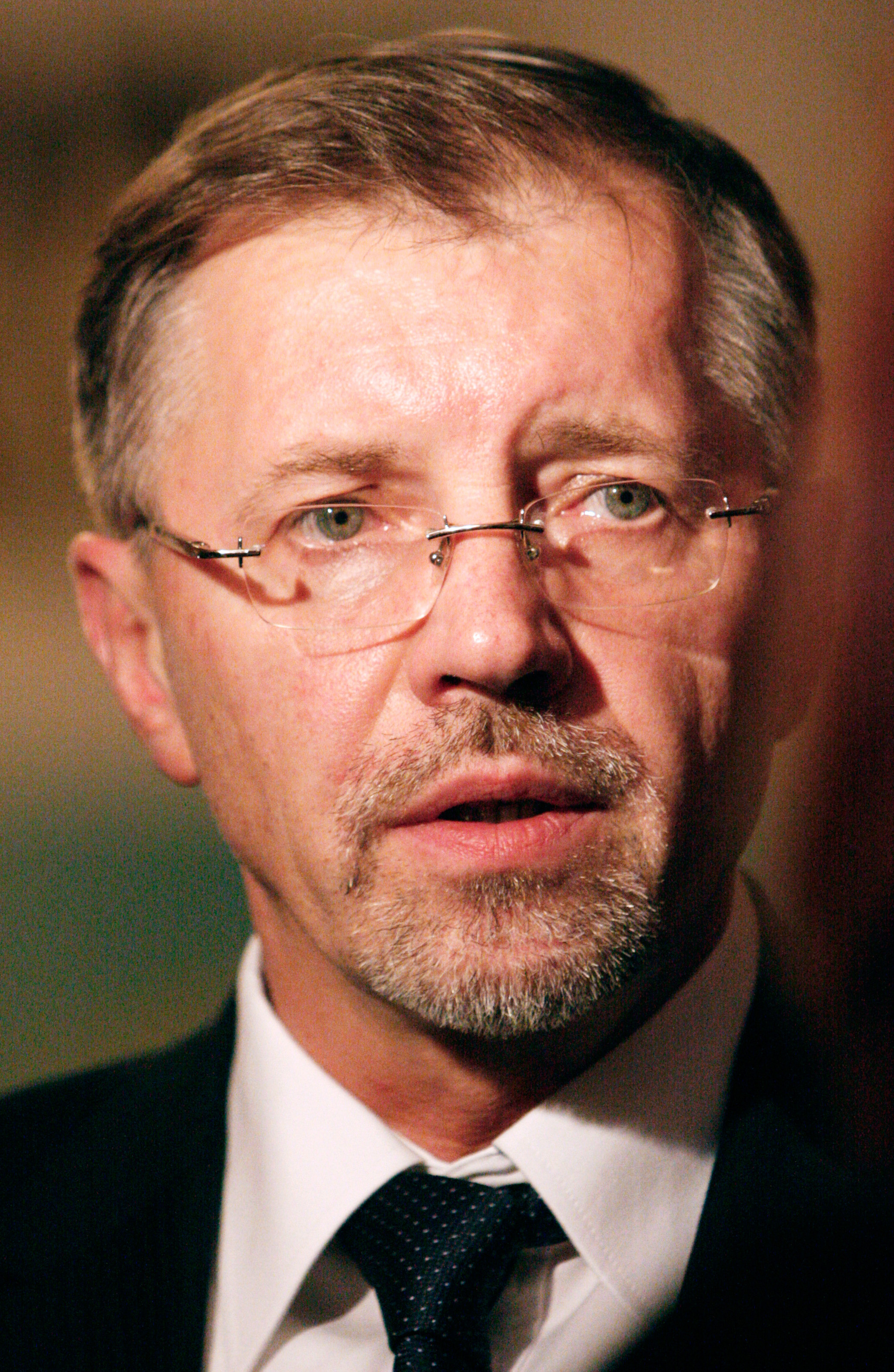
Гедиминас Киркилас

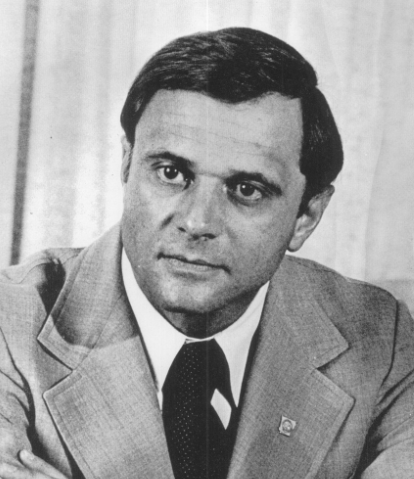
Дэвид Прайор

- Бызина, Нина Ивановна (93) — советская оперная певица (колоратурное сопрано), заслуженная артистка РСФСР (1974)[148].
- Винтилэ, Октавиан[рум.] (85) — румынский саблист, участник Олимпийских игр (1964, 1972)[149].
- Дэвис, Эндрю (80) — британский дирижёр[150].
- Кантафора, Антонио[итал.] (80) — итальянский актёр[151].
- Киркилас, Гедиминас (72) — литовский государственный деятель, премьер-министр (2006—2008)[152].
- Курнешова, Лариса Евгеньевна (74) — российский педагог, член-корреспондент РАО (2011)[153].
- Кускуна, Майкл (75) — американский джазовый продюсер и музыкальный журналист, лауреат премии «Грэмми» (1993, 1998, 2002)[154].
- Лауфер, Йозеф[чеш.] (84) — чешский актёр и певец[155].
- Мамедов, Джаваншир (70) — азербайджанский певец, заслуженный артист Азербайджана[156].
- Миро, Лена (42) — российская писательница и блогер: ДТП[157].
- Мияку, Антуан Мбумбу[фр.] (87) — габонский политик[158].
- Мэсси, Дорин, баронесса Мэсси из Дарвена[англ.] (85) — пожизненный пэр Великобритании, член Палаты лордов (с 1999 года)[159].
- Омельченко, Юрий Владимирович[азерб.] (48) — азербайджанский актёр, заслуженный артист Азербайджана (2021)[160].
- Патан Лопес, Федерико[исп.] (86) — мексиканский писатель[161].
- Поносов, Юрий Филимонович (83) — советский, таджикский и российский государственный и партийный деятель, первый вице-премьер Таджикистана (1996—1998), министр строительства Таджикской ССР (1990—1992), мэр Душанбе (1994—1996)[162].
- Портильо, Лурдес[англ.] (80) — мексиканский кинорежиссёр[163].
- Прайор, Дэвид (89) — американский политический и государственный деятель, губернатор Арканзаса (1975—1979), сенатор (1979—1997)[164].
- Сиитонен, Паоли[фин.] (86) — финский лыжник, участник зимних Олимпийских игр (1968), победитель Васалоппета (1973), один из создателей конькового хода[165].
- Сингх, Кумар Сарвеш Кумар[англ.] (71) — индийский политик, член Лок сабхи (2014—2019)[166].
- Татар, Дьёрдь (71) — венгерский футболист, игрок национальной сборной[167].
- Фёльдвари, Рудольф[венг.] (102) — венгерский политик, депутат Государственного собрания (1953—1957), политзаключённый[168].
- Хидениус, Кай[фин.] (84) — финский композитор[169].
- Швейда, Мирослав[чеш.] (84) — чешский оперный певец (тенор)[170].
- Эрке, Ян[норв.] (92) — норвежский футболист[171].

## 19 апреля

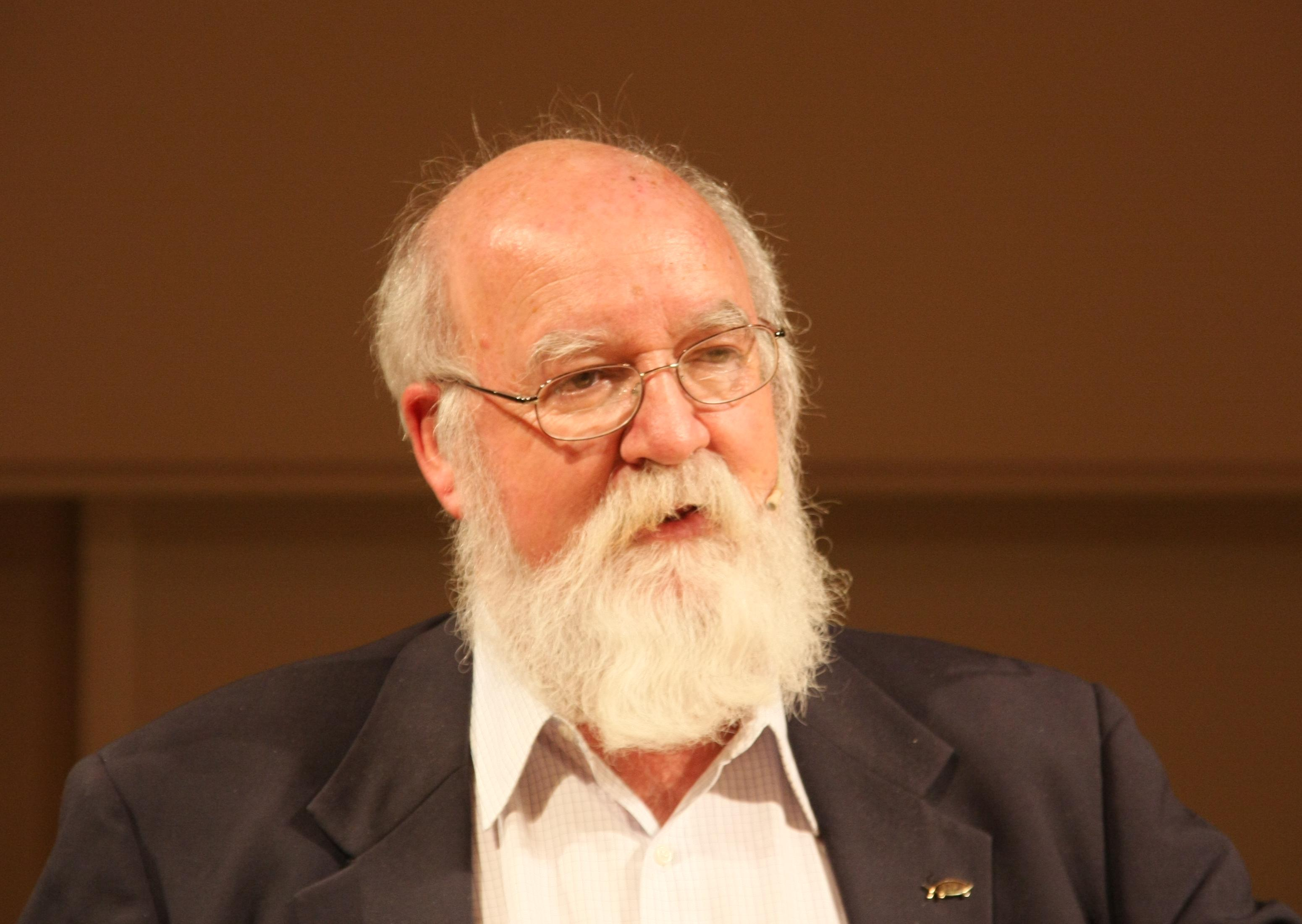
Дэниел Деннет

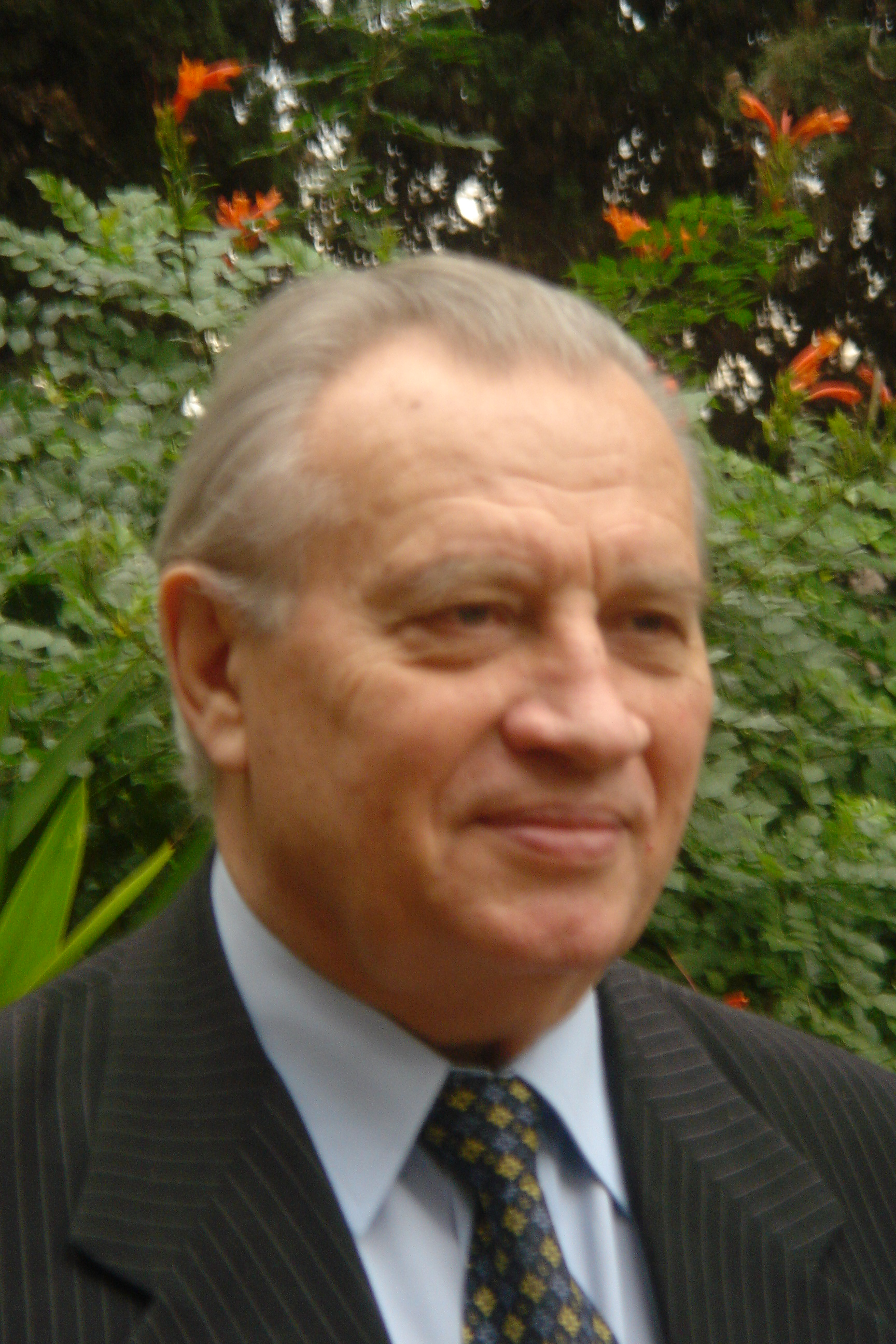
Владимир Казимиров

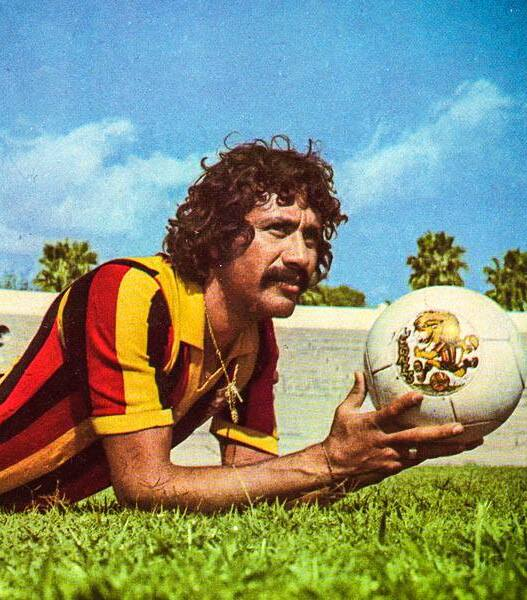
Маркос Ривас

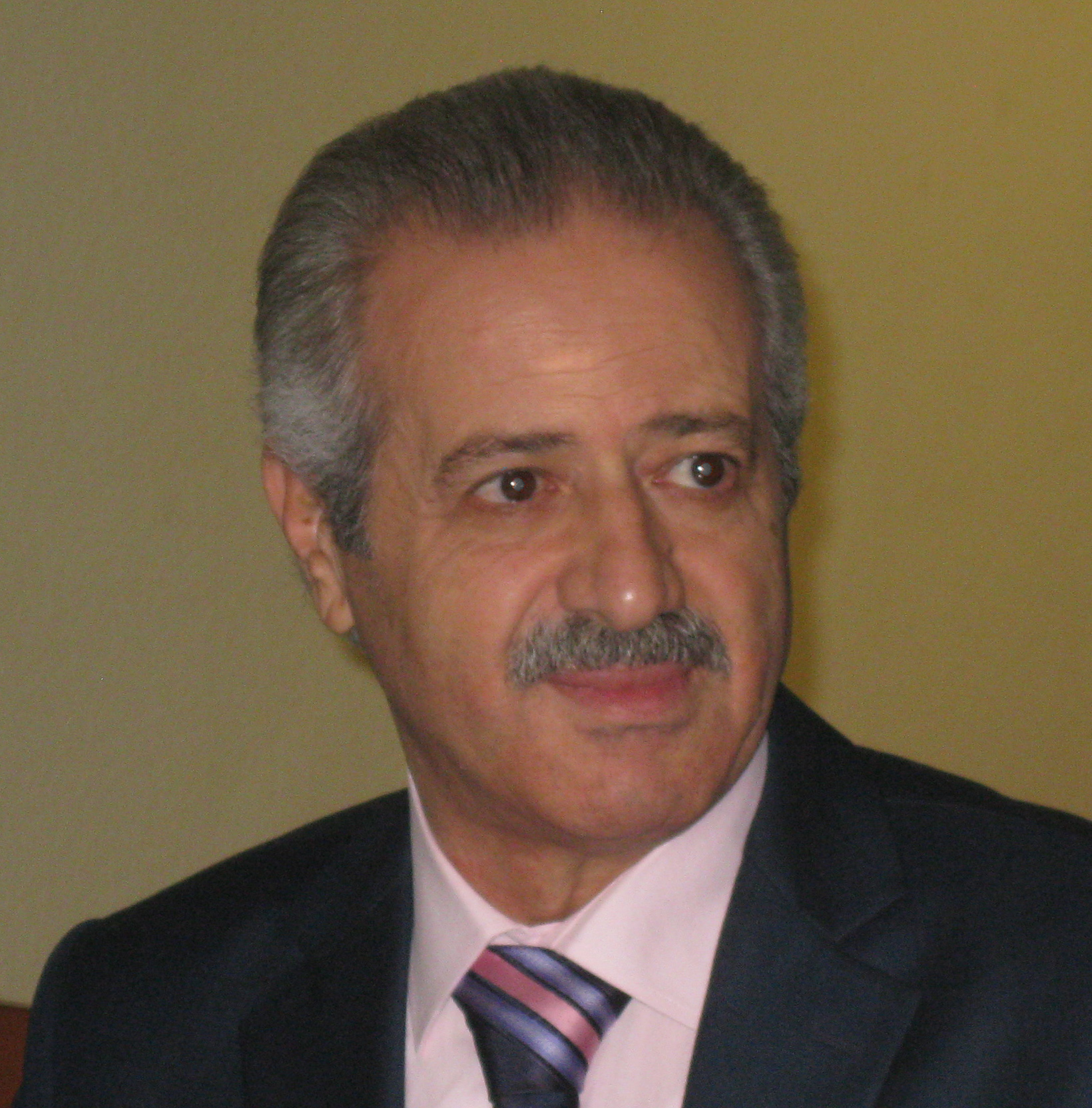
Мухаммед Ахмед Фарис

- Агранович, Владимир Моисеевич (95) — советский и российский физик-теоретик[172].
- Бентли, Рассел (63) — американский военнослужащий, служивший в батальонах «Восток» и «Спецназ» в 2014, 2015 и 2017 годах на стороне Донецкой Народной Республики[173].
- Деннет, Дэниел (82) — американский философ[174] (о смерти было объявлено в этот день).
- Джеймс, Лейтон (71) — валлийский футболист[175].
- Казимиров, Владимир Николаевич (94) — советский и российский дипломат, посол в Анголе (1987—1990) и в ряде стран Латинской Америки[176].
- Киршен, Зигфрид[нем.] (80) — немецкий футбольный арбитр[177].
- Крайкупт, Тауи[англ.] (84) — таиландский политик, член Палаты представителей (1979—2000)[178].
- Нагогин, Анатолий Владимирович (81) — советский и российский актёр, заслуженный артист Российской Федерации (1994)[179].
- Наоми[рум.] (46) — румынская певица[180].
- Нараян Дас, Шиб[бенг.] (77) — бангладешский дизайнер, создатель первого национального флага Бангладеш[181].
- Парсонс, Чарльз — американский философ[182].
- Ривас, Маркос (76) — мексиканский футболист, игравший в национальной сборной (1970—1973)[183].
- Фарис, Мухаммед Ахмед (72) — сирийский космонавт, Герой Советского Союза (1987)[184].

## 18 апреля

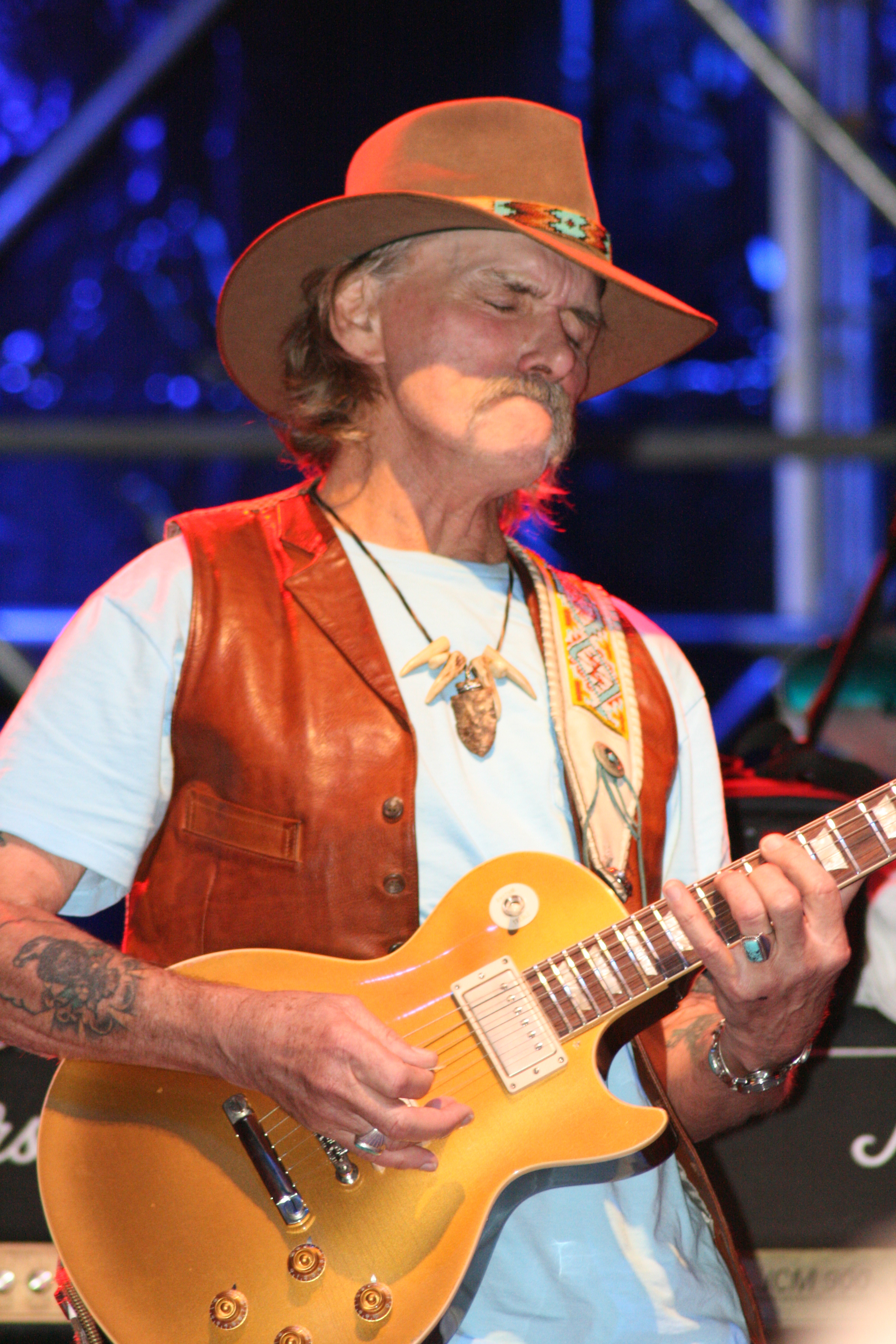
Дики Беттс

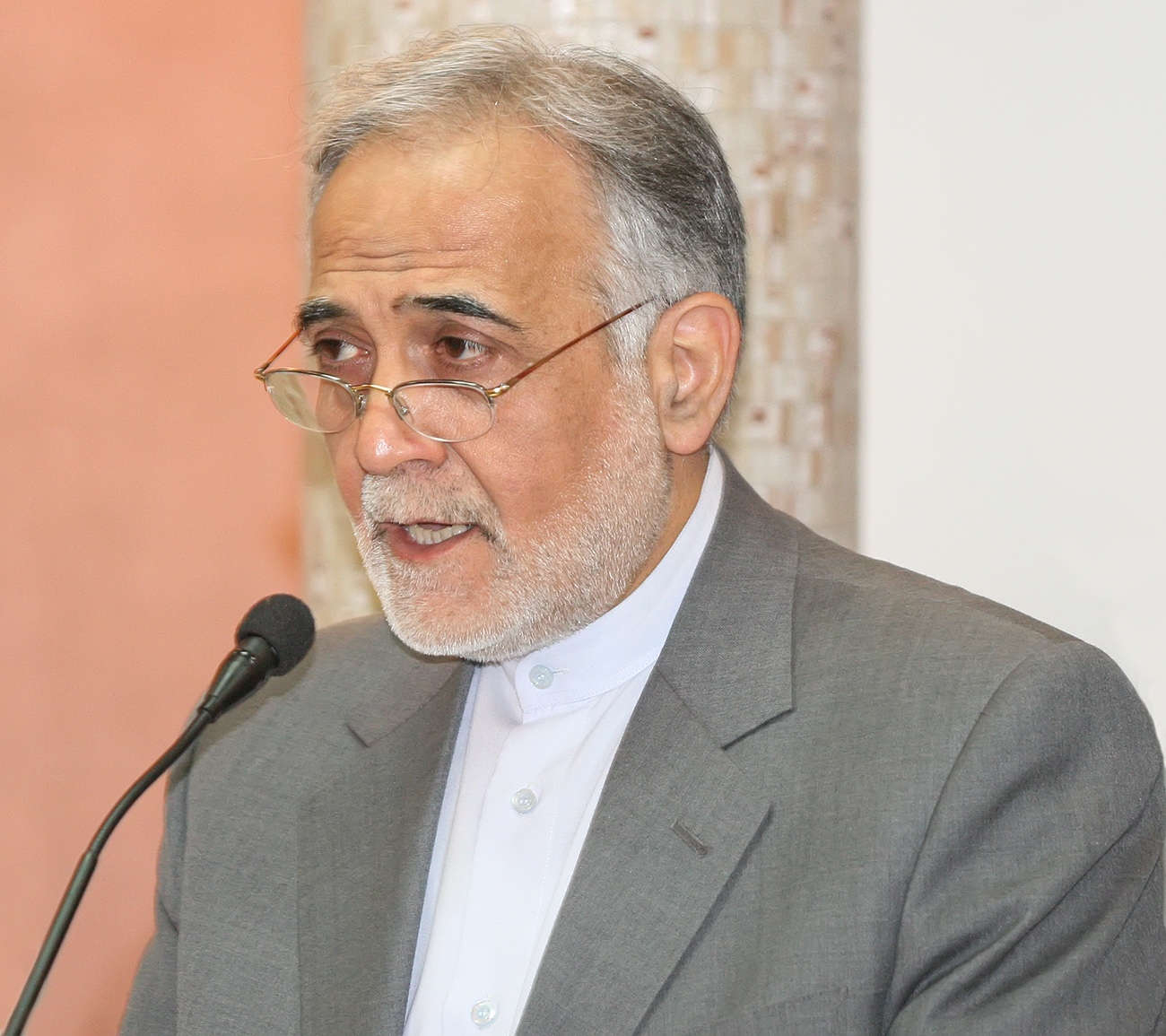
Парвиз Давуди

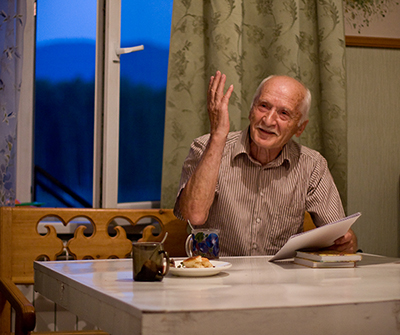
Юрий Ключников

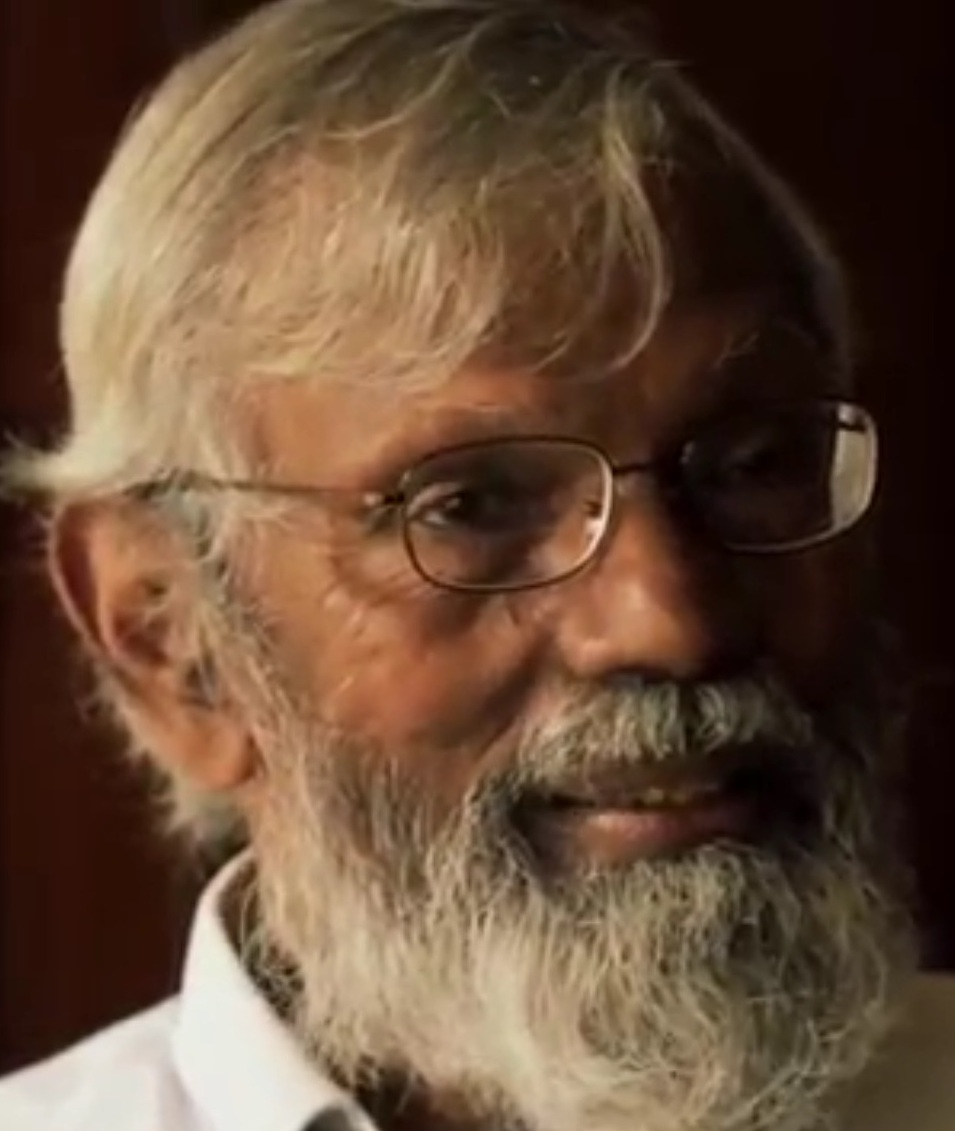
Нагалингам Этирвирасингам

- Беттс, Дики (80) — американский певец, гитарист и автор песен[185].
- Греков, Юрий Павлович (80) — советский и российский военачальник, командующий войсками УрВО (1992—1999), генерал-полковник (1992)[186].
- Давуди, Парвиз (72) — иранский политический деятель, вице-президент (2005—2009)[187].
- Зуев, Сергей Васильевич (68) — советский и российский предприниматель[188].
- Ключников, Юрий Михайлович (93) — русский поэт, эссеист, публицист[189].
- Лоренсон, Джеймс (84) — британский киноактёр[190].
- Мандиса[англ.] (47) — американская певица, лауреат премии «Грэмми» (2014)[191].
- Оголла, Фрэнсис[англ.] (62) — кенийский генерал, главнокомандующий Силами обороны (с 2023); авиакатастрофа[192].
- Пейдж, Ларри[англ.] (86) — британский эстрадный певец, автор песен и продюсер[193].
- Пономарёв, Александр Михайлович (64) — российский актёр и режиссёр[194].
- Харрис, Уолли[англ.] (88) — канадский хоккейный судья[195].
- Холден, Глен[англ.] (96) — американский дипломат и игрок в поло, посол на Ямайке (1989—1993), член Зала славы поло[196].
- Хордерн, Питер[англ.] (95) — британский политик, член Парламента (1974—1983)[197].
- Этирвирасингам, Нагалингам (89) — цейлонский прыгун в высоту, участник Олимпийских игр (1952, 1956)[198].

## 17 апреля

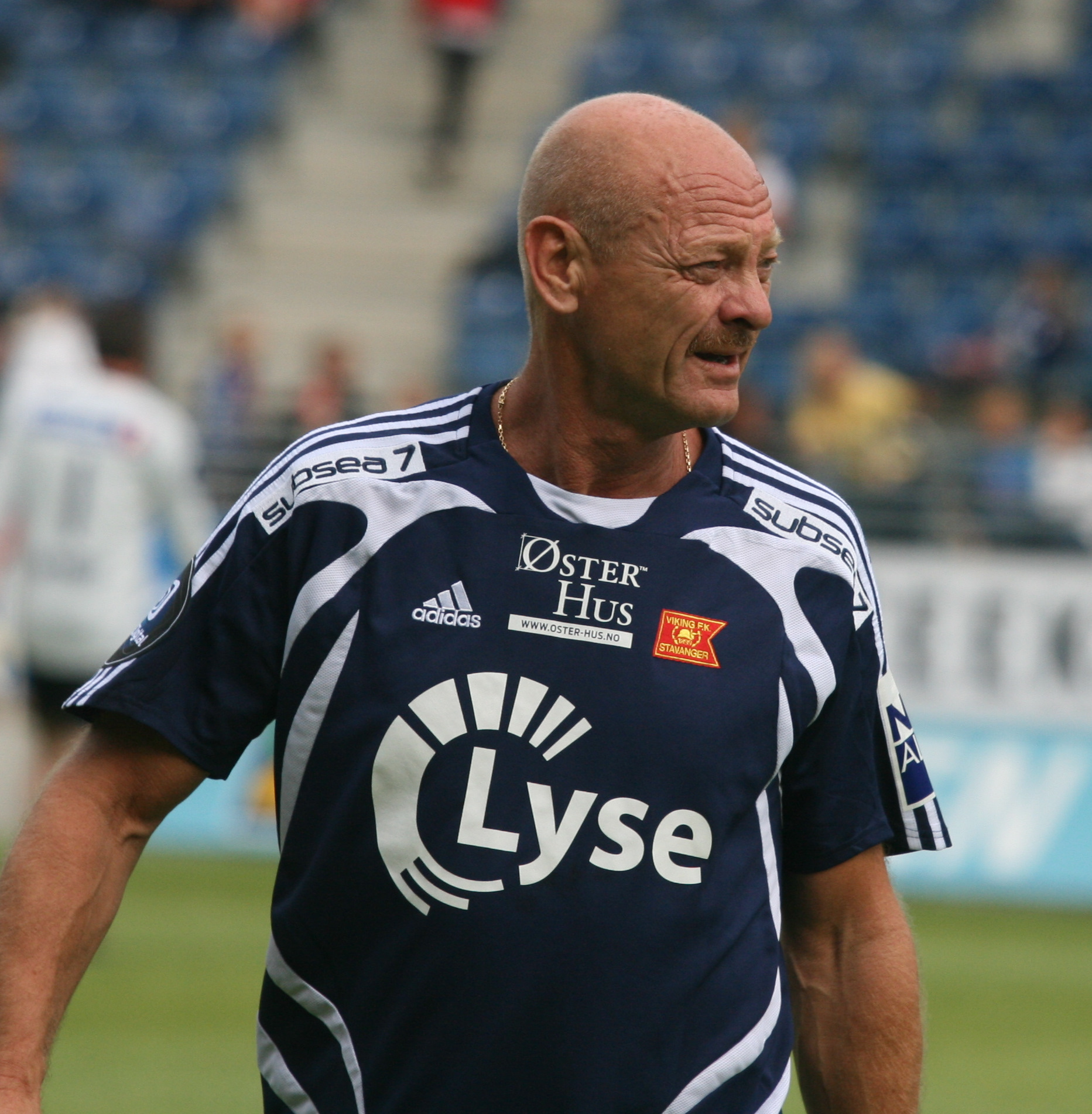
Пер Хенриксен

- Адебайо Ибрагим, Рафию[англ.] (58) — нигерийский политический деятель, сенатор (2015—2019)[199].
- Акка, Джозеф Эммануил[англ.] (89) — ганский политик, депутат парламента (1993—2005)[200].
- Кезик, Чипс (84) — британский банкир[201].
- Куруп, Джозеф[малайск.] (79) — малайзийский политический деятель, депутат Парламента (2008—2018)[202].
- Маккарти, Альф[англ.] (73) — ирландский ведущий и актёр[203].
- Нойландер, Фред (82) — американский раввин, обвинённый в убийстве своей жены[204].
- Раджабли, Хади Муса оглы (76) — азербайджанский государственный и политический деятель[205].
- Роггензак, Герд[нем.] (83) — немецкий футболист[206].
- Роджерс, Нил[англ.] (70) — австралийский пловец, участник Олимпийских игр (1972, 1976)[207].
- Хенриксен, Пер (72) — норвежский футболист, игрок национальной сборной[208].
- Шахтер, Гарри[англ.] (91) — канадский биохимик и гликобиолог[209].

## 16 апреля

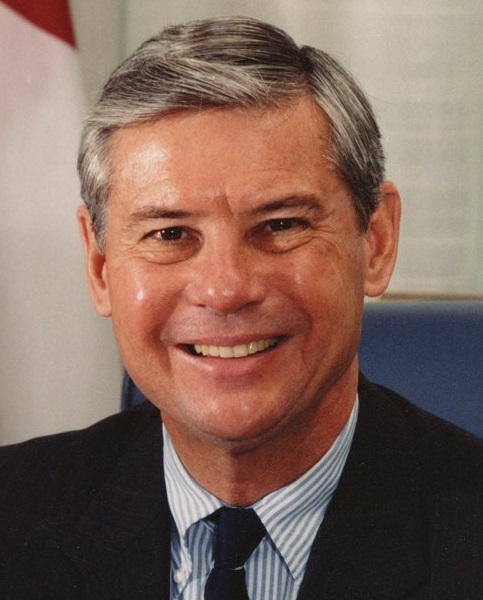
Боб Грэм

- Адамс, Роберт Меррихью[англ.] (86) — американский философ[210].
- Андреев, Владимир Васильевич (57) — российский легкоатлет (спортивная ходьба), бронзовый призёр Олимпийских игр (2000), заслуженный мастер спорта России[211].
- Бамбуров, Владимир Федорович (86) — советский и белорусский военачальник, генерал-майор[212].
- Грэм, Боб (87) — американский политический деятель, губернатор Флориды (1979—1987), сенатор (1987—2005)[213].
- Да Коста, Ньютон[порт.] (94) — бразильский математик, логик и философ[214].
- Дваракиш (81) — индийский актёр, кинорежиссёр и продюсер[215].
- Джонс, Барбара Оливия[англ.] (83) — американская актриса[216].
- Капранов, Дмитрий Витальевич (56) — украинский издатель и писатель-публицист[217].
- Купер, Жак[фр.] (93) — французский дизайнер, автор проекта первого скоростного поезда во Франции[218].
- Мойес, Дэви[англ.] (68) — шотландский футболист[219].
- Проданович, Бошко[серб.] (80) — югославский футболист и сербский футбольный тренер[220].
- Террикабрас-и-Ногерас, Хосеп Мария[исп.] (77) — испанский философ и политический деятель, депутат Европейского парламента (2014—2019)[221].
- Тхеуарапперума, Палитха[англ.] (63) — шри-ланкийский политический деятель, депутат Парламента (2010—2020)[222].
- Фон Рёлль, Вихарт[нем.] (86) — немецкий актёр[223].
- Эрскин, Карл[англ.] (97) — американский бейсболист[224].

## 15 апреля

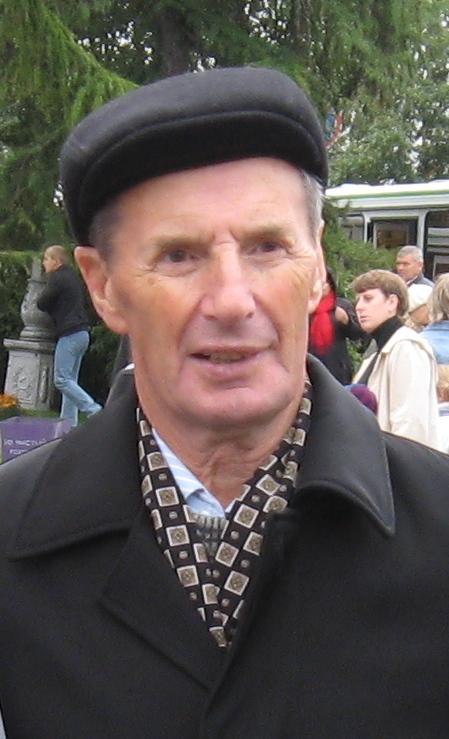
Павел Балакшин

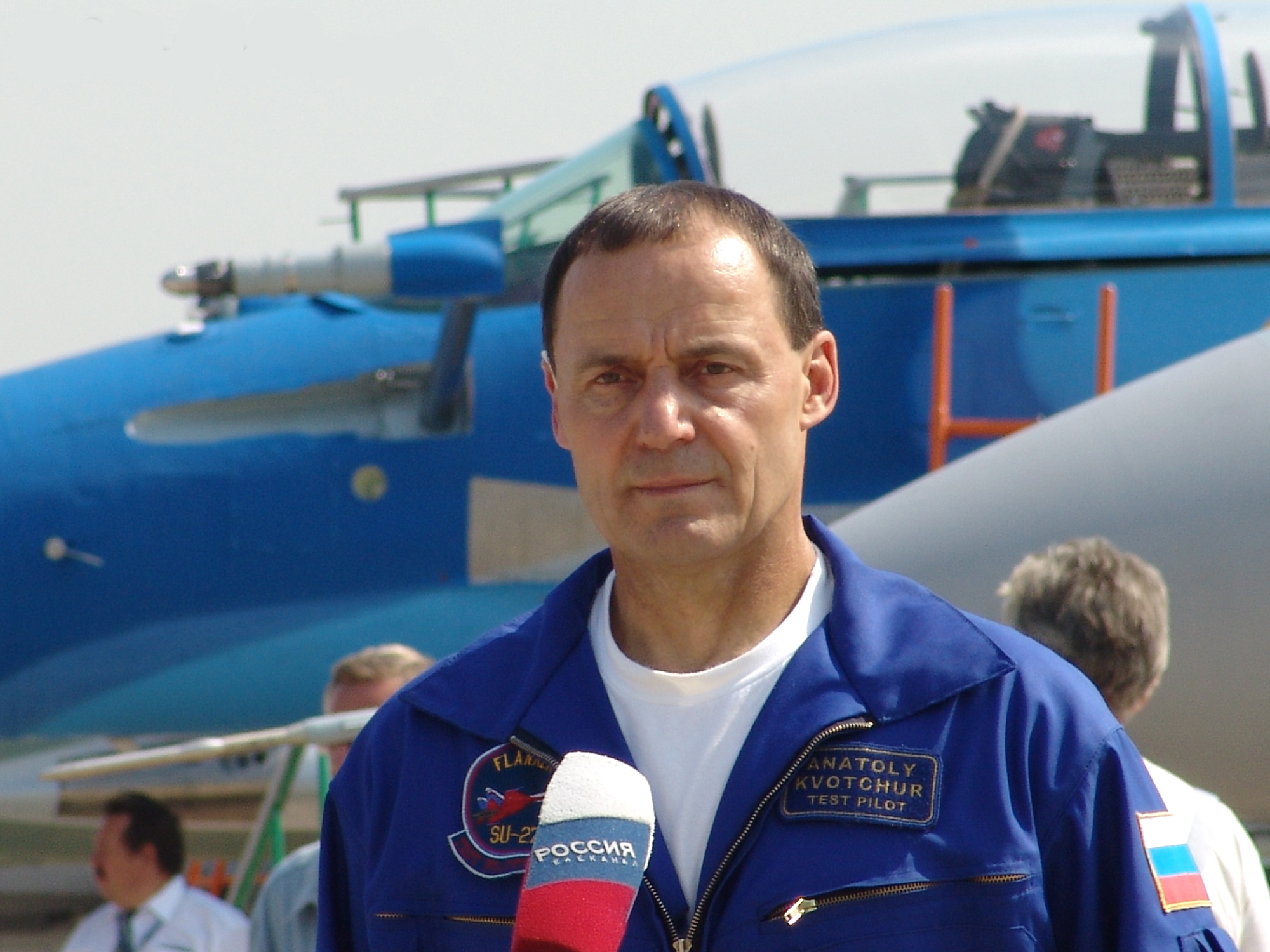
Анатолий Квочур

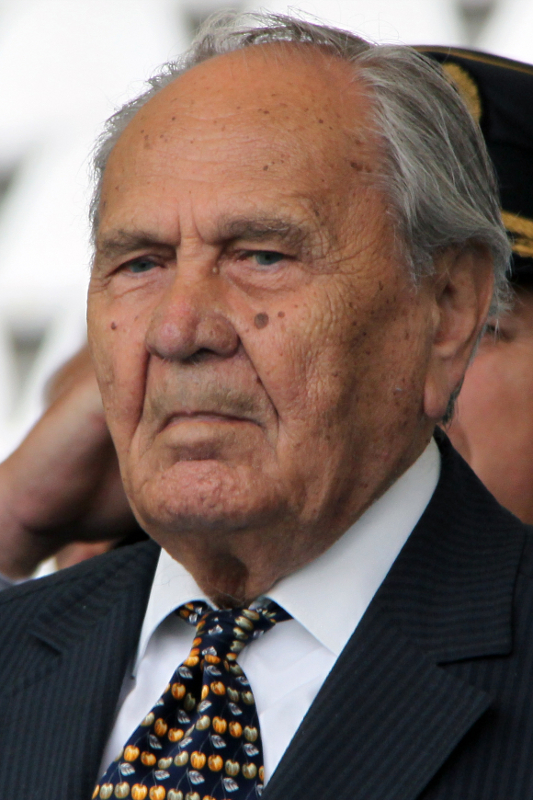
Йосип Манолич

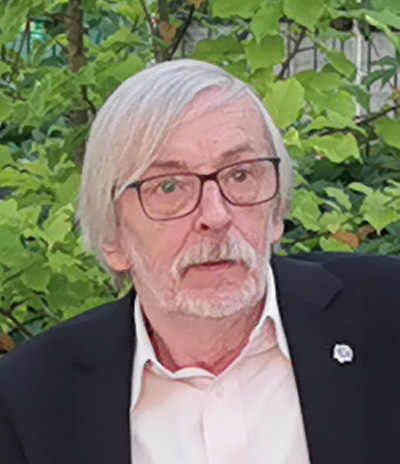
Збигнев Миколейко

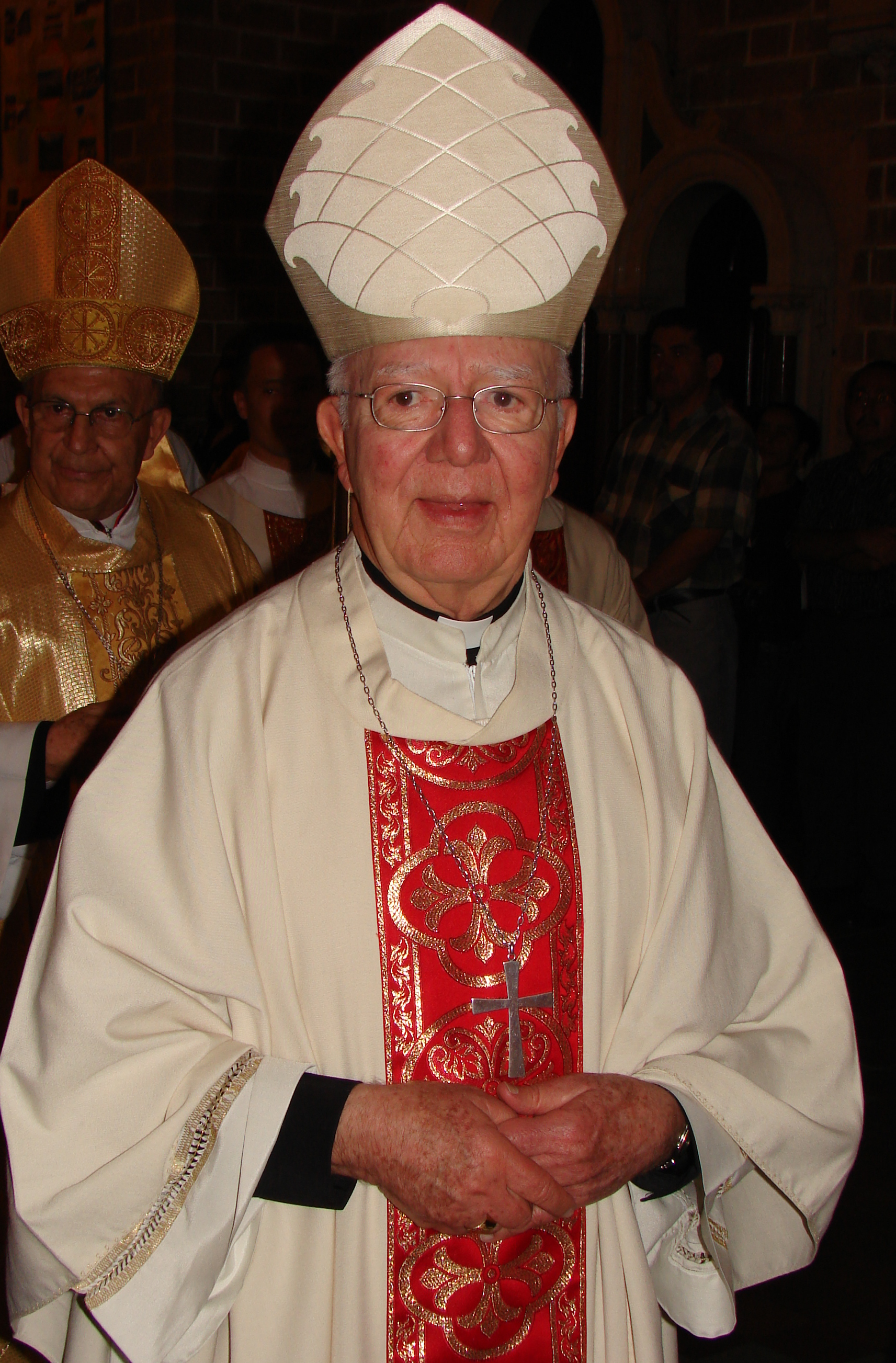
Педро Рубано Саэнс

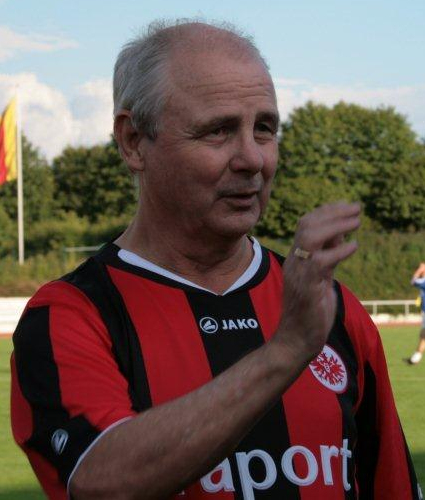
Бернд Хёльценбайн

- Алексеев, Артур Николаевич (76) — советский партийный деятель, первый секретарь Якутского горкома КПСС (1988—1991), член ЦКК КПСС (1990—1991)[225].
- Апра, Адриано[итал.] (83) — итальянский кинокритик, актёр и режиссёр[226].
- Балакшин, Павел Николаевич (87) — советский и российский политический и государственный деятель, глава администрации Архангельской области (1991—1996), член Совета Федерации (1993—1996)[227].
- Брандан Карнейру, Клеубер[порт.] (84) — бразильский политик, член Палаты депутатов[228].
- Квочур, Анатолий Николаевич (71) — советский и российский лётчик-испытатель, заслуженный лётчик-испытатель СССР (1990), Герой Российской Федерации (1992)[229].
- Кордуняну, Константин[рум.] — румынский борец вольного стиля, участник Олимпийских игр (1996)[230].
- Кристенсен, Ким[англ.] (71) — американский журналист, двукратный лауреат Пулитцеровской премии (1996, 2010)[231].
- Манолич, Йосип (104) — хорватский политический и государственный деятель, премьер-министр СРХ / Хорватии (1990—1991)[232].
- Мерфи, Джерард[англ.] (73) — ирландский политик, член Палаты представителей (2002—2007)[233].
- Миколейко, Збигнев (72) — польский философ и историк религии[234].
- Полани, Наоми (96) — израильская актриса, певица, музыкальный продюсер, хореограф и режиссёр[235].
- Пулатов, Абдурахим Каюмович (76) — узбекистанский государственный и научный деятель, учёный-кибернетик и физик[236].
- Раньо, Анхела[исп.] (92) — аргентинская актриса[237].
- Розелл, Дэвид[англ.] (84) — американский математик, президент Кентуккийского (1987—1989) и Делавэрского (1990—2007) университетов[238].
- Рубиано Саэнс, Педро (91) — колумбийский кардинал, архиепископ Боготы (1994—2010)[239].
- Станишкис, Ядвига[пол.] (81) — польский социолог, политолог и эссеист[240].
- Сутинен, Матти[фин.] (94) — финский прыгун с шестом, участник олимпийских игр (1956, 1960)[241].
- Хёльценбайн, Бернд (78) — немецкий футболист, игрок национальной сборной, чемпион мира (1974)[242].
- Эль-Хаддауи, Мунсиф (59) — марокканский футболист, участник чемпионата мира (1986)[243].
- Эрнандес Кальво, Касимиро[исп.] (82) — испанский политик, сенатор (1986—2000)[244].

## 14 апреля

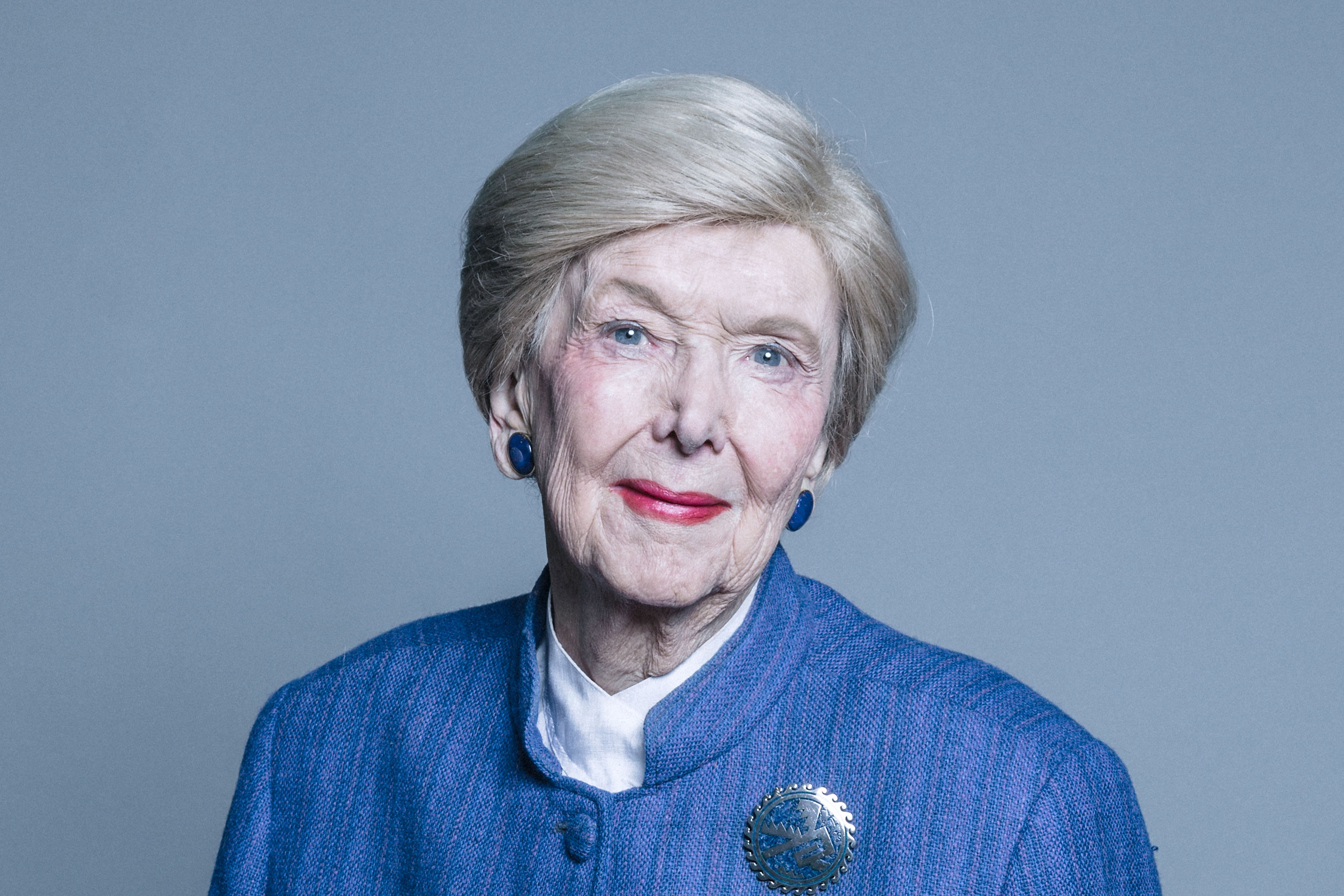
Трикси Гарднер

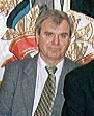
Владимир Шевченко

- Аддингтон, Крэнделл[англ.] (85) — американский бизнесмен и игрок в покер, один из основателей Мировой серии покера, член Зала славы покера (2005)[245].
- Вани, Мохан[англ.] (59) — индийский биолог[246].
- Гарднер, Трикси, баронесса Гарднер (96) — британский политик и пэр, член Палаты лордов (с 1981)[247].
- Лахэй, Беверли[англ.] (94) — американская христианская активистка и писательница, основательница Concerned Women for America[248].
- Новиков, Игорь Николаевич (72) — советский и российский скульптор, член-корреспондент РАХ (2013), заслуженный художник Российской Федерации (2017)[249].
- Сушань, Лучано[сербохорв.] (75) — югославский легкоатлет и политик, чемпион Европы (1974)[250].
- Урсу, Дору Виорел[рум.] (71) — румынский политик, министр внутренних дел (1990—1991)[251].
- Фертис, Яннис[греч.] (85) — греческий актёр[252].
- Фрилл, Винсент[англ.] (64) — британский актёр[253].
- Чжун Се Квон[кор.] (85) — южнокорейский писатель, сценарист и актёр[254].
- Шевченко, Владимир Павлович (83) — советский и украинский учёный в области механики, ректор ДонГУ / ДонНУ (1986—2010), академик НАНУ (1995), Герой Украины (2006)[255].
- Ян Вэньмин[кит.] (91) — китайский археолог[256].

## 13 апреля

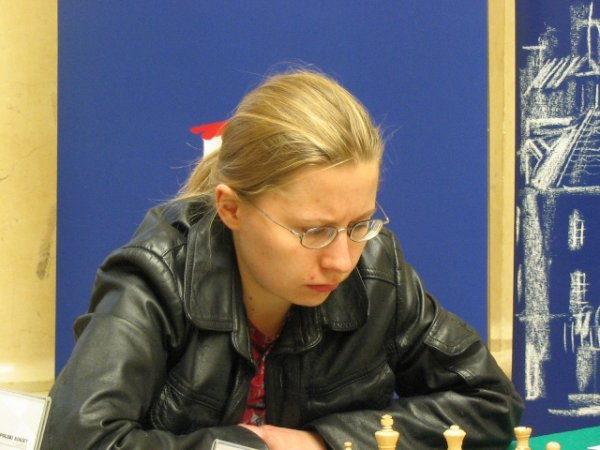
Иоанна Двораковская

- Виториану, Анжелу[англ.] (56) — ангольский баскетболист, участник Олимпийских игр (1992, 1996, 2000, 2004), член Зала славы ФИБА (2023)[257].
- Газаев, Исмаил Хасанбиевич (94) — советский передовик сельского хозяйства, полный кавалер ордена Трудовой Славы[258].
- Горовиц, Ричард (75) — американский композитор[259].
- Двораковская, Иоанна (45) — польская шахматистка[260].
- Кайзер, Борис[англ.] (85) — американский физик-теоретик[261].
- Машкеев, Аукен Киясович (90) — советский и казахстанский врач, лауреат Государственной премии СССР[262].
- Мерфи, Остин (96) — американский политик, член Палата представителей (1977—1995)[263].
- Монсальве, Паулино (65) — испанский игрок в хоккей на траве, серебряный призёр Олимпийских игр (1980)[264].
- Морисон, Иэн[англ.] (80) — британский астроном и астрофизик[265].
- Паломо, Лоренсо[англ.] (86) — испанский композитор[266].
- Рингголд, Фейт[англ.] (93) — американская художница и писательница[267].
- Самандар, Эркин (89) — узбекский поэт, писатель, драматург, политик, вице-премьер Узбекистана (1990—1993)[268].
- Томпсон, Рон[англ.] (83) — американский актёр, певец и танцор[269].

## 12 апреля

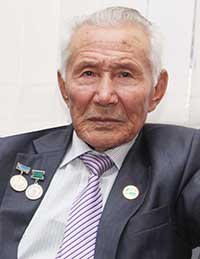
Абдимомын Желдибаев

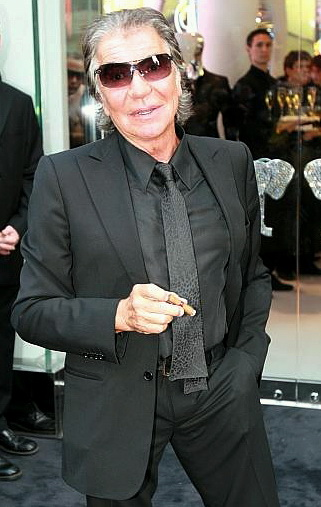
Роберто Кавалли

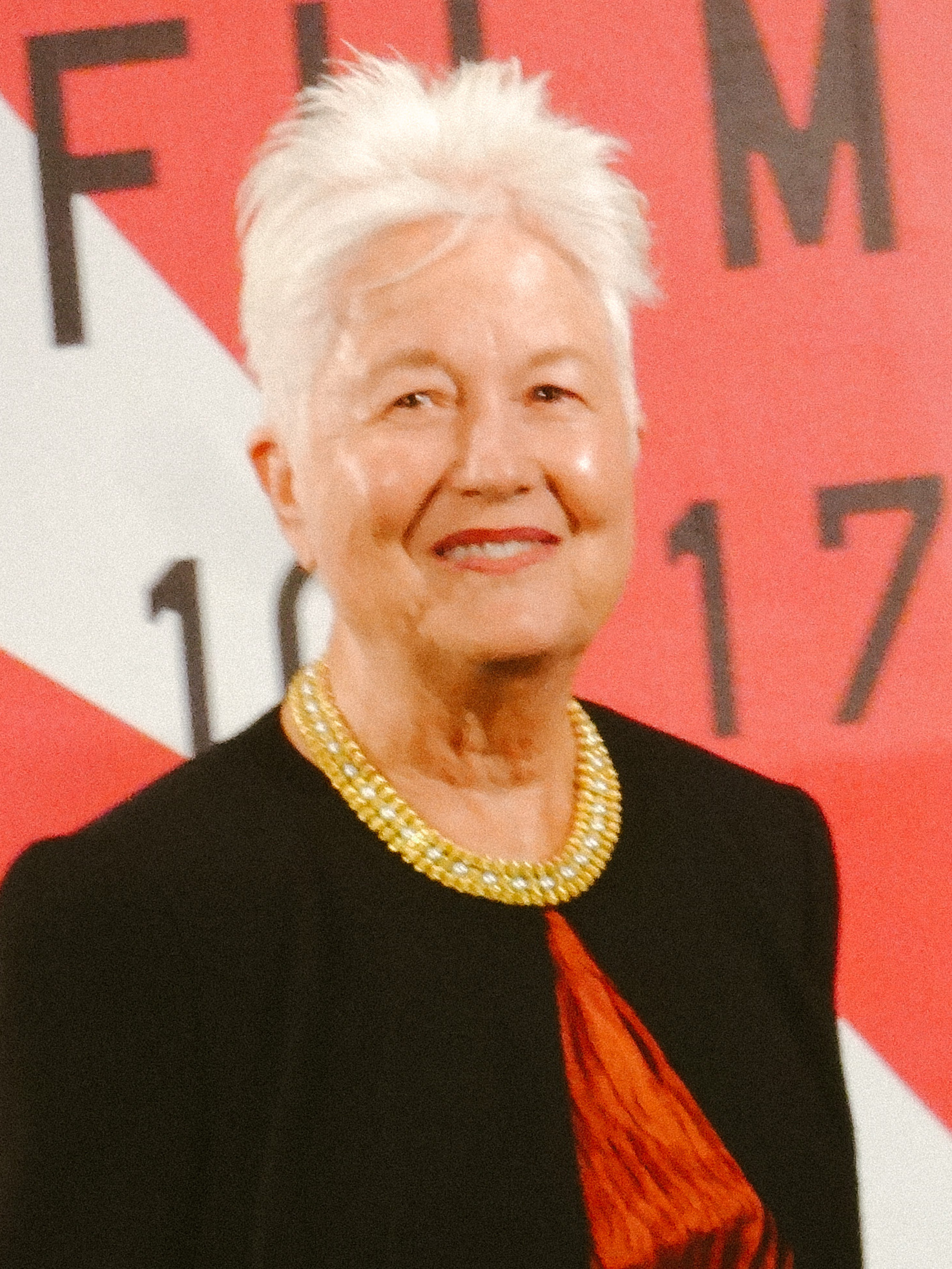
Элинор Коппола

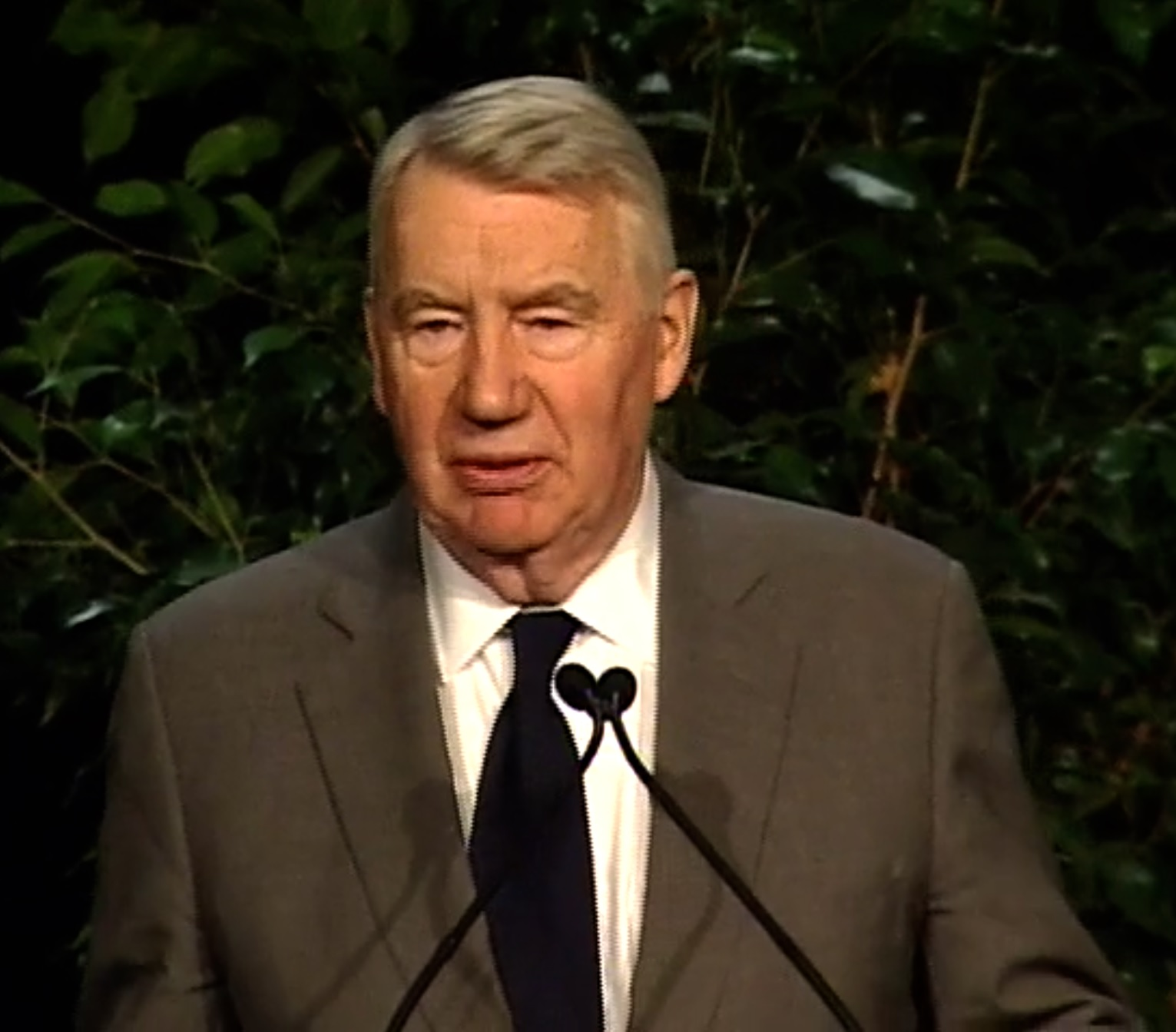
Роберт Макнил

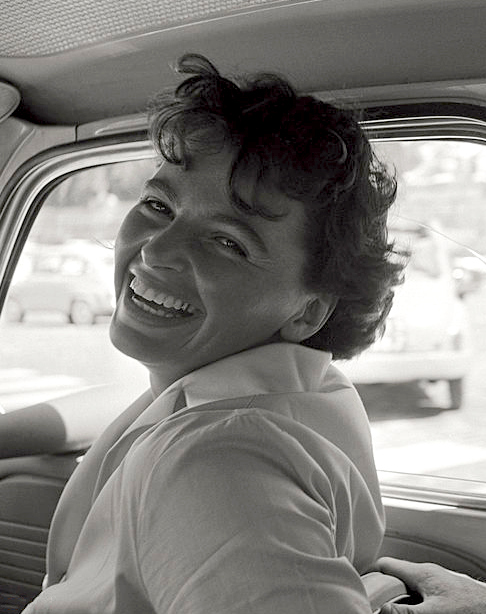
Ольга Фикотова

- Бычков, Владимир Петрович (96) — советский и российский балетмейстер, народный артист Российской Федерации (1995)[270].
- Дуглас, Рубен[англ.] (44) — американский и панамский баскетболист («Динамо» Москва, «Валенсия», сборная Панамы), обладатель Кубка Европы (2006)[271].
- Желдибаев, Абдимомын (89) — советский и казахстанский композитор, кюйши и домбрист, заслуженный деятель Казахстана (1994)[272].
- Кавалли, Роберто (83) — итальянский модельер и дизайнер[273].
- Коппола, Элинор (87) — американский режиссёр-документалист, художник и писательница, жена Фрэнсиса Форда Копполы[274].
- Кутан-Пейр, Изабель (70) — французский адвокат[275].
- Лосев, Василий Тимофеевич (90) — советский и российский график и живописец, заслуженный художник РСФСР (1982)[276].
- Макнил, Роберт (93) — канадский и американский писатель, журналист и телеведущий[277].
- Роббинс, Кэрри[англ.] (81) — американская художница по костюмам, лауреат премии «Драма Деск» (1973)[278].
- Розаду, Бетинью[порт.] (75) — бразильский политик, член Палаты депутатов (1995—2015)[279].
- Фикотова, Ольга (91) — чехословацкая метательница диска, олимпийская чемпионка (1956)[280].
- Шуваев, Игорь (61) — латвийский философ, действительный член АН Латвии (2017)[281].

## 11 апреля

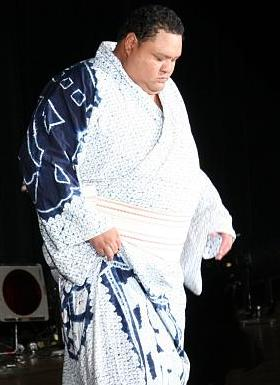
Акэбоно Таро

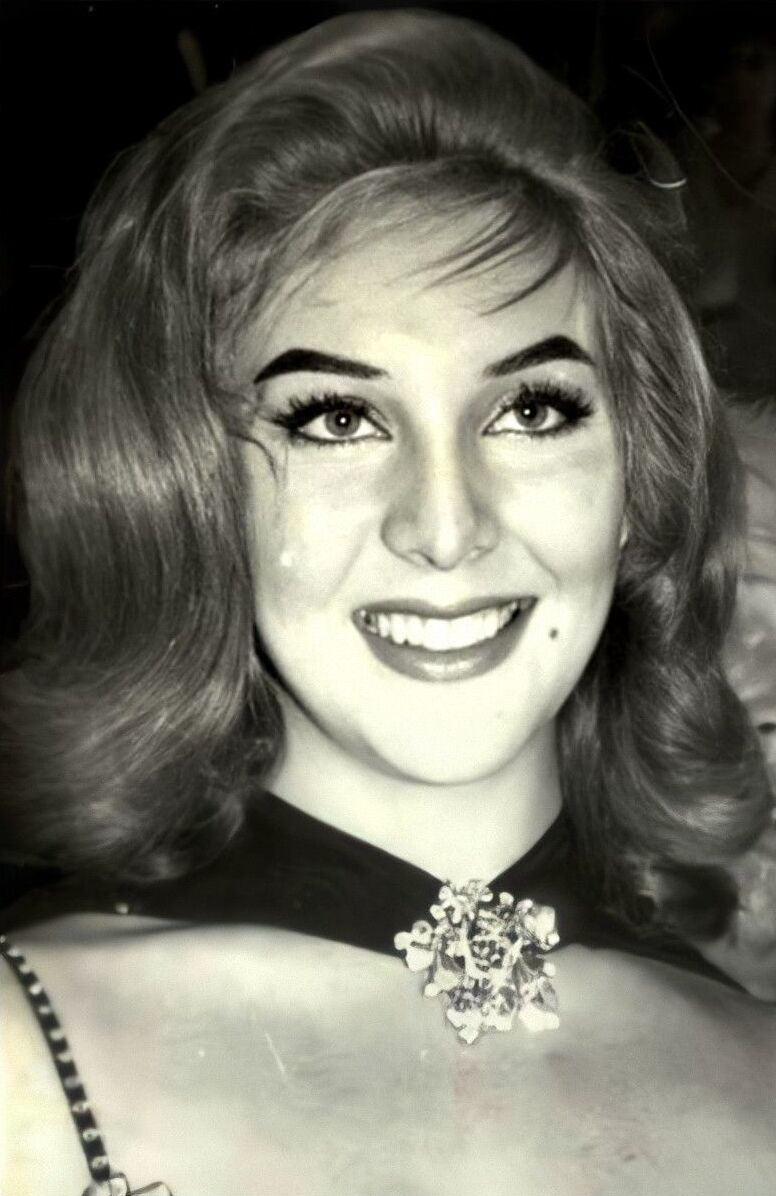
Лорена Веласкес

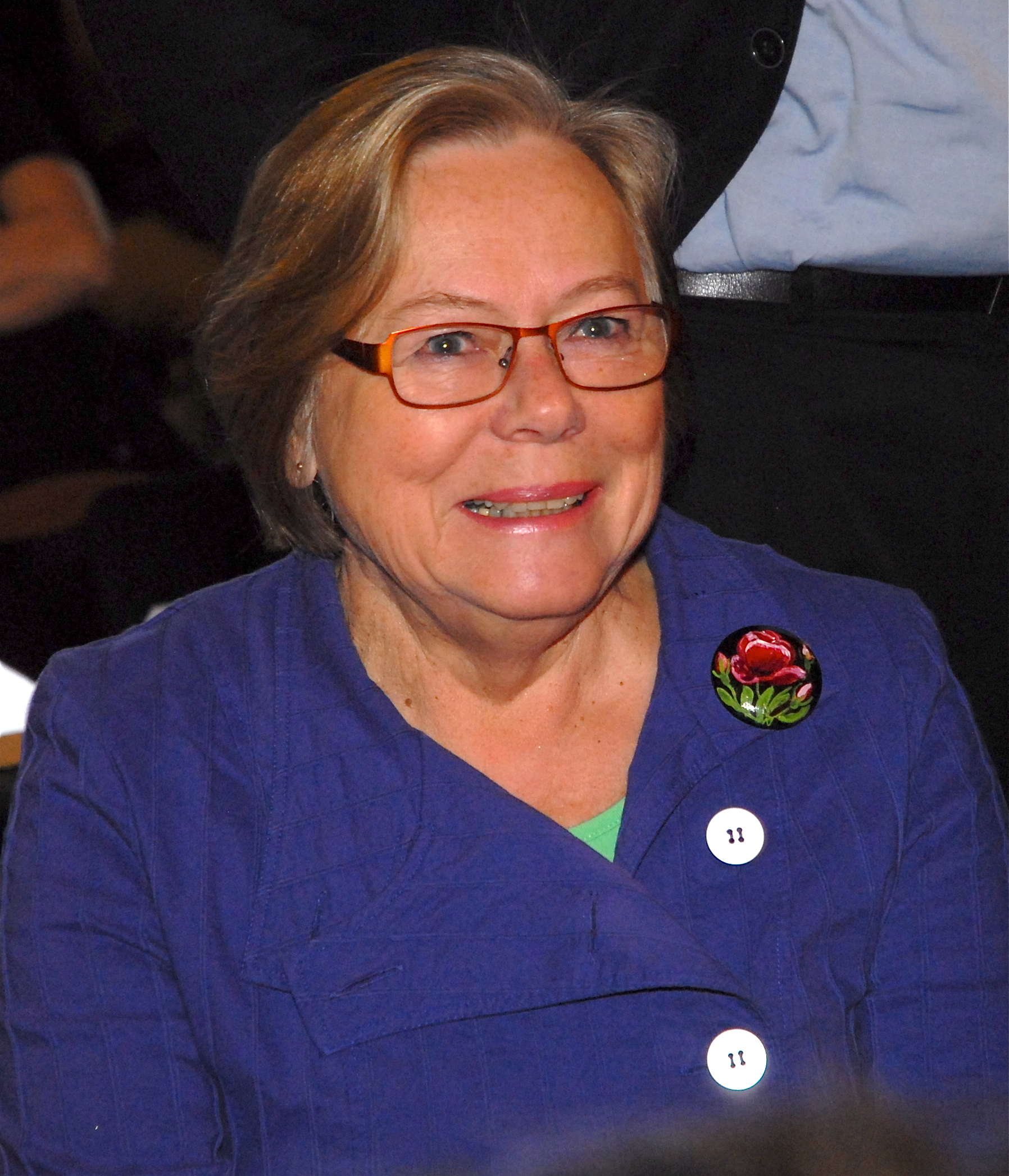
Анна-Грета Лейон

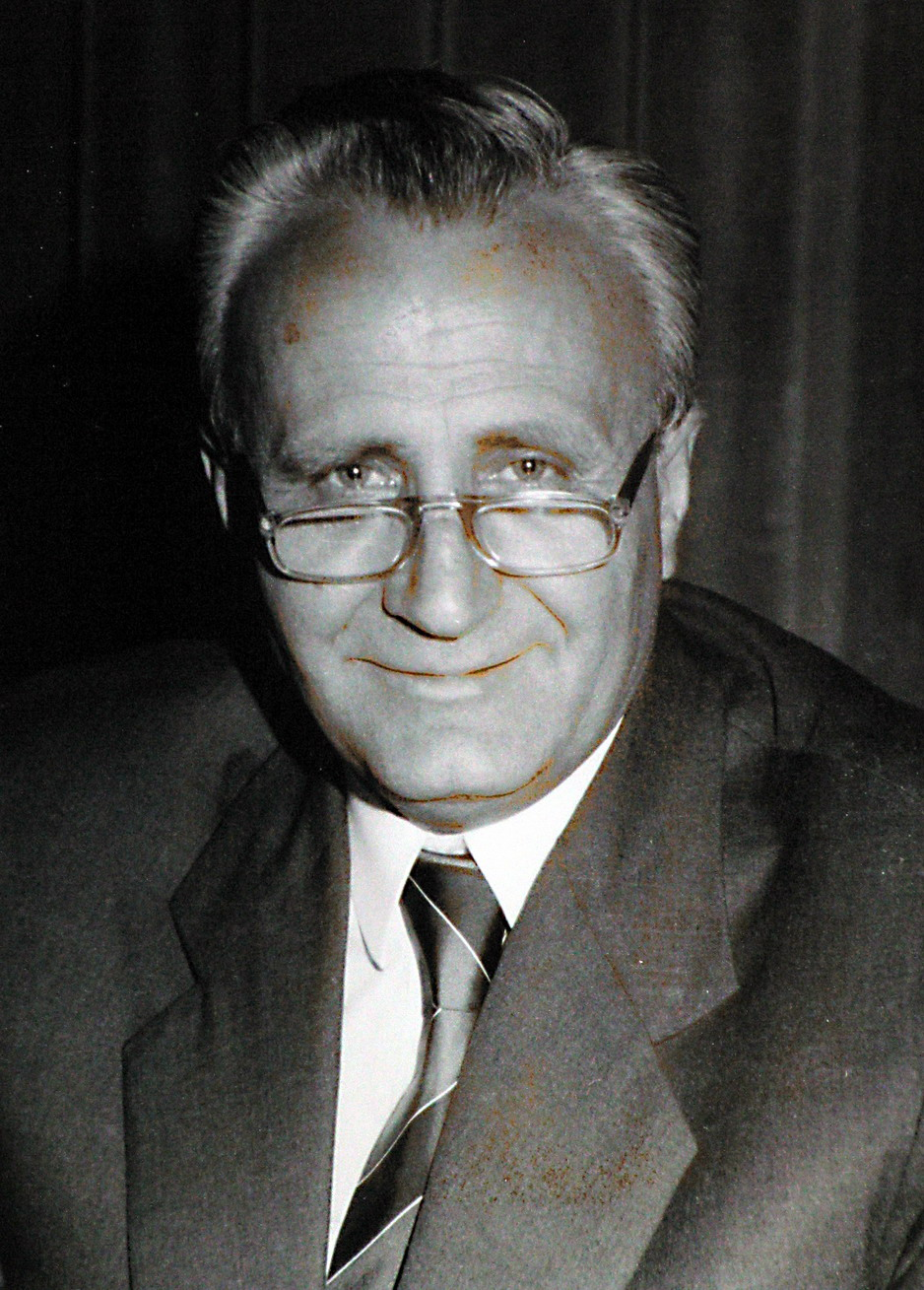
Георге Тинка

- Акэбоно, Таро (54) — японский борец сумо, ёкодзуна[282].
- Веласкес, Лорена (86) — мексиканская актриса[283].
- Кульчицкий, Владимир Адамович (76) — белорусский нейрофизиолог, академик НАН Беларуси (2017)[284].
- Лейон, Анна-Грета (84) — шведский политик[285].
- Мельник, Серхио[исп.] (72) — чилийский политический деятель, министр планирования (1987—1989)[286].
- Мурамацу, Ясуо[яп.] (91) — японский актёр[287].
- Ону, Огбоннайя[англ.] (72) — нигерийский политический деятель, министр науки (2015—2022)[288].
- Пак Бо Рам[кор.] (30) — южнокорейская певица[289].
- Скок, Марина Владимировна (67) — советский и украинский биохимик и иммунолог, академик НАНУ (2018)[290].
- Тинка, Георге (82) — министр обороны Румынии (1994—1996)[291].
- Уилсон, Тед[англ.] (84) — американский политический деятель, мэр города Солт-Лейк-Сити (1976—1985)[292].
- Уэки, Сигэхару (69) — японский футболист, игрок национальной сборной[293].
- Флешар, Антон (79) — чехословацкий футболист, участник чемпионата мира (1970)[294].
- Фульде, Питер (88) — немецкий физик, директор Института исследования твёрдых тел Общества Макса Планка (1971—1993)[295].
- Шабунио, Александр Сергеевич (88) — советский и российский певец, заслуженный артист РСФСР (1973)[296].
- Энггор, Кнуд (94) — датский политический деятель, депутат фолькетинга, министр внутренних дел (1978—1979, 1986—1987), министр обороны (1988—1992)[297].

## 10 апреля

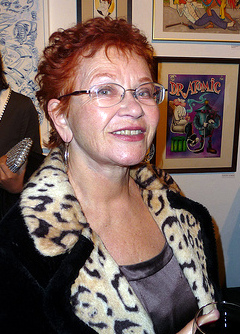
Трина Роббинс

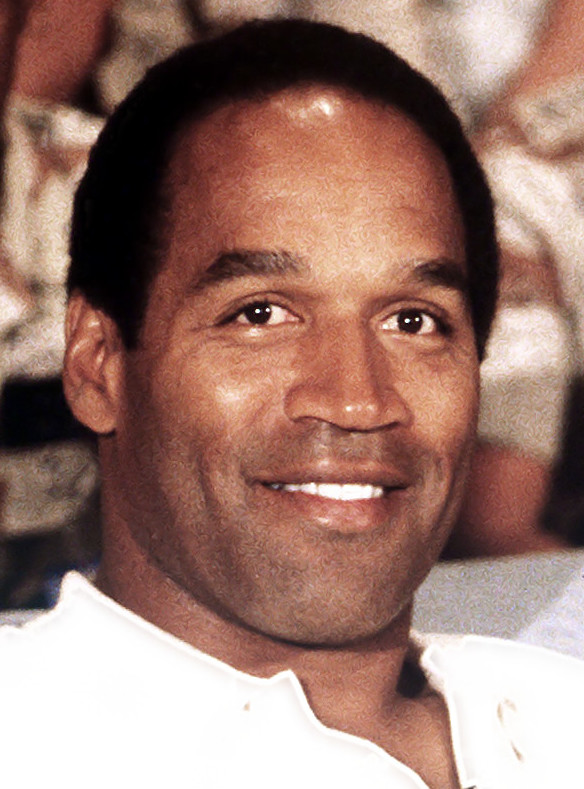
О. Джей Симпсон

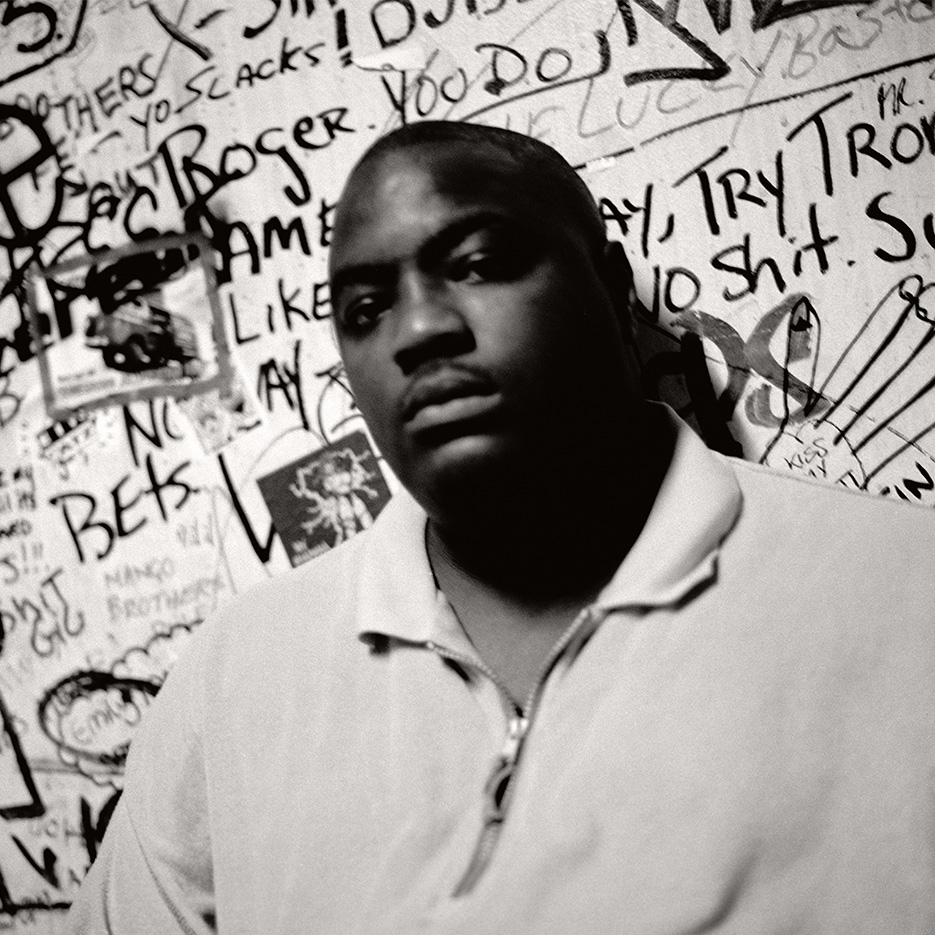
Мистер Си

- Ганхугийн Пурэвбат (58/59) — монгольский художник[298].
- Гассман, Паола[итал.] (78) — итальянская актриса[299].
- Гудстейн, Дэвид[англ.] (85) — американский физик, лауреат медали Эрстеда (1999)[300].
- Костя, Мариан[рум.] (71) — румынский хоккеист, участник Олимпийских игр (1976, 1980)[301]
- Поуп, Джуниор[англ.] (39) — нигерийский актёр и кинопродюсер; несчастный случай[302].
- Роббинс, Трина (85) — американский автор комиксов и нехудожественной литературы[303].
- Россер, Ричард, барон Россер[англ.] (79) — британский политик, член Палаты лордов (с 2004)[304].
- Симпсон, О. Джей (76) — американский актёр и игрок в американский футбол.
- Тоулмен, Тед[англ.] (86) — британский спортивный руководитель, основатель команды Тоулмен[305].
- Тупуола, Туса Миси[англ.] — самоанский политический деятель, депутат Парламента (2011—2016)[306].
- Уоллин, Дэн[англ.] (97) — американский звукорежиссёр, двукратный номинант на премию «Оскар»[307].
- Фомин, Василий Андреевич (66) — советский спортсмен (классическая борьба), чемпион СССР, бронзовый призёр чемпионата мира[308].
- Mister Cee (57) — американский диджей (о смерти объявлено в этот день)[309].

## 9 апреля

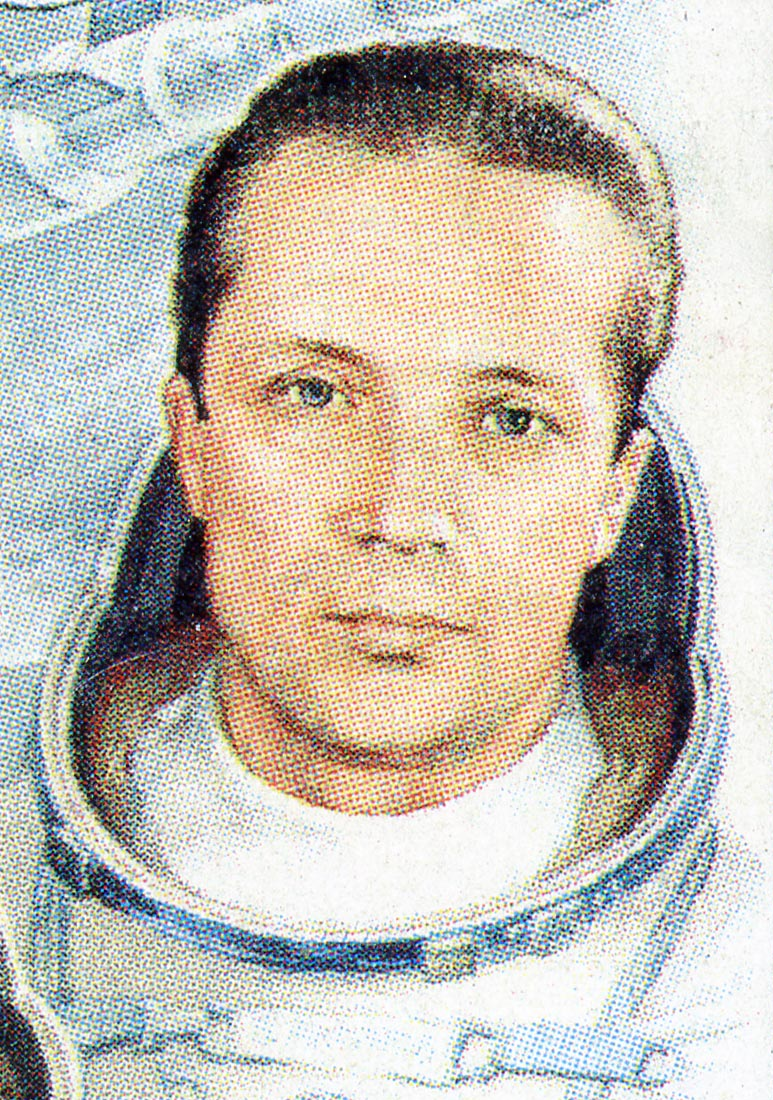
Владимир Аксёнов

- Аксёнов, Владимир Викторович (89) — советский космонавт, лётчик-космонавт СССР (1976), дважды Герой Советского Союза (1976, 1980)[310].
- Аро, Мария[фин.] (82) — финская актриса[311].
- Астор, Патти[англ.] (74) — американская актриса[312].
- Байрон, Уильям Джеймс[англ.] (96) — американский иезуитский священник, ректор Скрантонского университета (1975—1982) и Католического университета Америки (1982—1992)[313].
- Барак, Мойсес[исп.] (80) — перуанский футбольный тренер[314].
- Волова, Людмила Семёновна (82) — советская и российская художница, заслуженный художник Российской Федерации (2004), член-корреспондент РАХ (2012)[315].
- Вернер, Макс[нидерл.] (70) — нидерландский певец и барабанщик (Kayak)[316].
- Гидадо, Сарату[англ.] (56) — нигерийская актриса[317].
- Гофман, Александр Генрихович (97) — советский и российский психиатр-нарколог, публицист, главный редактор журнала «Вопросы наркологии»[318].
- Де Арминьян, Хайме[исп.] (97) — испанский кинорежиссёр, двукратный номинант на премию «Оскар»[319].
- Де лос Рейес Чавес, Уго[исп.] (91) — венесуэльский государственный деятель, губернатор штата Баринас (2000—2008), отец Уго Чавеса[320].
- Клыков, Андрей Викторович (57) — российский акробат и дрессировщик, заслуженный артист Российской Федерации (2011)[321].
- Минкевич, Гжегож (79) — польский актёр[322].
- Пининфарина, Паоло[итал.] (65) — итальянский автомобильный дизайнер, генеральный директор Pininfarina (с 2008 года)[323].
- Рексрот, Дитер[англ.] (83) — немецкий музыковед и драматург[324].
- Солодар, Эдна[ивр.] (94) — израильский политик, депутат Кнессета (1982—1992)[325].
- Терто (77) — бразильский футболист[326].
- Шиян, Вячеслав Павлович (86) — советский и российский передовик производства, полный кавалер ордена Трудовой Славы[327].
- Хант, Уильям Герберт[англ.] (95) — американский нефтяной миллиардер, сын Гарольда Ханта[328].

## 8 апреля

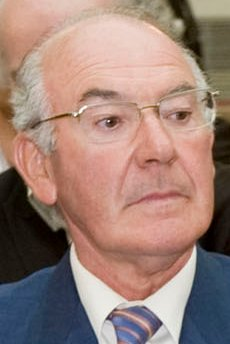
Хосе Арданса

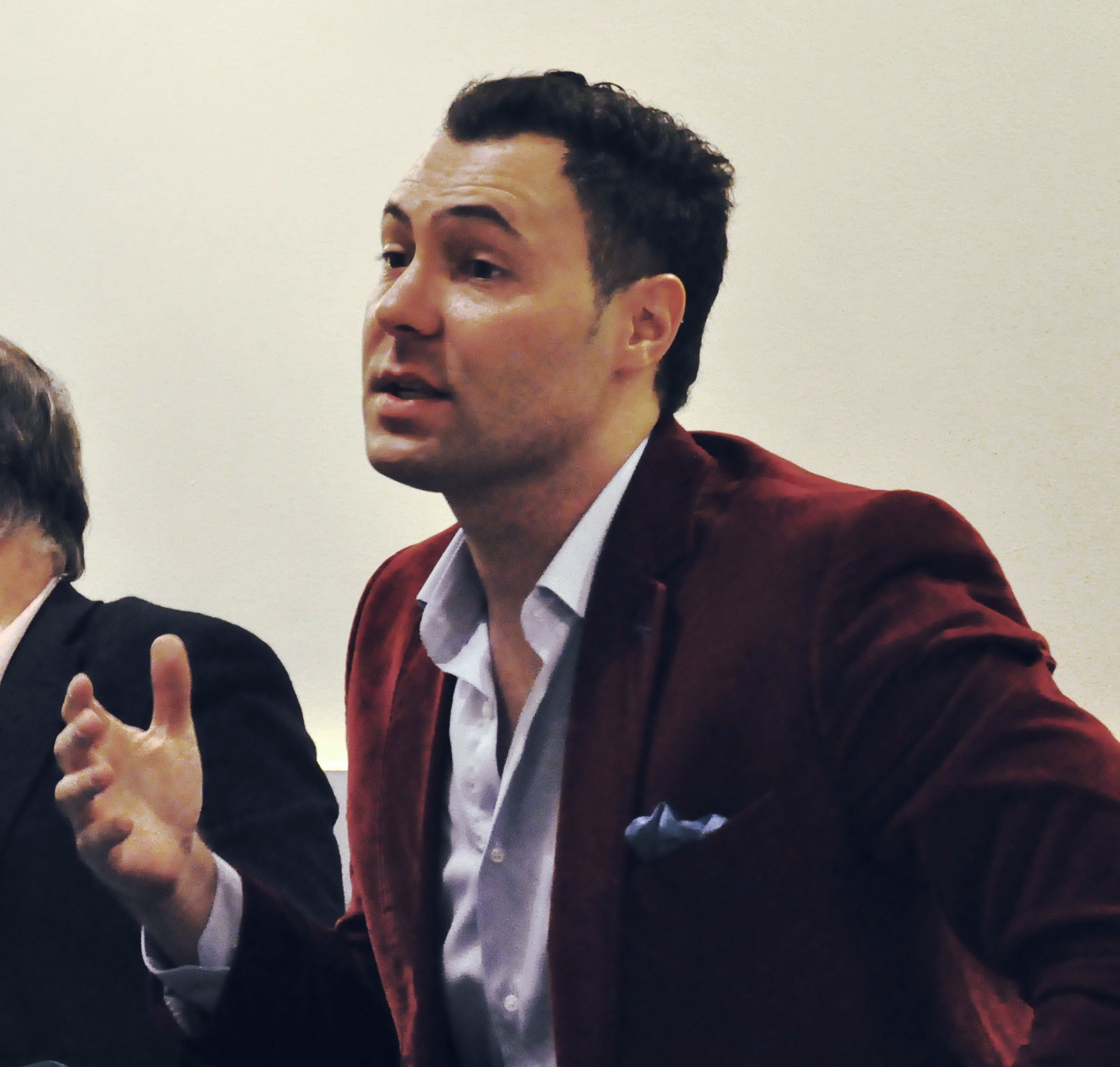
Евгений Кунгуров

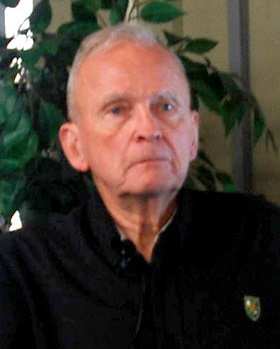
Ральф Пакетт

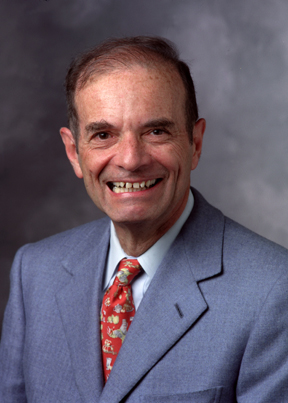
Люберт Страйер

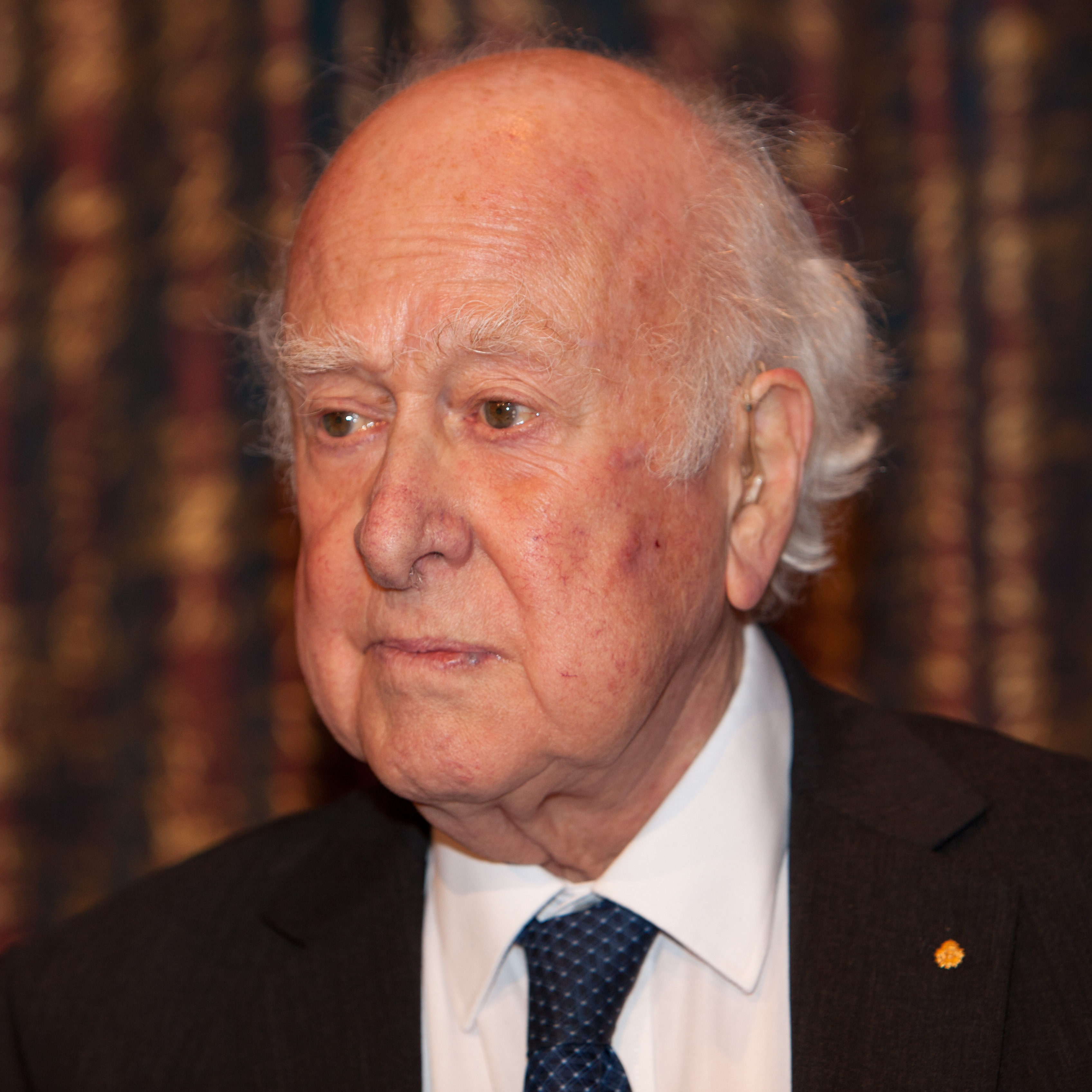
Питер Хиггс

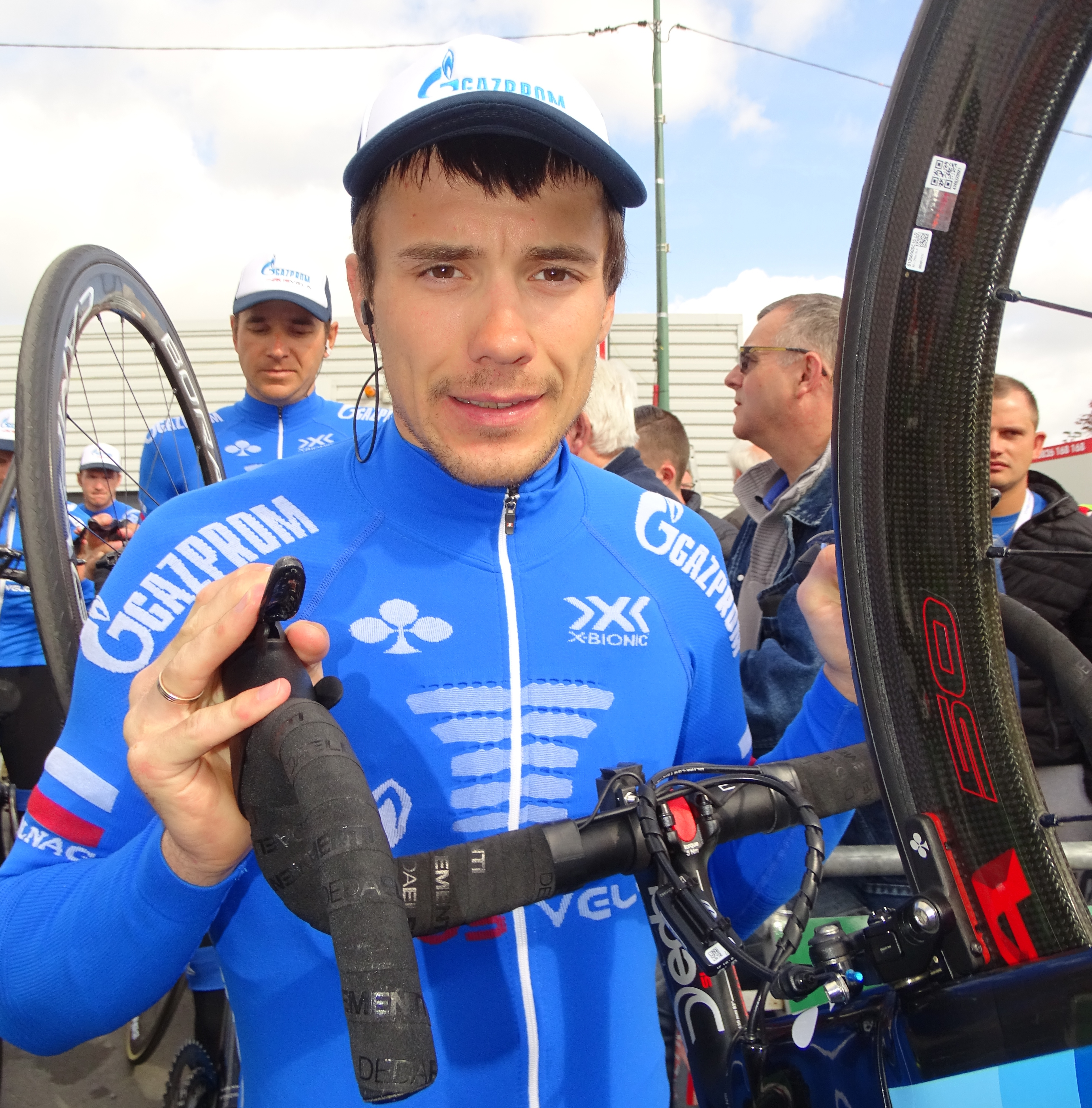
Алексей Цатевич

- Адеджумоке, Адерунму[англ.] (40) — нигерийская актриса[329].
- Арданса, Хосе Антонио (82) — испанский политик, леендакари (1985—1999)[330].
- Ахмети, Линдита[макед.] (50) — македонская албаноязычная поэтесса[331].
- Барнс, Кит[англ.] (89) — австралийский регбист, игрок национальной сборной, тренер и комментатор[332].
- Бонифас, Андре[фр.] (89) — французский регбист, игрок национальной сборной[333].
- Гарибова, Лидия Васильевна (90) — российский миколог, заслуженный профессор МГУ[334]
- Габриэльс, Яак[фр.] (80) — бельгийский политический деятель, депутат Парламента (1995—1999)[335].
- Кунгуров, Евгений Викторович (40) — российский оперный и эстрадный певец, заслуженный артист Российской Федерации (2023); самоубийство[336].
- Лорд, Рон[англ.] (94) — австралийский футболист, участник Олимпийских игр (1956)[337].
- Мазуров, Алексей Борисович (54) — российский археолог, ректор ГСГУ (2004—2019) и СФИ (с 2020)[338].
- Пакетт, Ральф (97) — американский офицер армии, награждённый медалью Почёта (2021)[339].
- Скривинер, Кристиан[фр.] (98) — французский политик, государственный секретарь по делам потребителей (1976—1978), депутат Европейского парламента (1979—1989), Европейский комиссар по налогам, таможне и защите прав потребителей в комиссиях Делора (1989—1995)[340].
- Страйер, Люберт (86) — американский биолог, владелец компании «Сеномикс»[341].
- Фокс, Пол[англ.] (98) — британский телеведущий и продюсер[342].
- Хиггс, Питер (94) — британский физик-теоретик, профессор Эдинбургского университета, лауреат Нобелевской премии по физике (2013)[343].
- Цатевич, Алексей Владимирович (34) — российский шоссейный велогонщик[344].
- Шербэнеску, Илие[рум.] (81) — румынский экономист[345].
- Эсьеме, Брайт[англ.] (31) — нигерийский футболист, игрок национальной сборной[346].

## 7 апреля

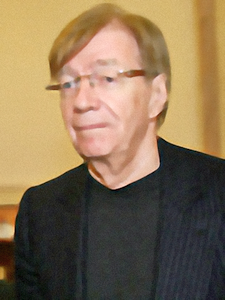
Сергей Абрамов

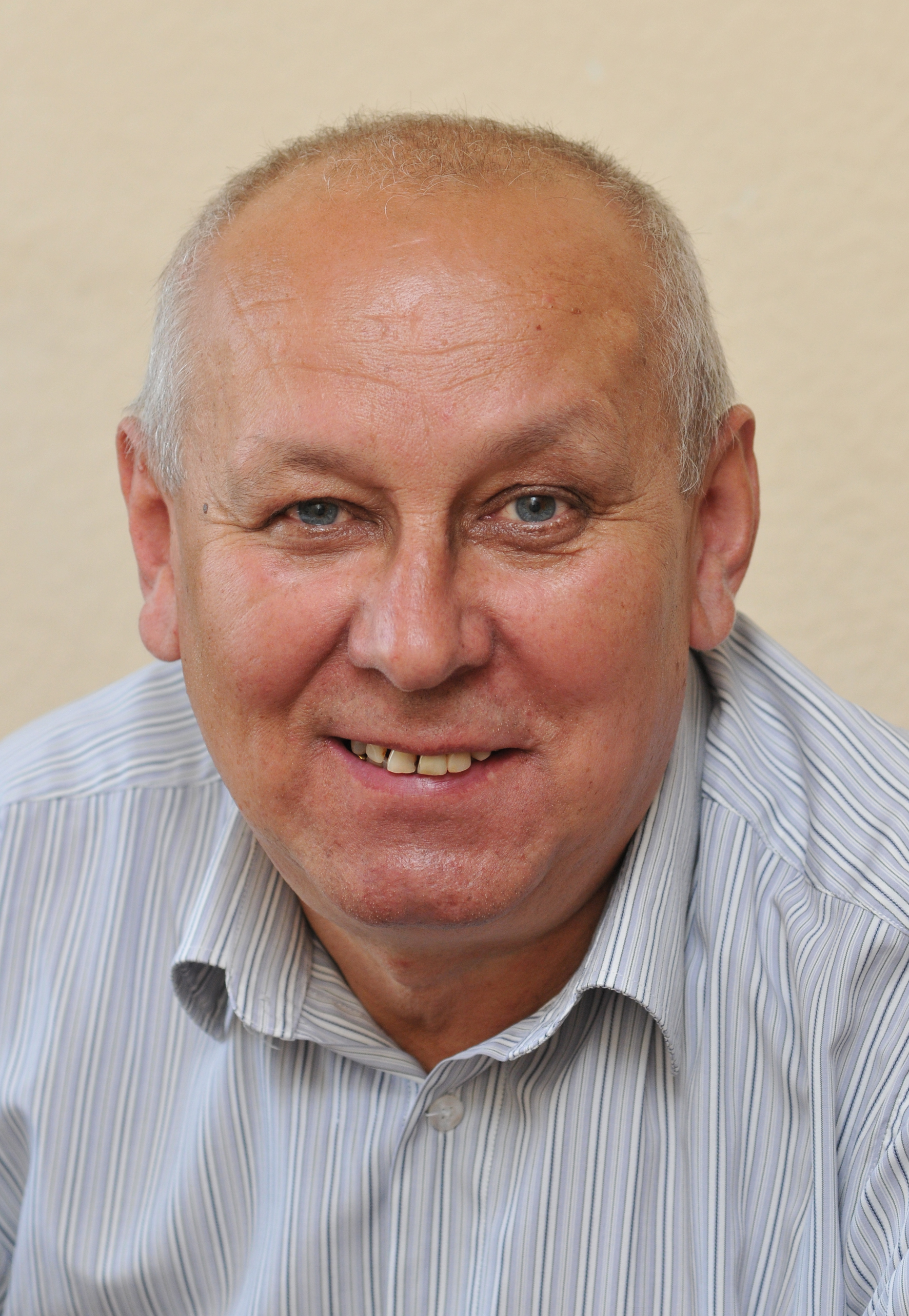
Юрий Асланьян

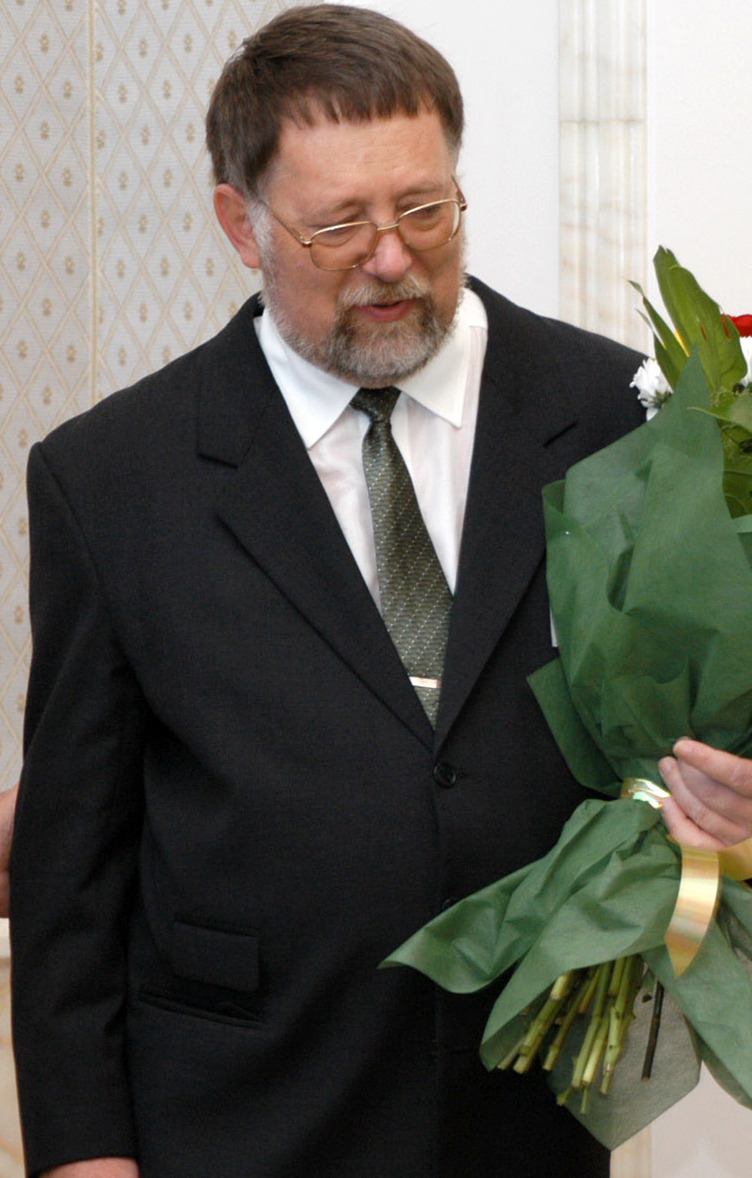
Ярослав Башта

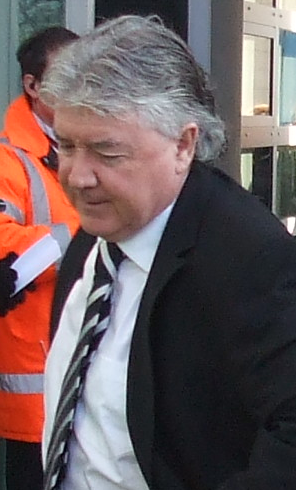
Джо Киннир

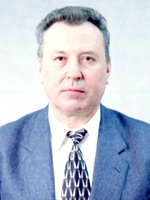
Александр Ковалёв

- Абрамов, Сергей Александрович (79) — русский писатель-фантаст[347].
- Асланьян, Юрий Иванович (69) — советский и российский писатель[348].
- Башта, Ярослав (75) — чешский политик и дипломат, посол в России (2000—2005), член Палаты депутатов (1996—2000, с 2021)[349].
- Бодер, Михаэль[нем.] (65) — немецкий оперный дирижёр[350].
- Бурксен, Эдгар[англ.] (76) — голландский кинопродюсер, лауреат премии «Эмми»[351].
- Виера, Джо[нем.] (91) — немецкий джазовый саксофонист[352].
- Вон Лянхунь[англ.] (70) — сингапурский фехтовальщик, участник олимпийских игр (1992)[353].
- Генри, Кларенс (87) — американский певец и пианист в стиле ритм-энд-блюз[354].
- Годрон, Жерар[фр.] (74) — французский политический деятель, депутат Парламента (1997—2002)[355].
- Дакка, Валид — палестинский писатель и общественный деятель[356].
- Дингаке, Майкл[англ.] (96) — ботсванский политик, депутат Национального собрания (1994—1999)[357].
- Киннир, Джо (77) — ирландский футболист и футбольный тренер, игрок национальной сборной[358].
- Ковалёв, Александр Яковлевич (81) — российский государственный деятель, глава администрации Воронежской области (1992—1996), член Совета Федерации (1993—1996), глава города Воронежа (2000—2003)[359].
- Мендес, Антонетте[англ.] (79) — индийская актриса, певица и сценарист[360].
- Опарина, Ольга Дмитриевна (62) — советский и российский деятель культуры, директор Свердловской областной универсальной научной библиотеки имени В. Г. Белинского (с 2012), заслуженный работник культуры Российской Федерации (2019)[361].
- Парки, Рикки (67) — американский боксёр-профессионал[362].
- Ромеро, Мариэла (75) — венесуэльская сценаристка[363].
- Фрейзер, Джон Аллен (92) — канадский политик, спикер Палаты общин Канады (1986—1994)[364].
- Чжун Бинлинь[англ.] (72) — китайский деятель образования, ректор Пекинского педагогического университета (2001—2012)[365].
- Лори и Джордж Шаппеллы (62) — американские сиамские близнецы[366].

## 6 апреля

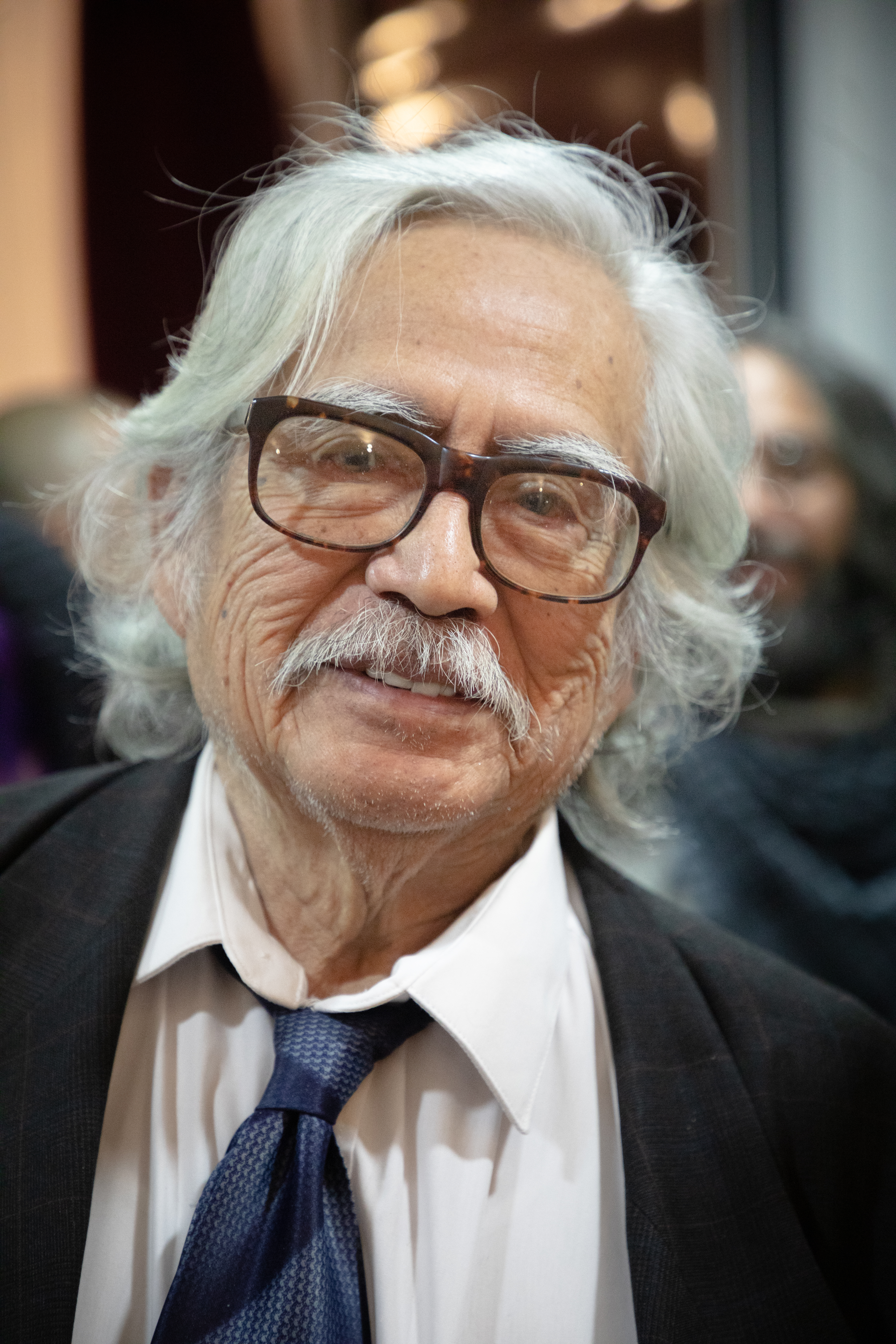
Эрнесто Гомес Крус

- Афентулидис, Анестис (82) — греческий футболист[367].
- Гомес Крус, Эрнесто (90) — мексиканский актёр[368].
- Дель Кармен Фариас, Мария[исп.] (68) — мексиканская актриса[369].
- Зиралду[порт.] (91) — бразильский писатель, художник и журналист[370].
- Коновал, Сергей Сергеевич (31) — украинский военнослужащий, Герой Украины (2024, посмертно)[371].
- Куцувна, Зофья[пол.] (90) — польская актриса[372].
- Мартин-Толедано, Хосе Альберто[исп.] (61) — испанский юрист и политик, член Конгресса депутатов (2011—2019)[373].
- Перес, Франсиско[англ.] (90) — уругвайский велосипедист, Участник Олимпийских игр (1964)[374].
- Рота, Итало[итал.] (70) — итальянский архитектор[375].
- Теннила, Эско-Юхани[фин.] (76) — финский политик, член Парламента (1975—2011)[376].
- Толман, Чедвик[англ.] (85) — американский химик, предложивший конический угол лиганда[377].
- Хойл, Дуг, барон Хойл[англ.] (98) — британский политик, член парламента (1974—1979, 1981—1983, 1983—1997)[378].

## 5 апреля

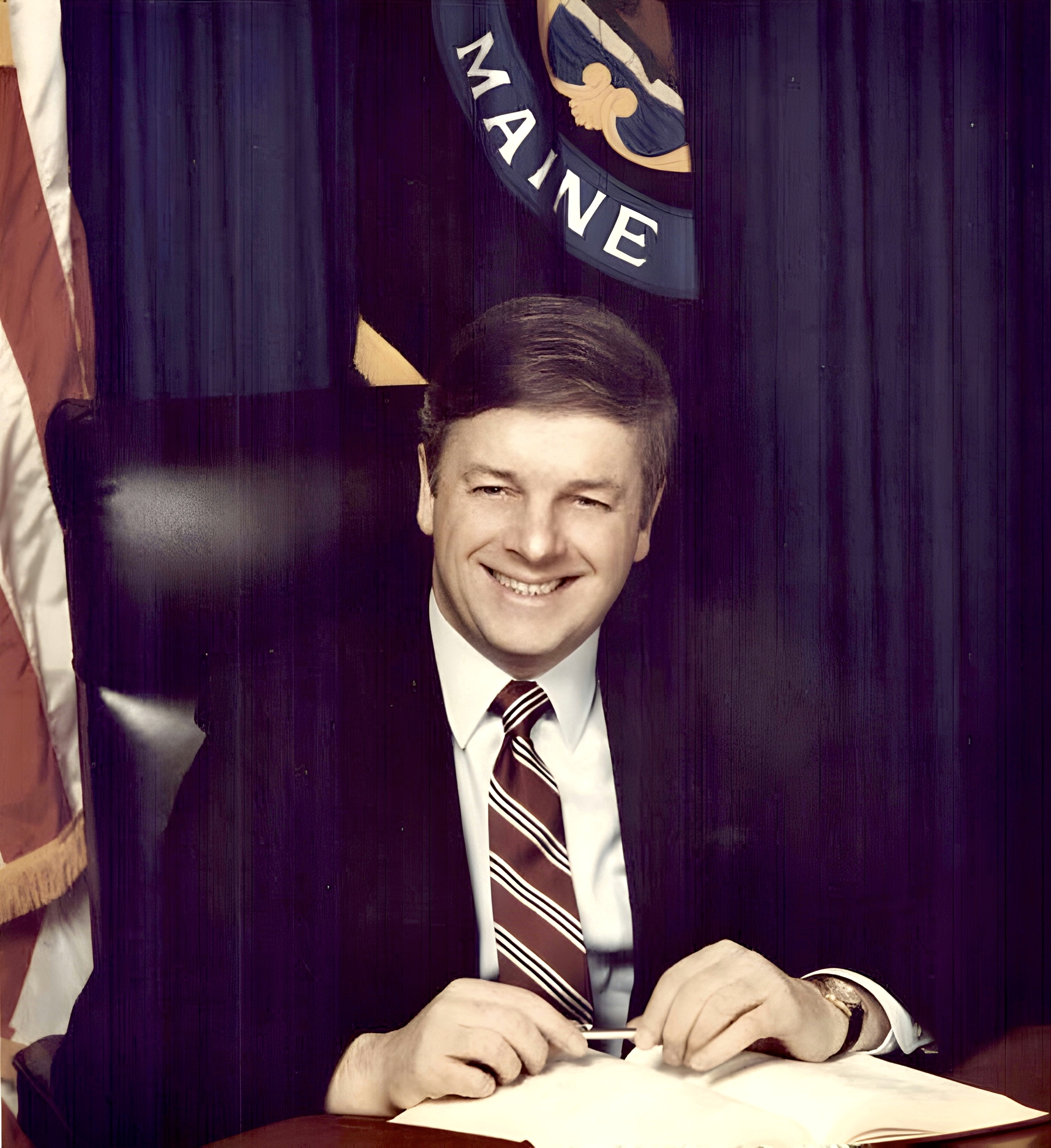
Джозеф Бреннан

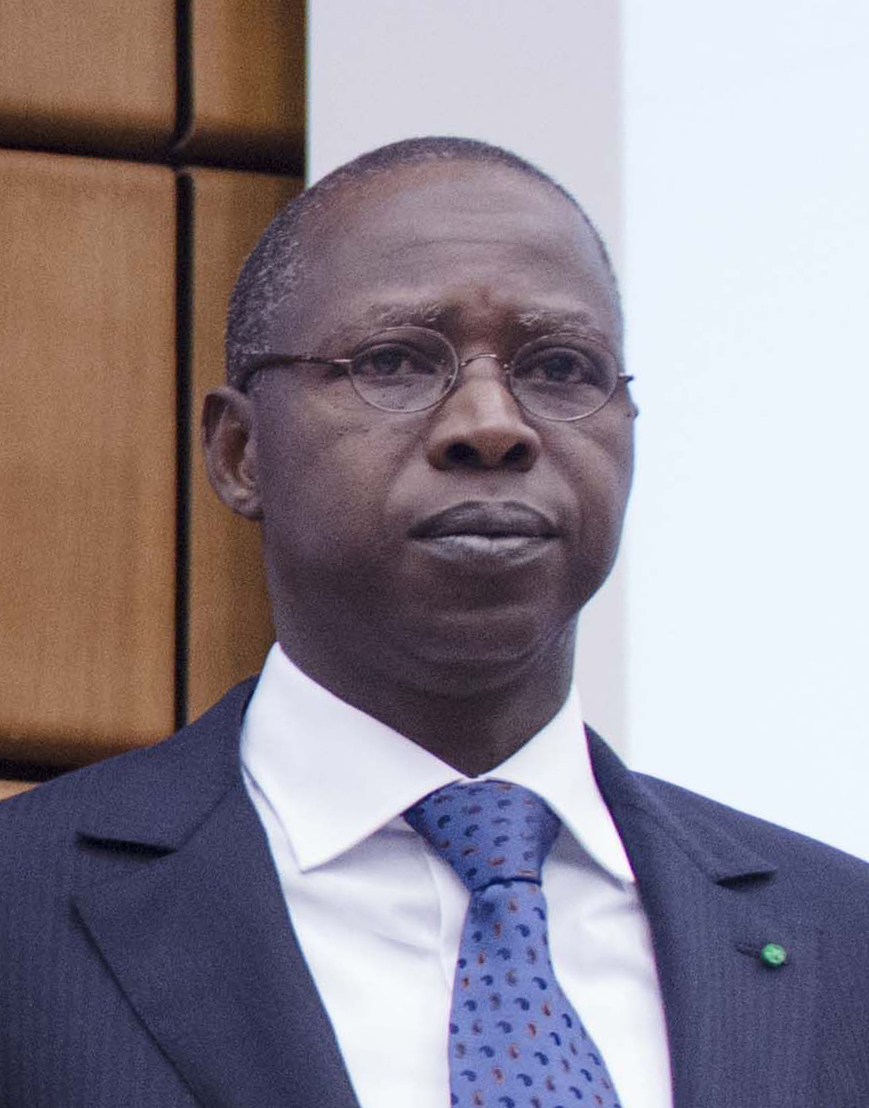
Мохамед Дионне

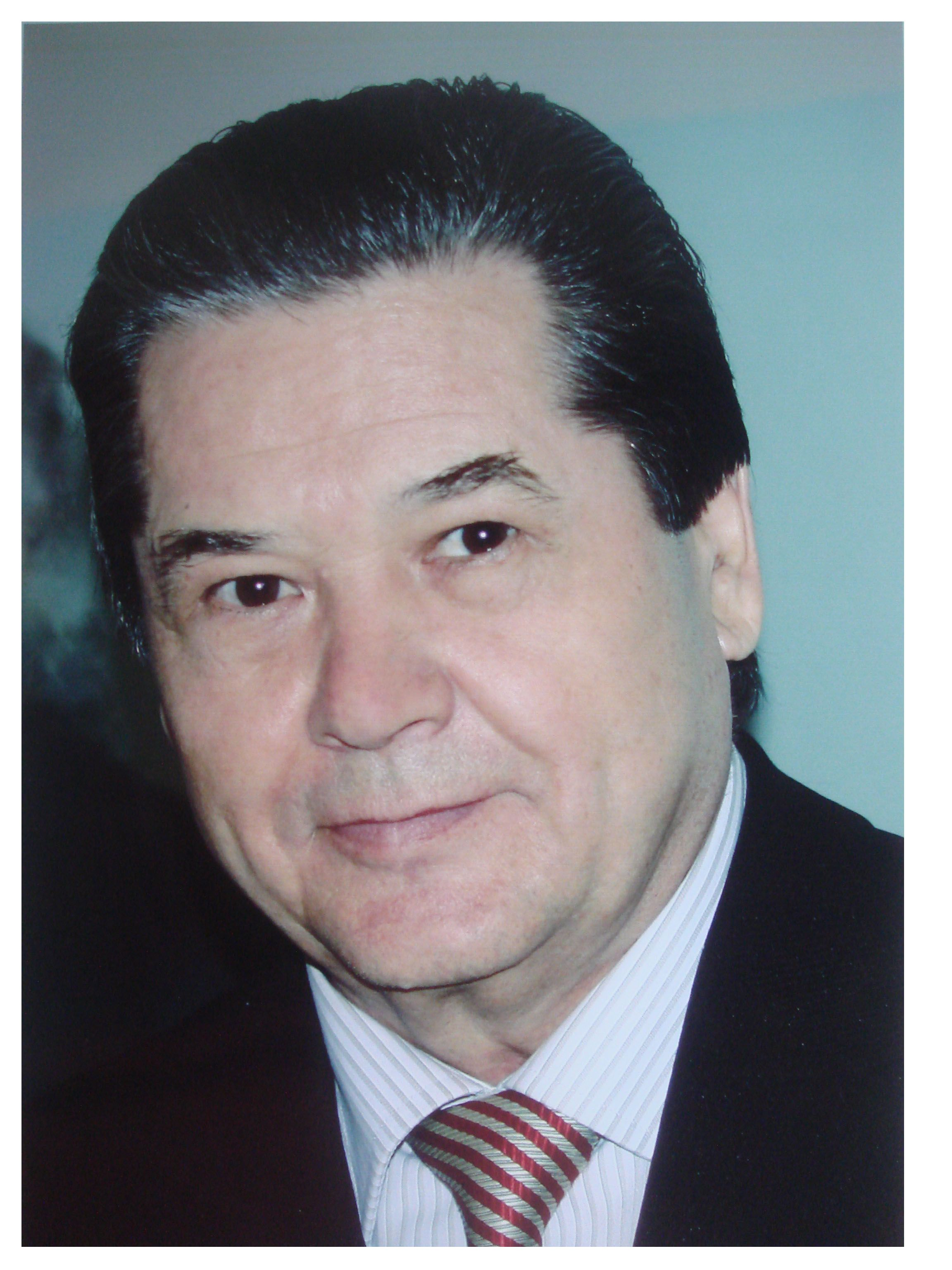
Фанис Раянов

- Бреннан, Джозеф Эдвард (89) — американский политик, губернатор штата Мэн (1979—1987), член Палаты представителей США (1987—1991)[379].
- Горячев, Владимир Сергеевич (71) — советский и российский художник, заслуженный художник Российской Федерации (2006)[380].
- Дионне, Мохамед (64) — сенегальский политический деятель, премьер-министр (2014—2019)[381].
- Зимняя, Ирина Алексеевна (93) — советский и российский педагог-психолог, академик РАО (1995)[382].
- Зодан, Петер[нем.] (87) — немецкий актёр и режиссёр[383].
- Кавалканти, Моника Магальяйнш[порт.] (62) — бразильский филолог-лингвист[384].
- Кампаньоло, Айона (91) — канадский политический деятель, лейтенант-губернатор провинции Британская Колумбия (2001—2007), депутат парламента Канады (1974—1979)[385].
- Луис, Джон[англ.] (82) — английский спидвейный гонщик, трёхкратный чемпион мира в командной гонке (1972, 1974, 1975), чемпион мира в парной гонке (1976)[386] (о смерти объявлено в этот день).
- Манделинк, Гвей[нидерл.] (87) — бельгийский поэт[387].
- Михайлов, Валерий Викторович (72) — советский и российский микробиолог, член-корреспондент РАН (2006)[388].
- Михальский, Вацлав Вацлавович (85) — советский и российский писатель, сценарист и издатель[389].
- Ниммонс, Фил (100) — канадский джазовый кларнетист и композитор, лауреат премии «Джуно» (1974)[390].
- Раянов, Фанис Мансурович (85) — советский и российский учёный-правовед, член-корреспондент Академии наук Башкортостана[391].
- Снейр, Карл[англ.] (64) — американский певец и автор песен, вокалист группы FireHouse[392].
- Тооминг, Яан Освальдович (78) — эстонский актёр, заслуженный артист Эстонской ССР (1976)[393].
- Трюффер, Херольд[англ.] (87) — швейцарский хоккеист, игрок национальной сборной, участник Олимпийских игр (1964)[394].
- Фатхи Сороур, Ахмад[араб. егип.] (91) — египетский политический деятель, министр образования (1986—1990), спикер Парламента (1990—2011)[395].
- Шуман, Петер[венг.] (69) — венгерский футболист[396].

## 4 апреля

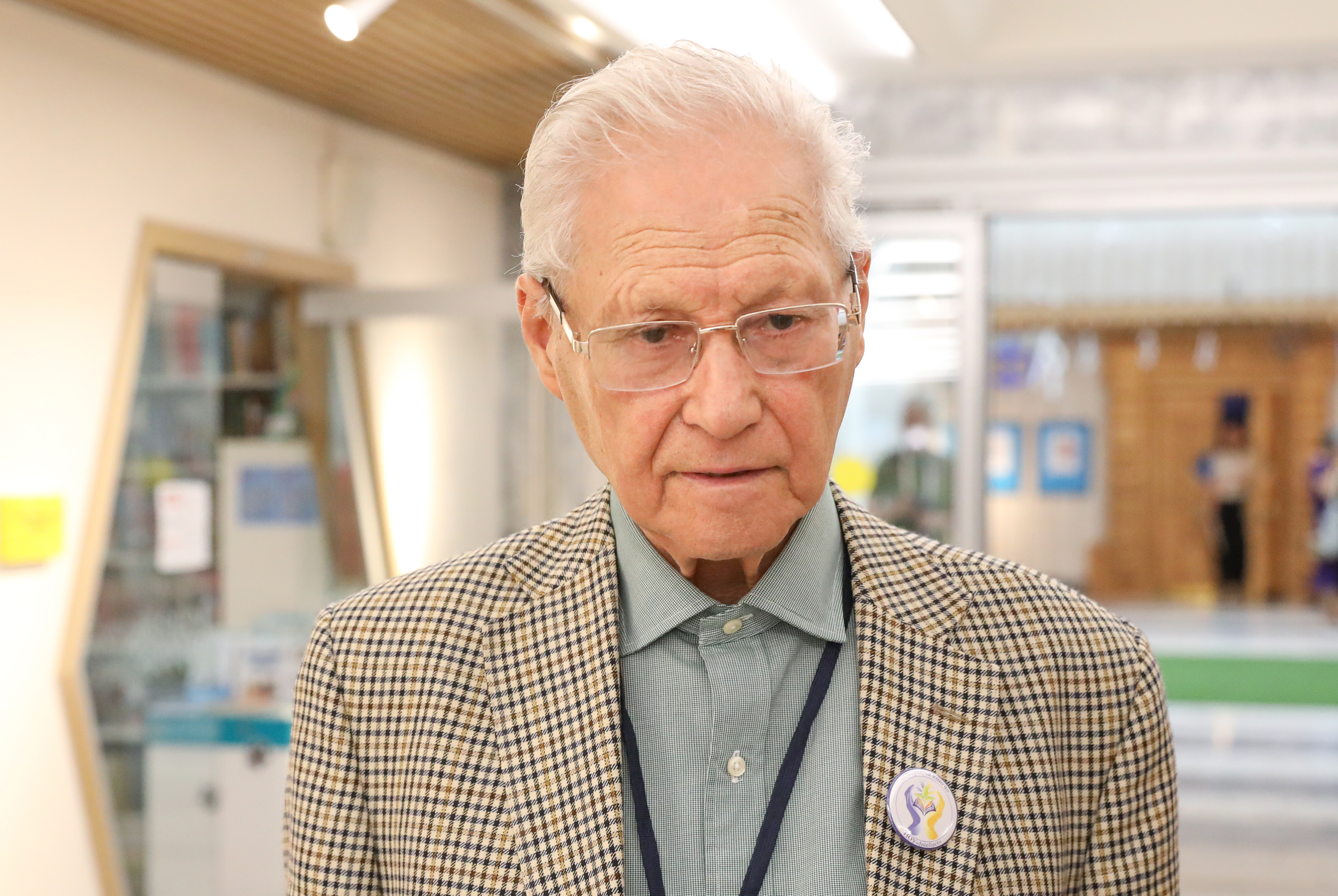
Раим Фархади

- Абу Мария аль-Кахтани (47) — иракский исламский боевик; убит[397].
- Гамблтон, Томас[англ.] (94) — американский католический прелат, вспомогательный епископ Детройта (1968—2006)[398].
- Жилинскайте, Витауте (93) — советская и литовская писательница, заслуженный деятель культуры Литовской ССР (1980)[399].
- Йоргенсен, Бьёрн (69) — норвежский джазовый органист и клавишник[400].
- Кесслер, Брюс[англ.] (88) — американский автогонщик и кинорежиссёр[401].
- Люшетти, Рубенс Франсиску[порт.] (94) — бразильский актёр, сценарист и режиссёр[402].
- Малявко, Николай Александрович[бел.] (82) — советский и белорусский писатель[403].
- Нандасена, Кидагалегама Хетхухамиге[англ.] (69) — шри-ланкийский политический деятель, депутат Парламента (с 2020)[404].
- Пенья, Адриан[исп.] (48) — уругвайский политик и бизнесмен, министр окружающей среды (2020—2023), ДТП[405].
- Пеше, Гаэтано (84) — итальянский архитектор и дизайнер[406].
- Пик, Хелла[англ.] (94) — австрийская и британская журналистка[407].
- Рид Бэнкс, Линн[англ.] (94) — британская писательница[408].
- Савитри, Кокорда[индон.] (55) — индонезийский поэт[409].
- Сыч, Мирон[пол.] (64) — польский политик депутат Сейма (2007—2015)[410].
- Фархади, Раим Хакимович (81) — советский и узбекский писатель[411].
- Ферге, Жужа (92) — венгерский социолог, член Венгерской академии наук[412].
- Халиков, Рашид Масгутович (69) — российский дипломат, помощник Генерального секретаря ООН по гуманитарным партнёрствам со странами Ближнего Востока и Центральной Азии (с 2015)[413].

## 3 апреля

Калеви Кивиниеми

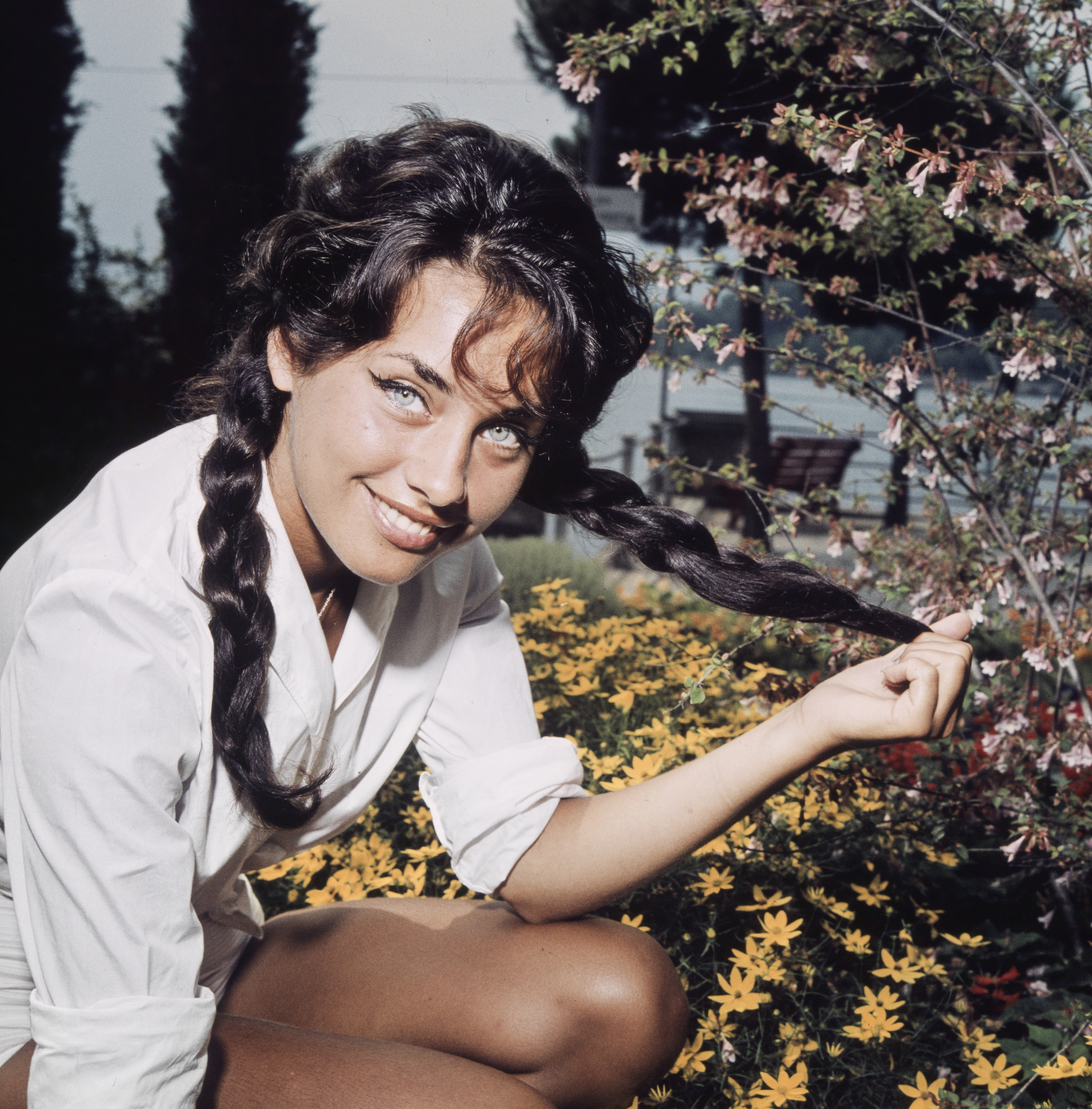
Вера Чехова

- Байгельди, Омирбек (84) — советский и казахстанский политический деятель, спикер Сената (1996—1999)[414].
- Бердоносов, Сергей Серафимович (84) — советский и российский радиохимик, лауреат Государственной премии СССР (1989)[415].
- Вольф, Ноткер[нем.] (83) — немецкий монах-бенедиктинец, священник и аббат[416].
- Забоева, Ия Васильевна (99) — советский и российский почвовед[417].
- Качча, Паоло[итал.] (86) — итальянский политик, депутат Палаты депутатов (1979—1994)[418].
- Кивиниеми, Калеви (65) — финский органист и композитор[419].
- Миура, Хисаси[яп.] (93) — японский политик, член Палаты представителей Японии (1972—1976, 1979—1986, 1990—1993)[420].
- Мюллер, Шандор (75) — венгерский футболист, участник чемпионата мира (1982)[421].
- Онн, Джаафар[малайск.] (72) — малайзийский актёр, певец и телеведущий[422].
- Роджананил, Касет[тайск.] (90) — тайский военный деятель, командующий военно-воздушными силами Королевской армии Таиланда (1989—1992), главнокомандующий Королевских Вооружённых сил (1992)[423].
- Сункуев, Борис Семёнович (85) — советский и белорусский учёный в области машиностроения в лёгкой промышленности[424].
- Флёрс, Люк[англ.] (24) — южноафриканский футболист, участник Олимпийских игр (2020); убийство[425].
- Хит, Альберт[англ.] (88) — американский джазовый барабанщик[426].
- Хуондер, Витус[нем.] (81) — швейцарский католический прелат, епископ Кура (2007—2019)[427].
- Чехова, Вера (83) — немецкая актриса, режиссёр и сценарист[428].
- Шалахметов, Гадильбек Минажевич (80) — советский и казахстанский журналист, сценарист и политический деятель[429].
- Шиллер, Адриан[англ.] (60) — британский актёр[430].

## 2 апреля

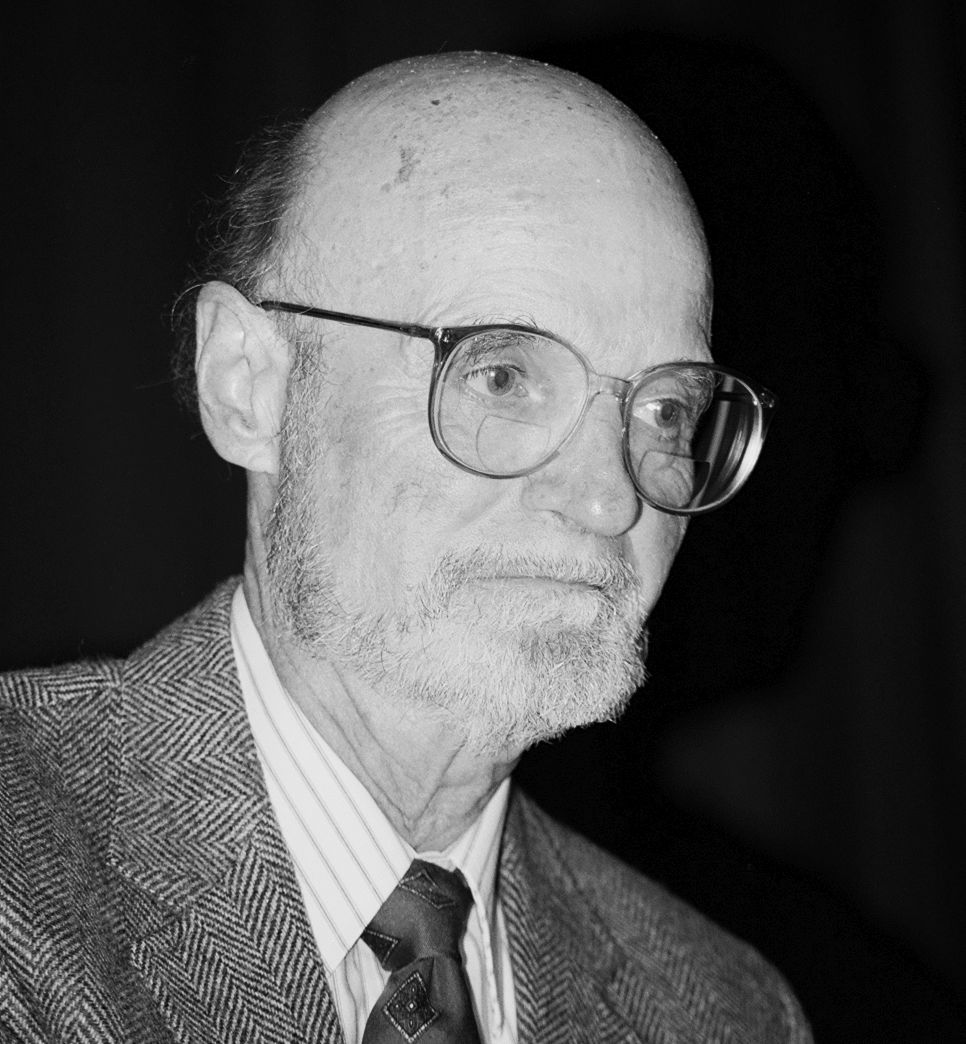
Джон Барт

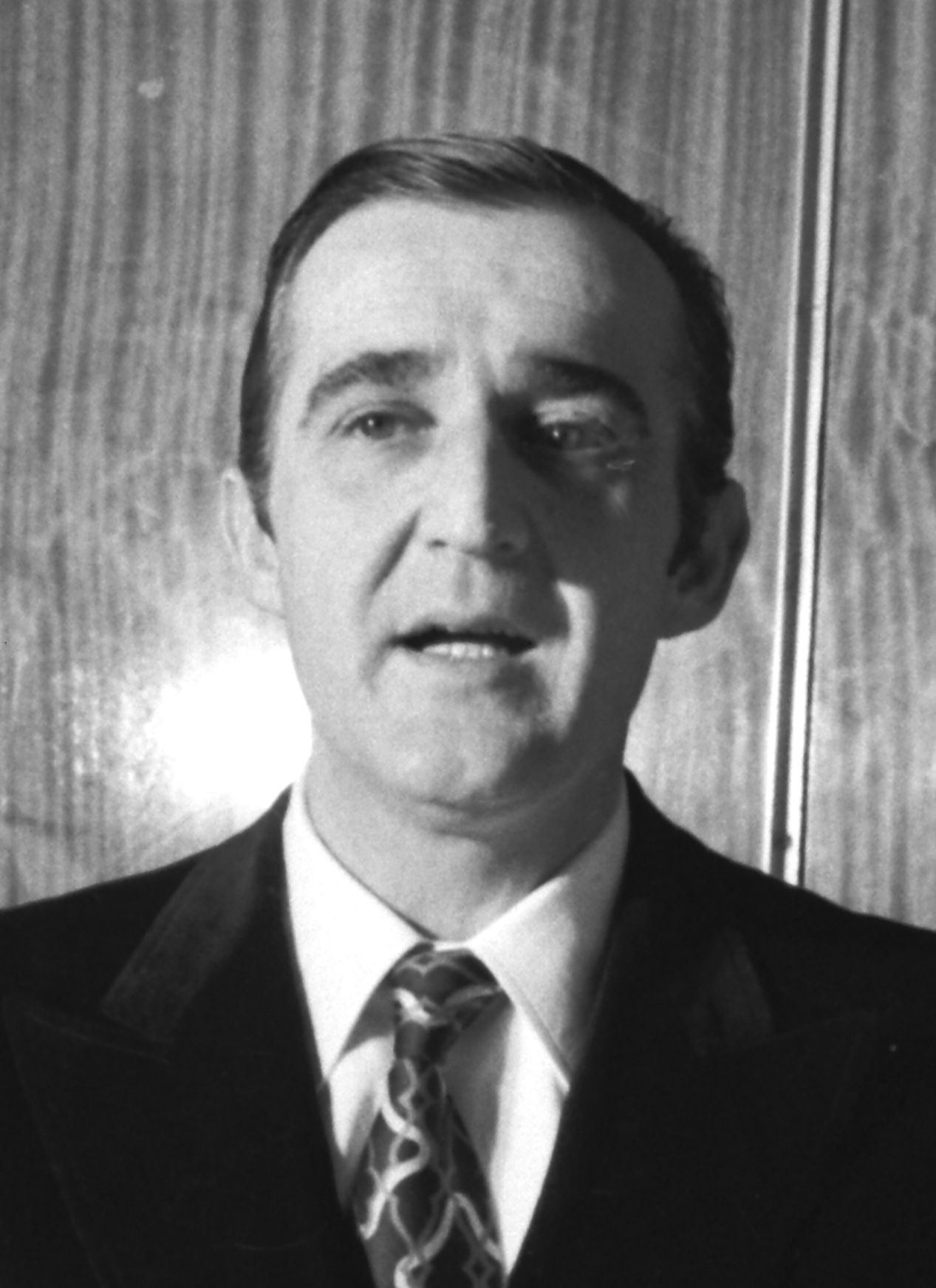
Велько Булайич

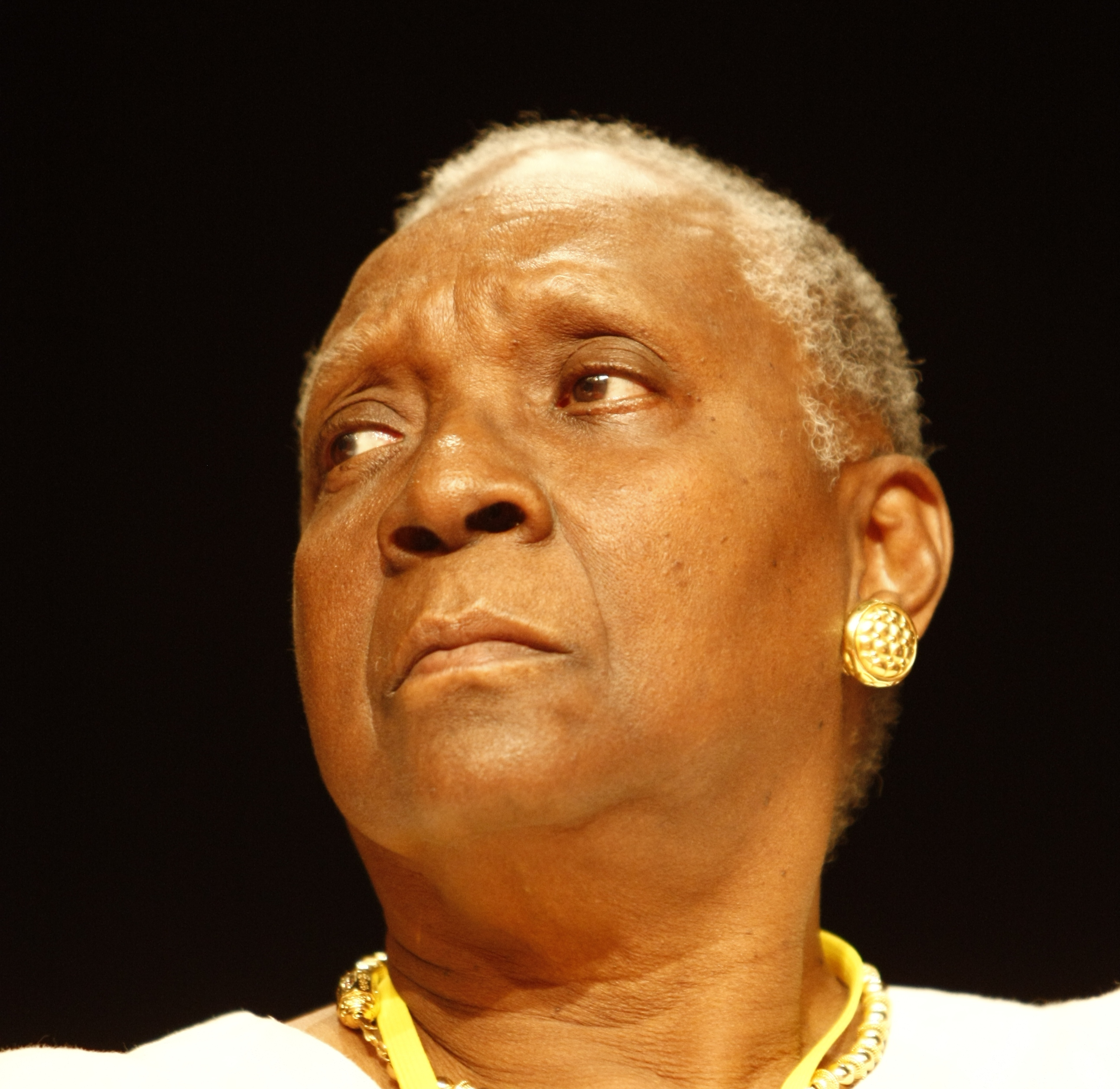
Мариз Конде

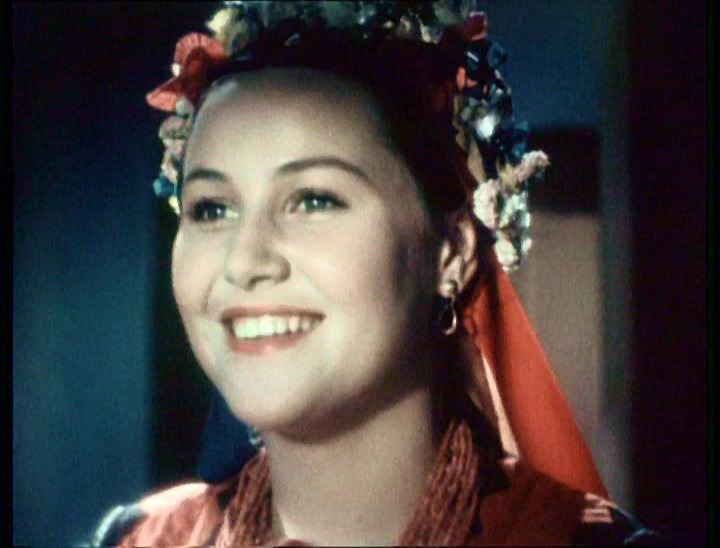
Татьяна Конюхова

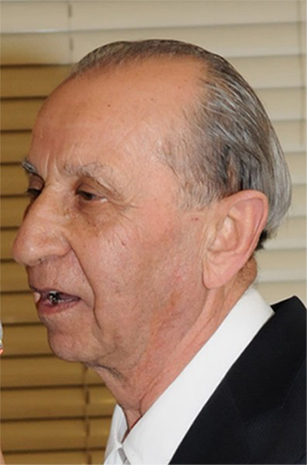
Ягутил Мишиев

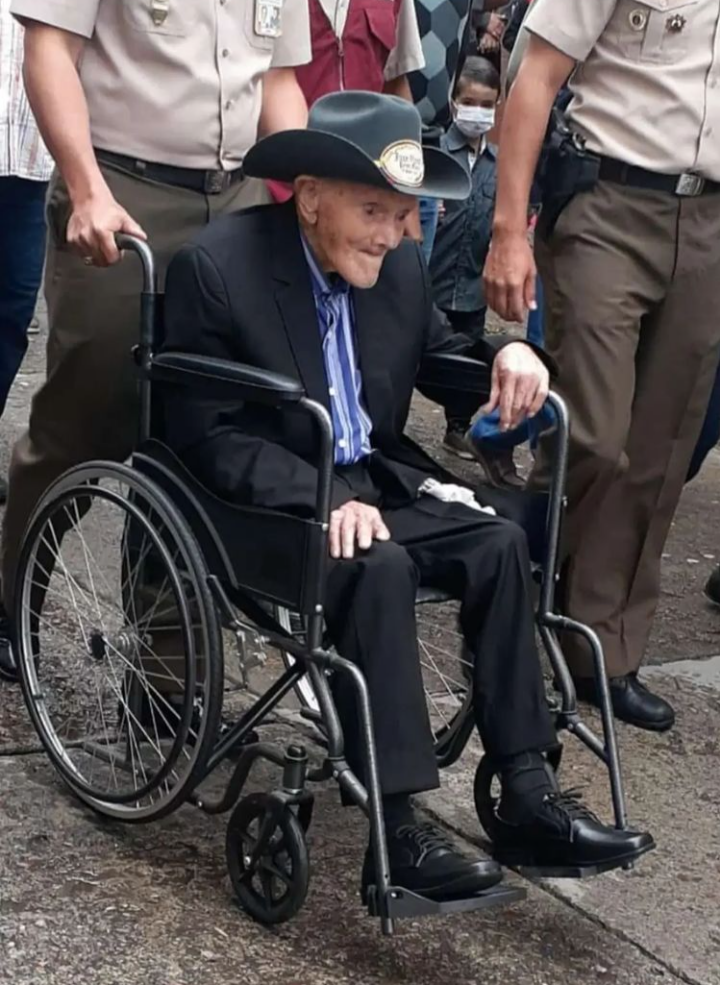
Хуан Перес Мора

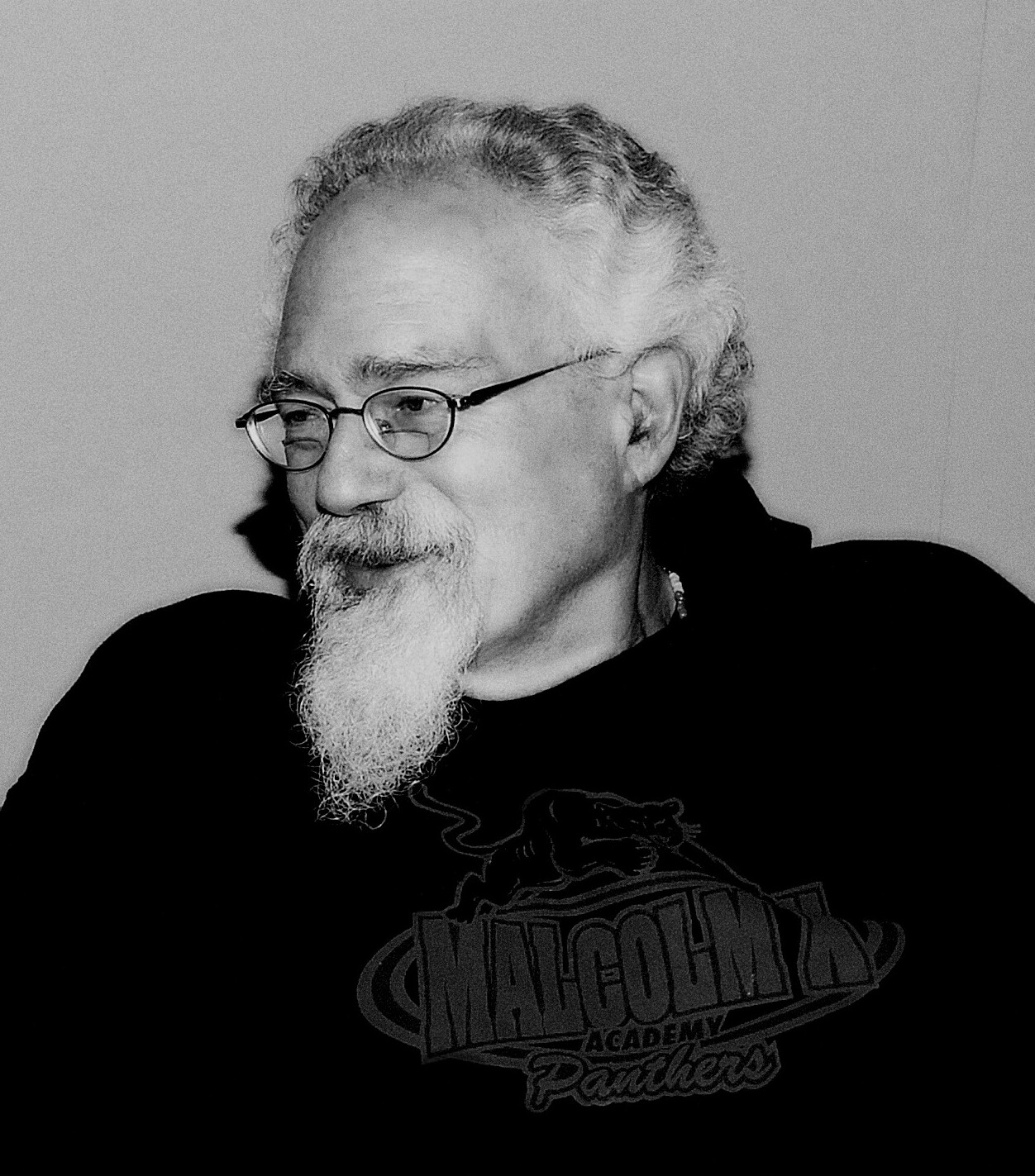
Джон Синклер

- Авраменко, Владимир Николаевич (93) — советский и российский авиаконструктор, лауреат Государственной премии РФ (1997)[431].
- Адлер, Юлиус (93) — американский биохимик, член НАН США (1978)[432].
- Барт, Джон (93) — американский писатель[433].
- Бодзелло, Эудженио[итал.] (95) — итальянский политик, сенатор (1979—1992)[434].
- Булайич, Велько (96) — югославский и хорватский актёр и режиссёр[435].
- Булахова, Анастасия Фёдоровна (99) — старший машинист энергоблока Верхнетагильской ГРЭС, Герой Социалистического Труда (1966)[436].
- Гуэн-Декарье, Тереза[фр.] (100) — французский социолог[437].
- Дженсен, Майкл (84) — американский экономист[438].
- Дуранг, Кристофер[англ.] (75) — американский драматург[439].
- Инаноглу, Тюркер[тур.] (87) — турецкий кинорежиссёр и телепродюсер[440].
- Конде, Мариз (90) — французская писательница[441].
- Конюхова, Татьяна Георгиевна (92) — советская и российская актриса, народная артистка РСФСР (1991)[442].
- Мишиев, Ягутил Израилович (97) — советский и израильский историк и публицист[443].
- Перес Мора, Хуан (114) — венесуэльский супердолгожитель, старейший живущий мужчина Земли (с 2022 года)[444].
- Синклер, Джон (82) — американский поэт и писатель[445].
- Христодулидис, Дорос[греч.] (78) — киприотский политик, депутат Палаты представителей Республики Кипр (1991—2006), депутат Европейского парламента (2004)[446].
- Цзи Ляннянь[кит.] (89) — китайский биохимик, академик КАН (2003)[447].
- Чжан Лисюн[кит.] (110) — китайский военный и политический деятель, генерал-майор, депутат Парламента (1975—1978)[448].
- Чирома, Али[англ.] (91) — нигерийский профсоюзный деятель, глава Конгресса профсоюзов (1984―1988)[449].

## 1 апреля

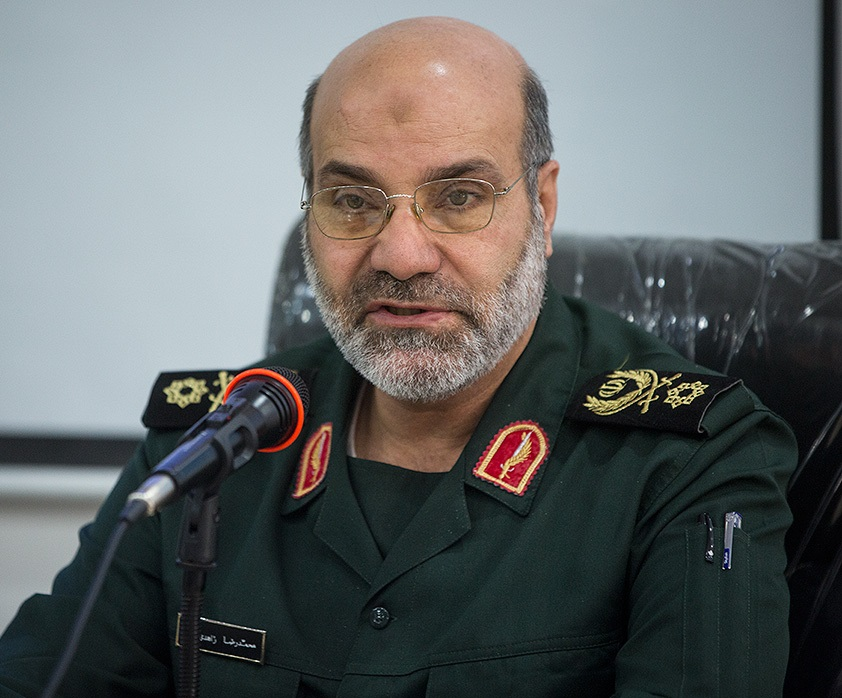
Мохаммад Реза Захеди

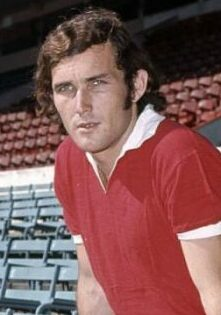
Алехандро Семеневич

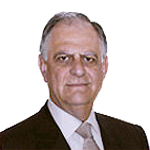
Серхио Фернандес

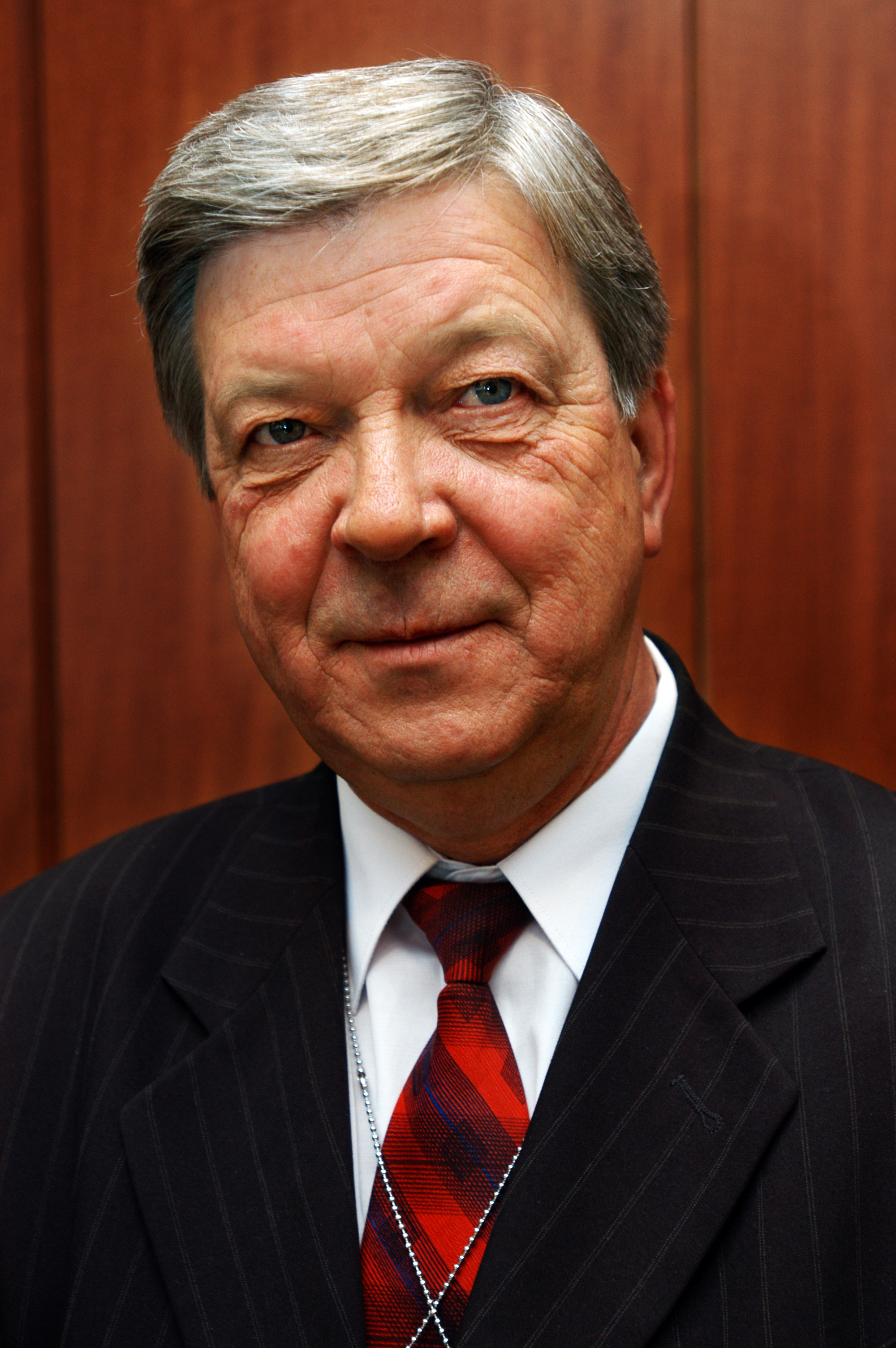
Геннадий Хрипель

- Банных, Владимир Михайлович (71) — советский и российский художник-постановщик[450].
- Громбка, Мечислав[пол.] (73) — польский актёр[451].
- Захеди, Мохаммад Реза (63) — иранский военачальник; убит[452].
- Зиммен, Розмари[фр.] (85) — швейцарский политик, член Совета кантонов (1987—1999)[453].
- Исмаилзаде, Гудрат Сейфулла оглы (89) — советский и азербайджанский археолог[454].
- Лопатин, Виктор Владимирович (44) — белорусский самбист и дзюдоист, тренер и спортивный судья[455].
- Контер, Лу[англ.] (102) — американский морской командир, последний выживший после потопления линкора «Аризона»[456].
- Михаэль, Сами[ивр.] (97) — израильский писатель и правозащитник[457].
- Орешник, Янез[словен.] (89) — словенский языковед, академик SAZU (2003)[458].
- Радио, Виталий Николаевич (43) — украинский военнослужащий, Герой Украины (2024, посмертно)[459].
- Семеневич, Алехандро (74) — аргентинский футболист, игрок национальной сборной[460].
- Скшечковский, Здислав[пол.] (93) — польский баскетболист, игрок национальной сборной[461].
- Фернандес, Серхио (85) — чилийский политик, министр труда (1976—1978) и внутренних дел (1978—1982, 1987—1988), сенатор (1998—2006)[462].
- Флаэрти, Джо (82) — американский актёр[463].
- Хрипель, Геннадий Тимофеевич (74) — российский политический деятель, член Совета Федерации (1996—2007)[464].
- Чигирёва, Нина Николаевна (69) — советская и российская якутская оперная певица (меццо-сопрано), заслуженная артистка Российской Федерации (1993)[465].
- Шульженко, Александр Александрович (88) — советский и украинский материаловед, член-корреспондент НАНУ (1997)[466].